# Ostfriesland

Ostfriesische Flagge mit Wappen

Karte Ostfrieslands

Ostfriesland (ostfriesisch: Aastfräislound, ostfriesisches Platt: Oostfreesland oder Oostfräisland) ist eine friesische Region in Niedersachsen im äußersten Nordwesten Deutschlands. Sie besteht aus den Landkreisen Aurich, Leer und Wittmund sowie der kreisfreien Stadt Emden. Ostfriesland liegt an der Küste der Nordsee und umfasst neben dem Festland auch die Ostfriesischen Inseln Borkum, Juist, Norderney, Baltrum, Langeoog und Spiekeroog.
Auf seinem Gebiet leben 463.090 Menschen (Stand 31. Dezember 2024) auf 3144,26 Quadratkilometern. Die Region ist mit knapp 150 Einwohnern pro km² dünner besiedelt als der Bundesdurchschnitt (233), aber ähnlich dicht wie das Land Niedersachsen (168) und überdurchschnittlich dicht für eine ländliche Region ohne Großstadt. Prägend für Ostfriesland ist, dass es nicht von einer größeren Stadt dominiert wird. Vielmehr sind es die fünf Mittelstädte Emden, Aurich, Leer, Norden und Wittmund sowie die fünf Kleinstädte Weener, Wiesmoor, Esens, Norderney und Borkum und eine Vielzahl von Dörfern, die die Struktur Ostfrieslands bestimmen. Das heutige Gebiet entspricht bis auf kleinere Arrondierungen dem Gebiet der früheren Grafschaft Ostfriesland, die bis 1744 bestand. Von der früheren politischen Einheit Ostfriesland ist heute die Ostfriesische Landschaft übrig geblieben.
Die Region war über Jahrhunderte von der Landwirtschaft, der Fischerei und – besonders in den wenigen Städten – vom Handel geprägt. Dazu zählte in den Hafenstädten insbesondere der Seehandel. Deichbau und Melioration haben die landwirtschaftliche Nutzung weiter Teile der zuvor von der Tide beeinflussten Marsch und der Moore erst möglich gemacht. Inzwischen haben der Tourismus, vor allem auf den Inseln und in vielen Küstenorten, sowie einige industrielle Kerne hohe Bedeutung für die regionale Wirtschaft erlangt. Gleichwohl nimmt die Landwirtschaft auch weiterhin eine starke Stellung ein – kulturräumlich und auch wirtschaftlich. Trotz wirtschaftlicher Fortschritte in den vergangenen Jahrzehnten gilt Ostfriesland als strukturschwache Region mit einer großen Abhängigkeit von einigen wenigen Branchen und einer kleinen Zahl größerer Unternehmen.
Durch die Jahrhunderte währende, landseitige relative Isolation durch große Moore im Süden Ostfrieslands bei gleichzeitiger Hinwendung zur See hat die Region innerhalb Deutschlands eine teilweise recht eigenständige Entwicklung genommen. Auch enge Verbindungen zu den Niederlanden trugen dazu bei. Dies zeigt sich noch heute, etwa in kulturellen Belangen oder im politischen Raum mit der Euregio Ems Dollart, bei Bemühungen, ostfrieslandweite Institutionen zu erhalten und, wo möglich und sinnvoll, nicht mit Institutionen außerhalb Ostfrieslands zu verschmelzen. Der Landstrich gilt als eine der Hochburgen der plattdeutschen Sprache: Schätzungsweise 50 Prozent der Einwohner sprechen noch ostfriesisches Platt.

## Geografie

### Lage und Gebiet

Die ostfriesischen Kommunen

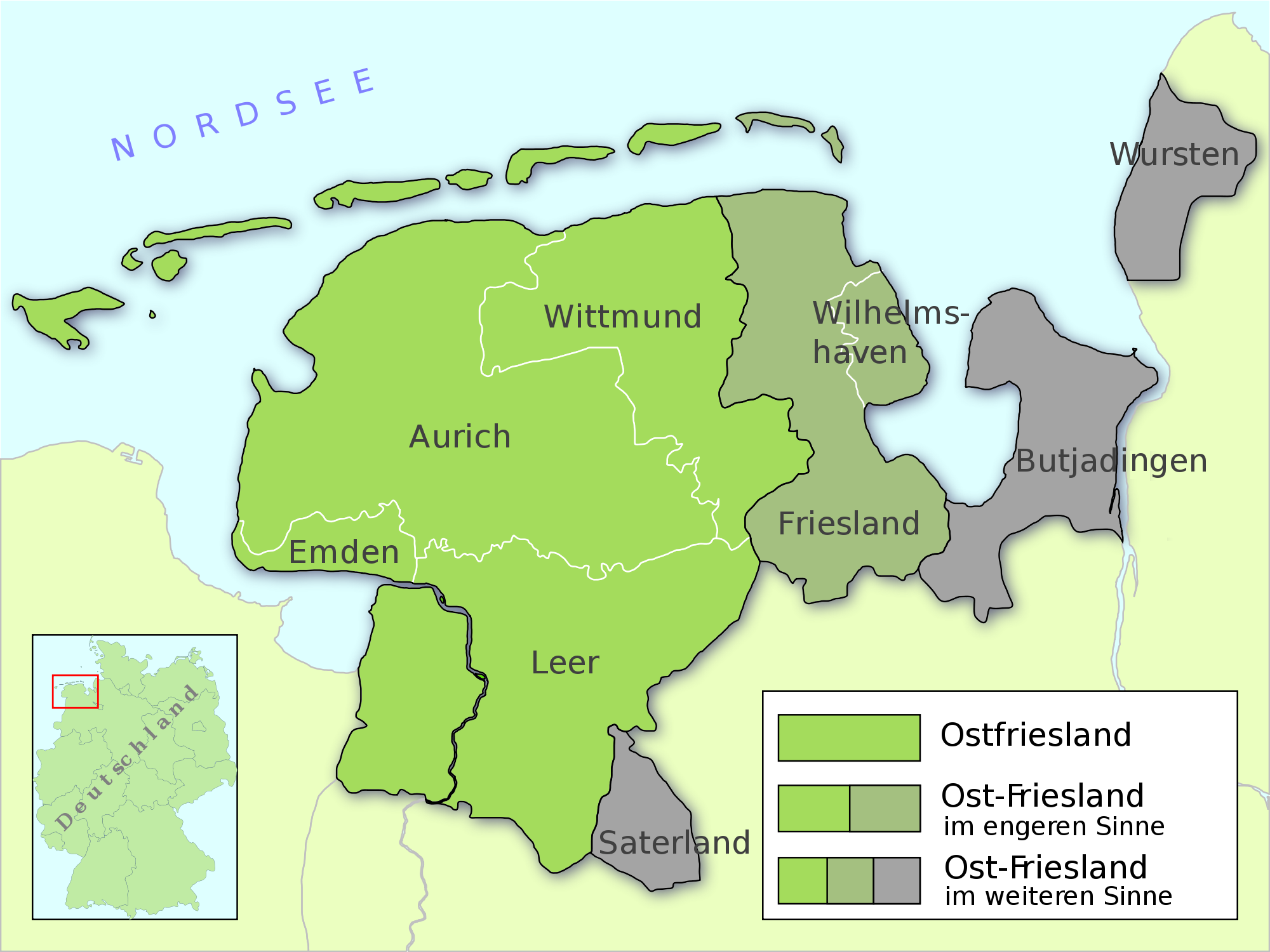
Niedersächsische Nordseeküste und regionale Bezeichnungen

Ostfriesland liegt an der Nordseeküste und ist die nordwestlichste Region Deutschlands. Im Allgemeinen wird unterschieden zwischen Ostfriesland im historisch-politischen Sinne (um das es im vorliegenden Artikel geht) und dem geografischen Begriff Ostfriesland, der zuweilen weiter gefasst ist (siehe dazu den Artikel Ost-Friesland). Das Ost in Ostfriesland bezieht sich darauf, dass es im östlichen Teil des alten Friesland liegt – im Gegensatz zum Westfriesland genannten Teil (der Provinz Friesland und der nordholländischen Region West-Friesland in den Niederlanden). Neben diesen beiden Frieslanden gibt es das als Nordfriesland bezeichnete Gebiet im nordwestlichen Schleswig-Holstein, das jedoch außerhalb der im Heiligen Römischen Reich als Friesland bezeichneten Gebiete liegt.
Ostfriesland umfasst die kreisfreie Stadt Emden sowie die Landkreise Aurich, Leer und Wittmund. Diese bilden – von kleineren Grenzkorrekturen abgesehen – das Gebiet des ehemaligen Fürstentums Ostfriesland (1464–1744), das als Regierungsbezirk Aurich innerhalb Preußens, dann Hannovers, wiederum Preußens und später Niedersachsens bis 1978 fortbestand. Die Einwohner dieses Landstrichs sind die einzigen, welche sich noch als Ostfriesen bezeichnen. Zudem werden die Stadt und die drei Kreise- von der Ostfriesischen Landschaft, dem „Kulturparlament“ der Ostfriesen, und dem Niedersächsischen Landesarchiv – Abteilung Aurich betreut.
Ostfriesland wird begrenzt von den drei oldenburgischen Landkreisen Friesland (Grenze ist die sogenannte Goldene Linie), Ammerland und Cloppenburg im Osten sowie dem Landkreis Emsland im Süden. Im Westen grenzt Ostfriesland an die Niederlande, im Norden an die Nordsee. Dem Festland vorgelagert sind die Ostfriesischen Inseln, von denen sieben bewohnt sind.
Die Inseln Wangerooge und Minsener Oog zählen zu den Ostfriesischen Inseln (mit großem „O“), sind aber keine ostfriesischen Inseln (mit kleinem „o“), sondern oldenburgische. Hintergrund dieses verwirrenden Sprachgebrauchs ist der Unterschied zwischen „Ostfriesland“ (Betonung auf der zweiten Silbe) und „Ost-Friesland“ (Betonung auf der ersten Silbe): Nur der westliche größere Teil des Gebietes zwischen Ems und Jadebusen bildete bis zur Gründung des Regierungsbezirks Weser-Ems auch eine „Ostfriesland“ genannte politische Einheit. Der kleinere östliche Teil Ost-Frieslands war in seinem nördlichen Abschnitt, dem Jeverland, zunächst selbstständig (als Herrschaft Jever, zu der auch Wangerooge gehörte), in seinem Südabschnitt, der Friesischen Wehde, bereits früher Teil Oldenburgs.
Ostfriesen fühlen sich als Teil der friesischen Kultur – als Friesen, die in den Nationalstaaten der Niederlande und Deutschlands an der Nordseeküste wohnen.
Historisch reicht das hochmittelalterliche Siedlungsgebiet von der Lauwerszee (bei Groningen) bis zur Weser (Stedingen) und nördlich der Linie Wildeshauser Geest – Hümmling – Hondsrug. Zur Sektion Ost des Friesenrates gehören daher neben Organisationen aus Ostfriesland, dem Oldenburger Friesland und dem Saterland auch solche aus den Landstriche Butjadingen (Landkreis Wesermarsch) und Land Wursten (zwischen Bremerhaven und Cuxhaven).
Vor allem in kulturellen, aber auch in politischen und administrativen Belangen zeigt sich ein Bemühen um den Erhalt historisch gewachsener Strukturen und ein Festhalten an organisatorischen Abgrenzungen zum Umland. An diesem ausgeprägten Eigenbewusstsein scheiterte etwa der Zusammenschluss der Landkreise Wittmund und Friesland im Zuge der niedersächsischen Landkreisreform zum 1. August 1977 – jedoch „beiderseitig“. Der Landkreis hieß Friesland, Kreisstadt war Wittmund. Nach Klagen vor dem Staatsgerichtshof in Bückeburg wurde der Zusammenschluss zum 1. Januar 1980 zurückgenommen. Auch in der Polizeiorganisation – der Landkreis Wittmund wurde 2005 der Polizeiinspektion in Wilhelmshaven und damit der Polizeidirektion in Oldenburg zugeschlagen, während die Kreise Aurich und Leer sowie die Stadt Emden zwei weitere Polizeiinspektionen innerhalb der Polizeidirektion Osnabrück bildeten – ließ sich eine übergreifende Gliederung nicht durchsetzen. Die Regelung wurde 2007 nach vielerlei Bitten und politischen Interventionen zurückgenommen, der Kreis Wittmund der Polizeiinspektion Aurich angeschlossen.

### Landschaftsformen

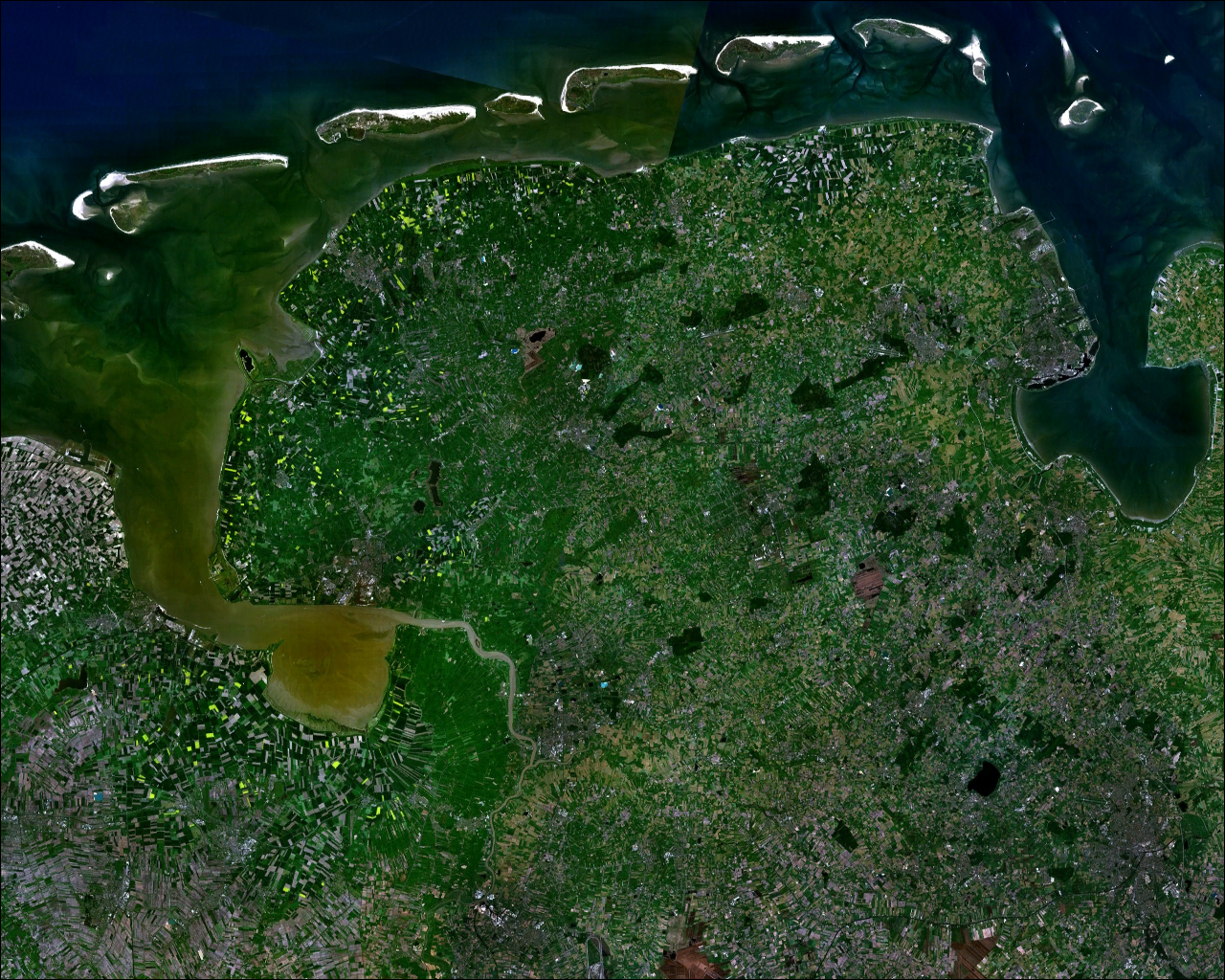
Ostfriesland, Satellitenaufnahme

Dem Festland ist die Inselkette der Ostfriesischen Inseln vorgelagert. Sie erstreckt sich über rund 90 Kilometer Länge von West nach Ost von der Emsmündung mit dem Dollart bis zur Mündung der Jade in den Jadebusen. Die Inseln sind jeweils durch Seegaten voneinander getrennt, aber durch die davor liegenden Riffbögen und Platen miteinander verbunden. Zwischen den Inseln und dem Festland befindet sich ein ausgedehnter Wattbereich, der über ein weit verzweigtes Flusssystem von Rinnen, Prielen und Baljen (schiffbare Priele) im Gezeitenrhythmus von Meerwasser überflutet wird und wieder trockenfällt. Die Inseln, das umgebende Watt sowie das den Inseln vorgelagerte Küstenmeer (Naturschutzgebiet „Küstenmeer vor den ostfriesischen Inseln“) stehen in einer engen ökologischen Beziehung. Die Inselkette ist Teil des größten und global bedeutsamen Nordsee-Wattenmeeres, das sich von Den Helder (Niederlande) über die niedersächsische, hamburgische und schleswig-holsteinische Küste bis nach Esbjerg (Dänemark) erstreckt und in verschiedenen Nationalparks aufgeteilt ist. Ostfriesland hat innerhalb dessen mit seiner Küste und den Inseln einen wesentlichen Anteil am Nationalpark Niedersächsisches Wattenmeer. Die Unterschutzstellung des deutsch-niederländischen Teils des Wattenmeers als Weltnaturerbe wurde im Juni 2009 von der UNESCO beschlossen.
Die Ostfriesischen Inseln liegen am Rande des Festlandssockels. Sie sind keine Festlandsreste, sondern geologisch sehr junge Gebilde aus einem Strand- und Dünenwall. Dieser grenzte zur Zeitenwende das Wattenmeer zur offenen See ab. Die heutige Kette der Sandinseln vor der südlichen Nordsee von Texel bis Mellum ist im Gegensatz zu den Nordfriesischen Inseln auf altem, untergegangenem und mit marinen Sedimenten überlagertem Festland entstanden. Das Insel-Watt-System ist ein sehr dynamisches System und ständigen Veränderungen unterworfen, das sich vor allem in der Veränderung der Gestalt und Lage der Inseln äußert. Seewärts finden sich auf den Inseln Sandstrände. Durch Strömung, Wellenschlag und Wind bilden sich zunächst Primärdünen, die sich zu bis zu 20 Meter hohen Weißdünen weiterentwickeln. Es schließen sich Dünenbereiche aus älteren Grau- und Braundünen an. Darauf folgen Marschen und Salzwiesen, regional auch als „Heller“ bezeichnet, die schließlich in das Watt zwischen Inselkette und Festland übergehen. Salzwiesen werden noch gelegentlich bei besonders hohen Wasserständen überflutet. Sie sind durch spezifische Pflanzenwelt aus Salzpflanzen (Halophyten) geprägt. Als erste Pionierpflanze siedelt sich meist der Europäische Queller an (Quellerzone). Die oberen und unteren Salzwiesen werden teils extensiv beweidet, teils werden sie der natürlichen Sukzession überlassen. An der Festlandküste sind stellenweise vor den Außendeichen noch natürliche Salzwiesen entwickelt.

Vom Inselstrand zum Deichvorland
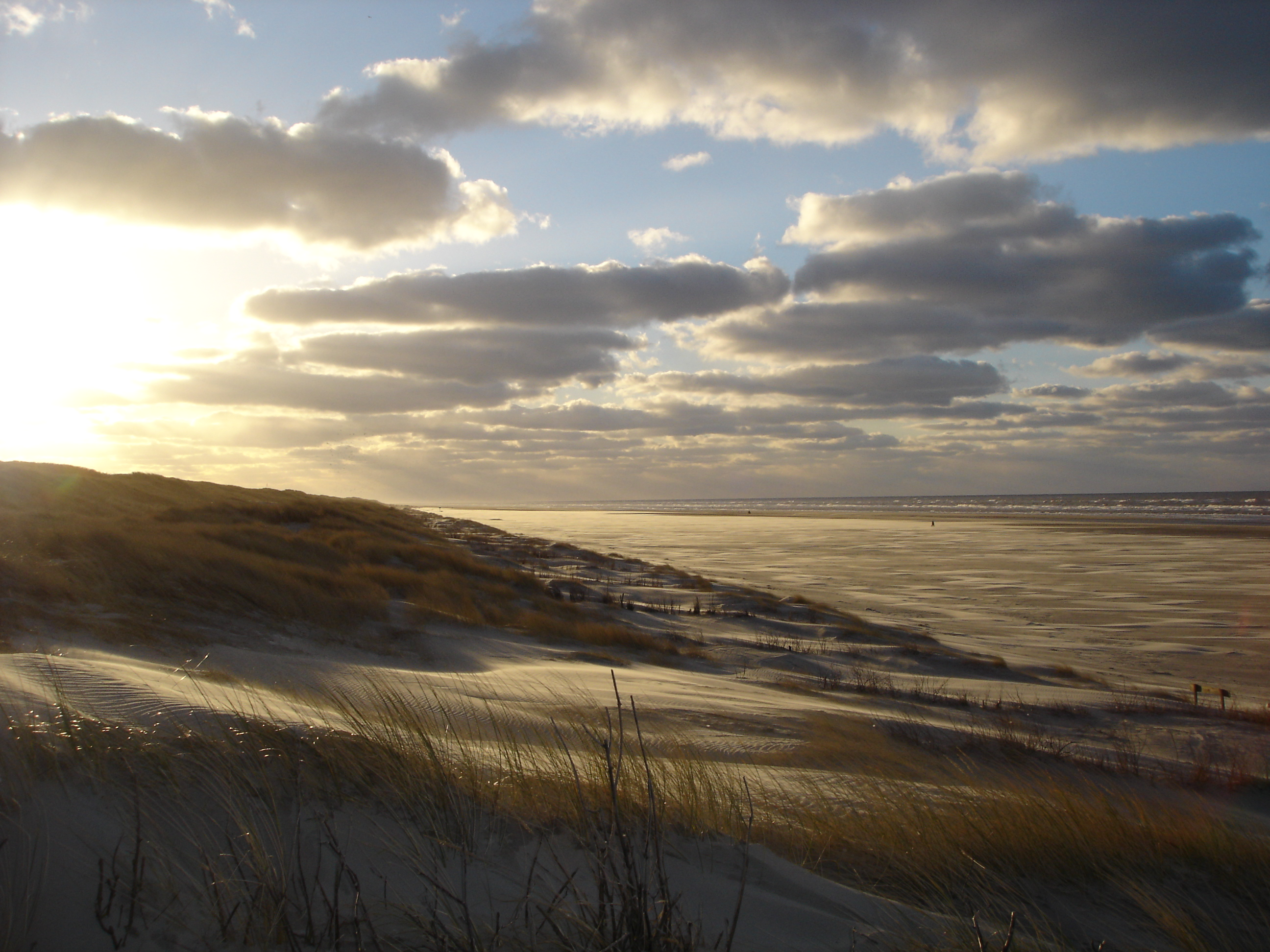
Strand auf Juist
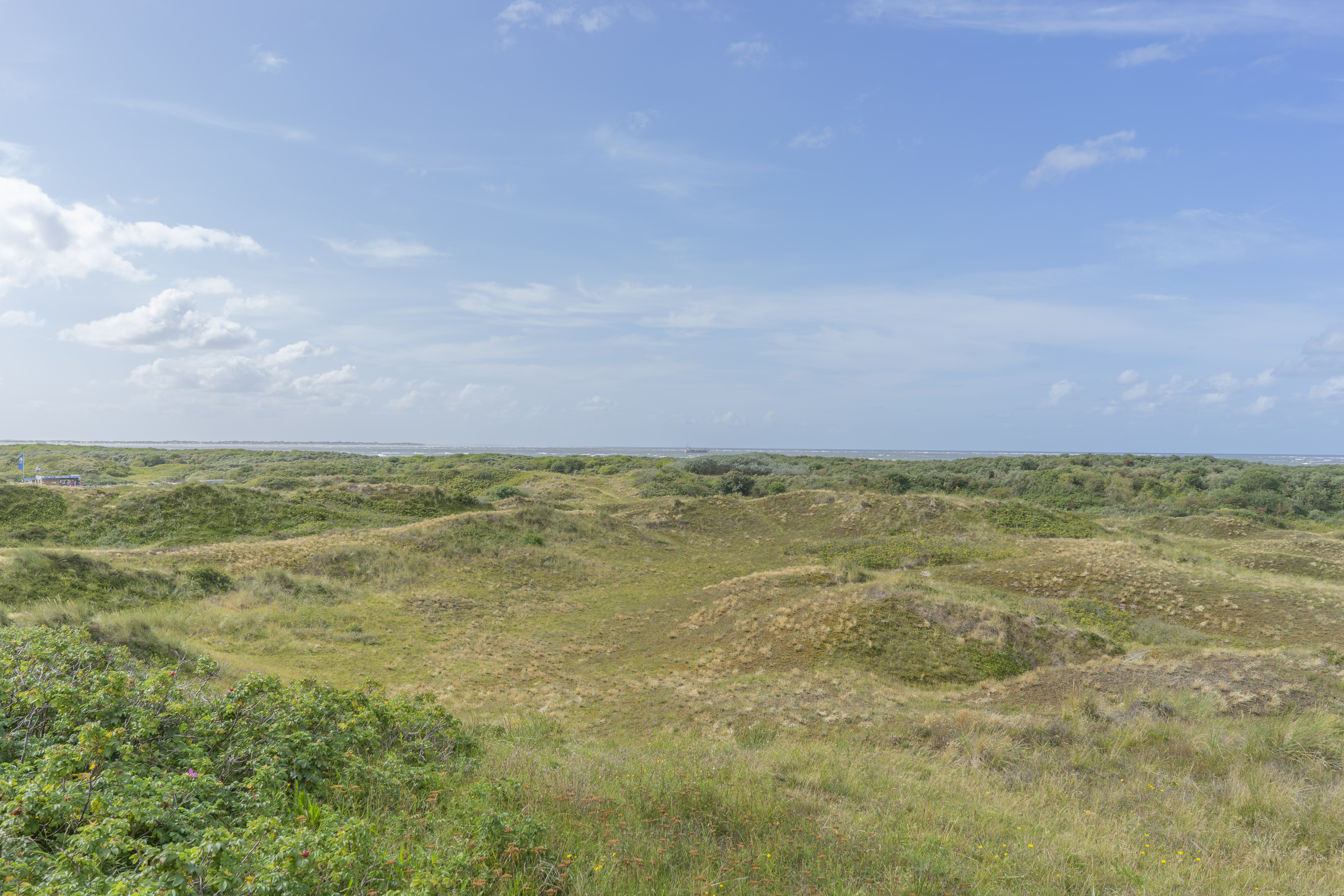
Dünen auf Langeoog
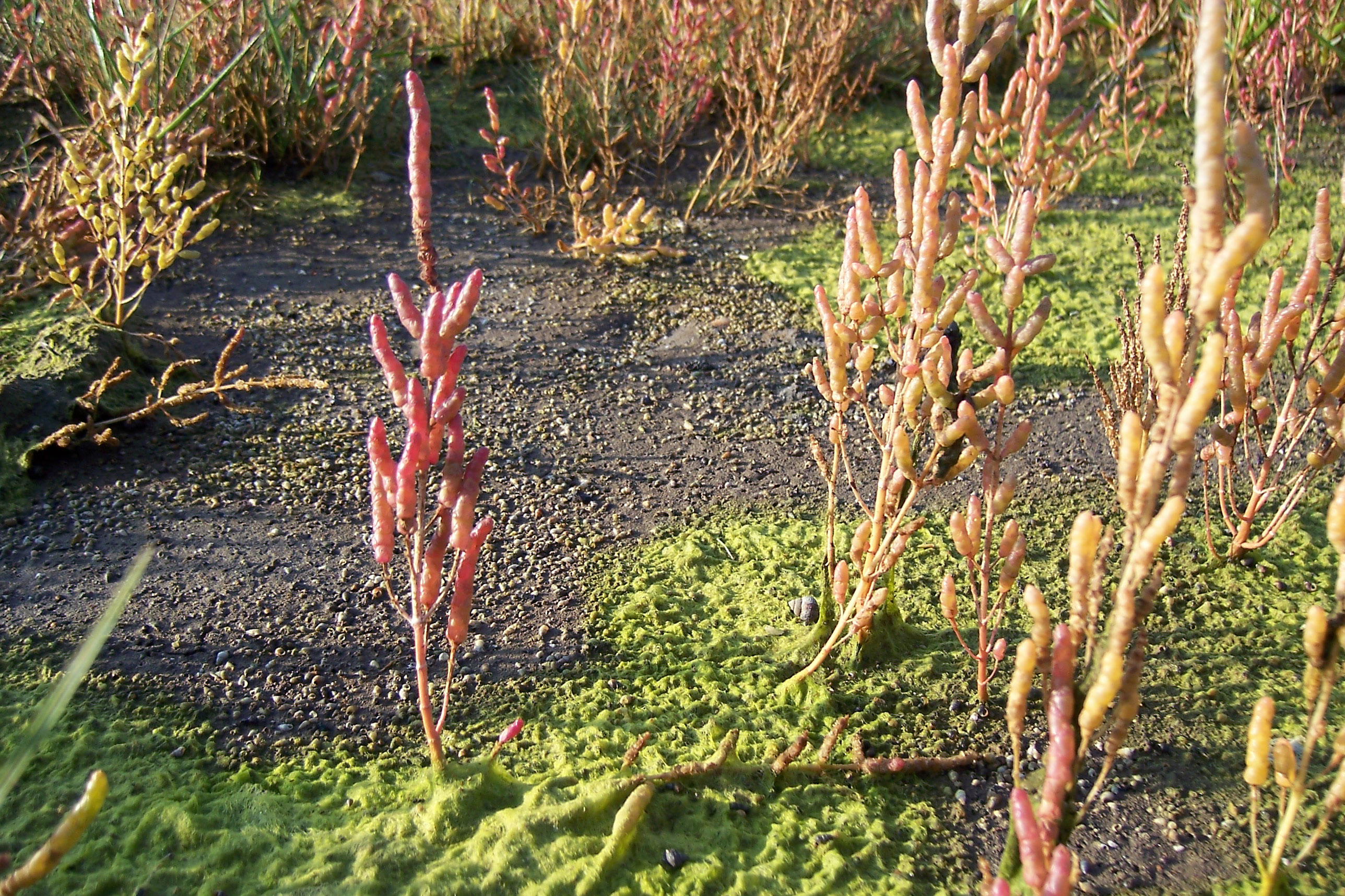
Queller im Watt
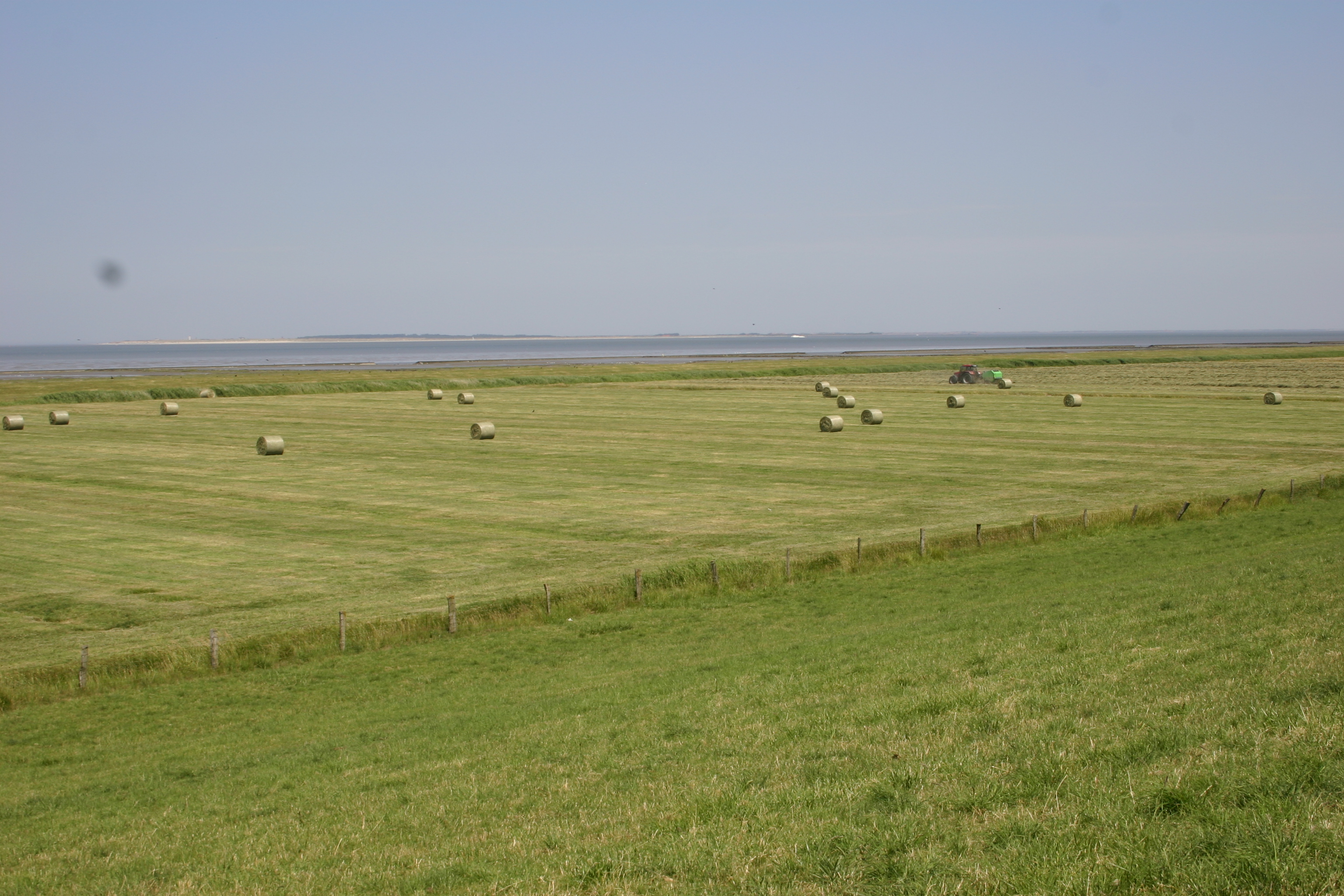
Deichvorland bei Dornum

Vor mehr als 1000 Jahren begannen die Bewohner, sich durch Deiche zu schützen. Dennoch kam es bei großen Flutkatastrophen immer wieder zu erheblichen Landverlusten. Im Gegenzug versuchten die Bewohner der Region, Neuland aus dem Meer zu gewinnen, und es entstanden Polder. Die erfolgreichen Eindeichungen führten aber auch zu großen Verlusten natürlicher Salzwiesen, die sich aufgrund der eingeschränkten Dynamik nicht mehr in vollem Ausmaß bilden konnten.
Ohne Deiche würden weite Teile Ostfrieslands, vornehmlich die Marschen und die Moore an den Außenrändern des ostfriesisch-oldenburgischen Geestrückens, zweimal täglich von den Fluten der Nordsee überspült. Für die Unterhaltung der Deiche im Rahmen des Küstenschutzes sind mehrere Deichachten zuständig, die jeweils Abschnitte des Deichbandes unter ihrer Aufsicht haben. Der Anstieg des Meeresspiegels und kurzfristige Wetterkapriolen durch den Klimawandel machen zusätzliche Küstenschutz- und Entwässerungsmaßnahmen erforderlich. Denn aus topografischen Gründen stellt auch das Wasser innerhalb des Deichbandes ein Problem dar: Wegen des kaum ausgeprägten Gefälles muss Niederschlag über mit Schöpfwerken ausgestattete Siele und bei Schleusungen vom Schiffen und Booten in die Ems und ihre Nebenflüsse beziehungsweise direkt in die Nordsee geleitet werden. Bei sehr niedriger Ebbe kann dies durch natürlichen Sielzug geschehen. Ist es jedoch nötig, auch bei Flut zu entwässern, kommen Pumpen zum Einsatz. Bei besonders ergiebigen Regenfällen kommt es fallweise auch vor, dass Entwässerungsgräben (in Ostfriesland Schloote genannt) sowie Kanäle und kleinere Flüsse (in Ostfriesland zumeist Tief genannt) über die Ufer treten, weil die Pumpenleistungen nicht ausreichen oder es zu anderen Störungen im Entwässerungsnetz gekommen ist. Für die Entwässerung sind Entwässerungsverbände, örtlich auch Sielachten genannt, zuständig.
Der Küstenraum des Festlandes ist Marschland, das weiter landeinwärts in Niedermoore, Geest und Hochmoore übergeht. An Hochmoorresten ist insbesondere das Gebiet um das Ewige Meer bei der nach ihm benannten Ortschaft Eversmeer hervorzuheben. Es gilt als der größte Hochmoorsee Deutschlands. Dieser und Reste der ehemals großen Hochmoore sowie darin gelegene kleinere Moorseen wie das Lengener Meer sind heute Schutzgebiete. Durch Wiedervernässungsmaßnahmen soll der ursprüngliche Charakter wiederhergestellt werden, nachdem diese Flächen über lange Zeit stark entwässert und schließlich verbuscht waren. Die Altmoränenlandschaft der Geest zeichnet sich durch vorwiegend sandiges Geschiebematerial der Saaleeiszeit aus und ist weitgehend als land- oder (in geringem Umfang) forstwirtschaftliche Fläche kultiviert.

Marsch, Moor und Geest
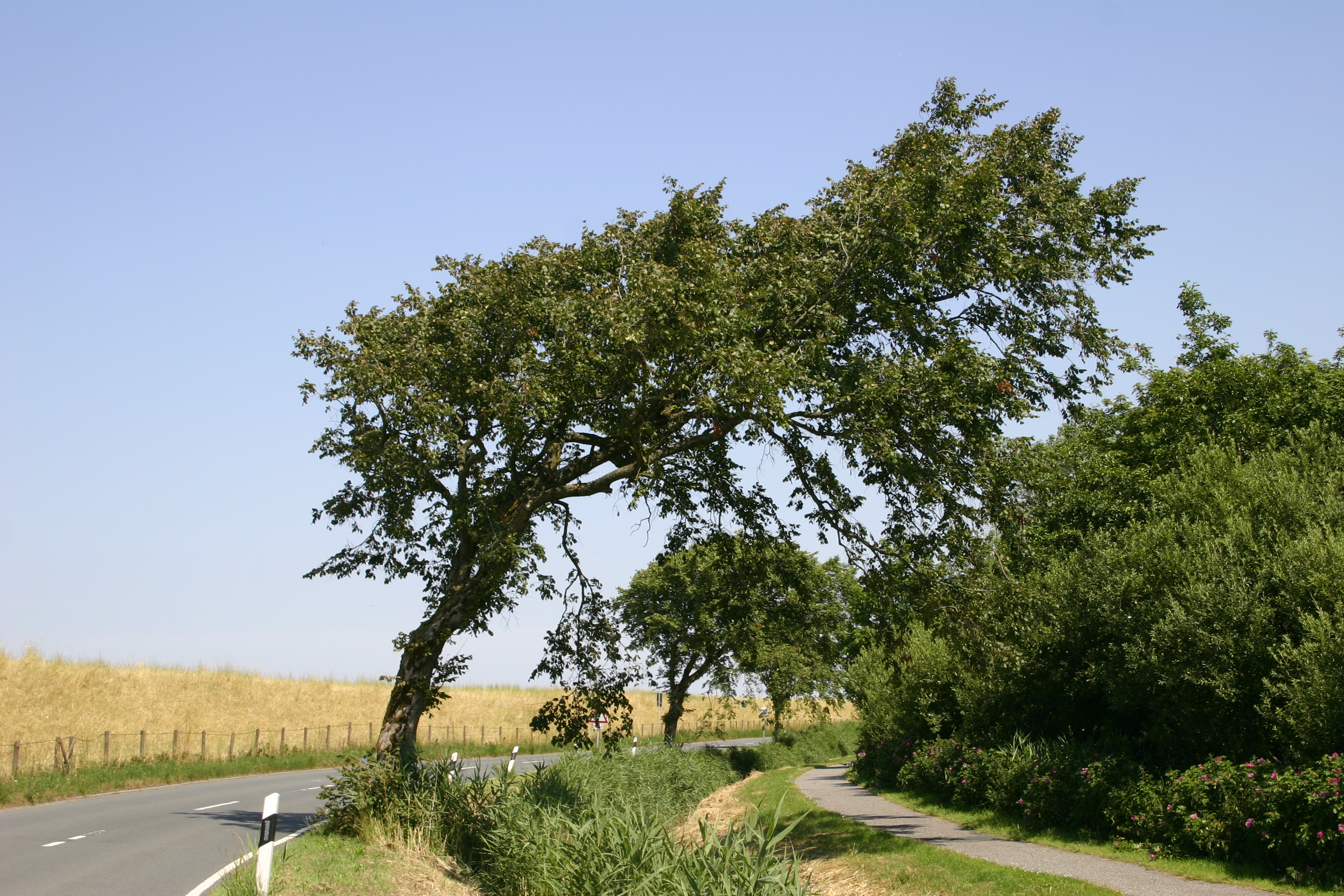
„Windlooper“ nahe Esens
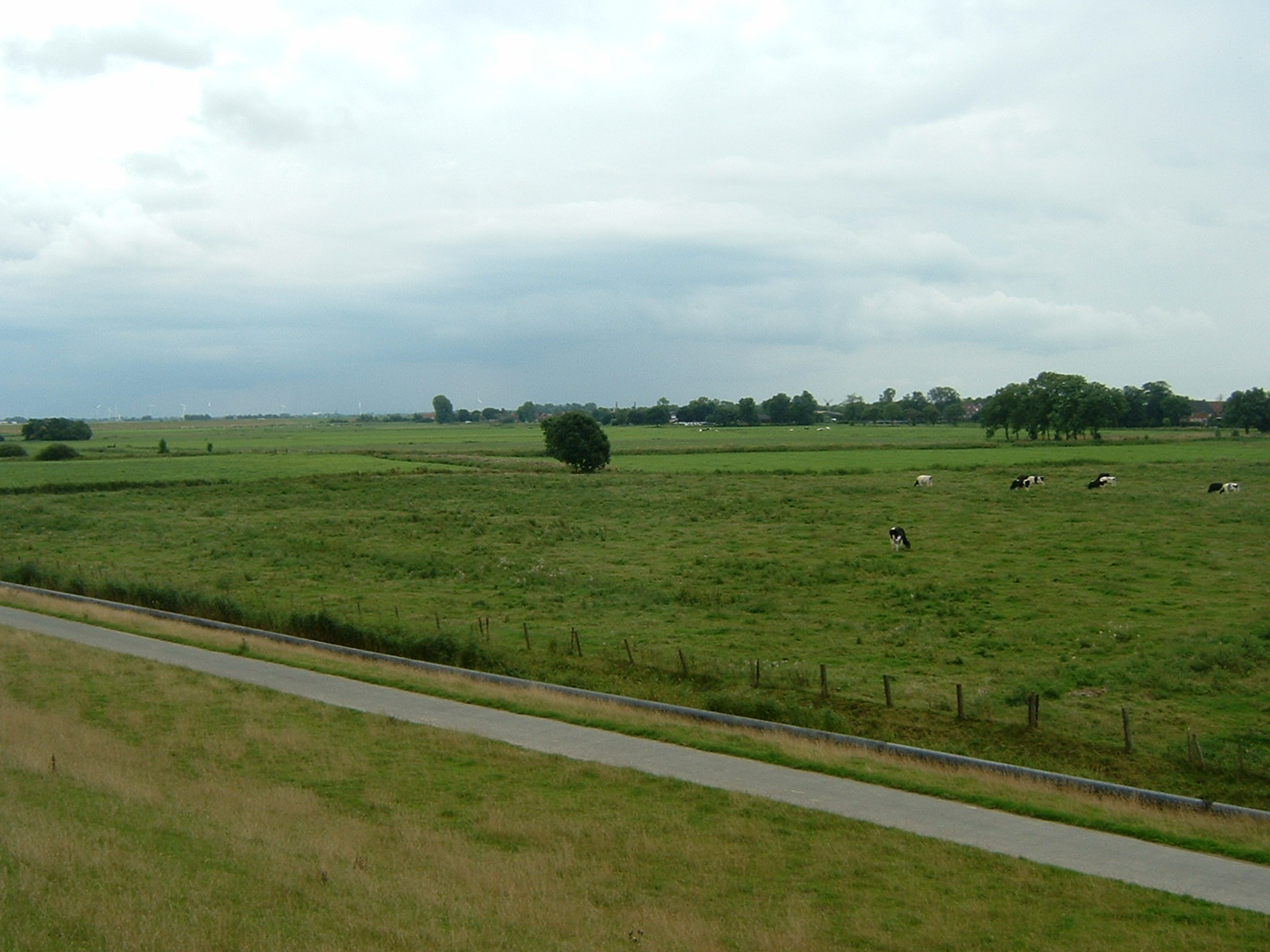
Marsch im Rheiderland
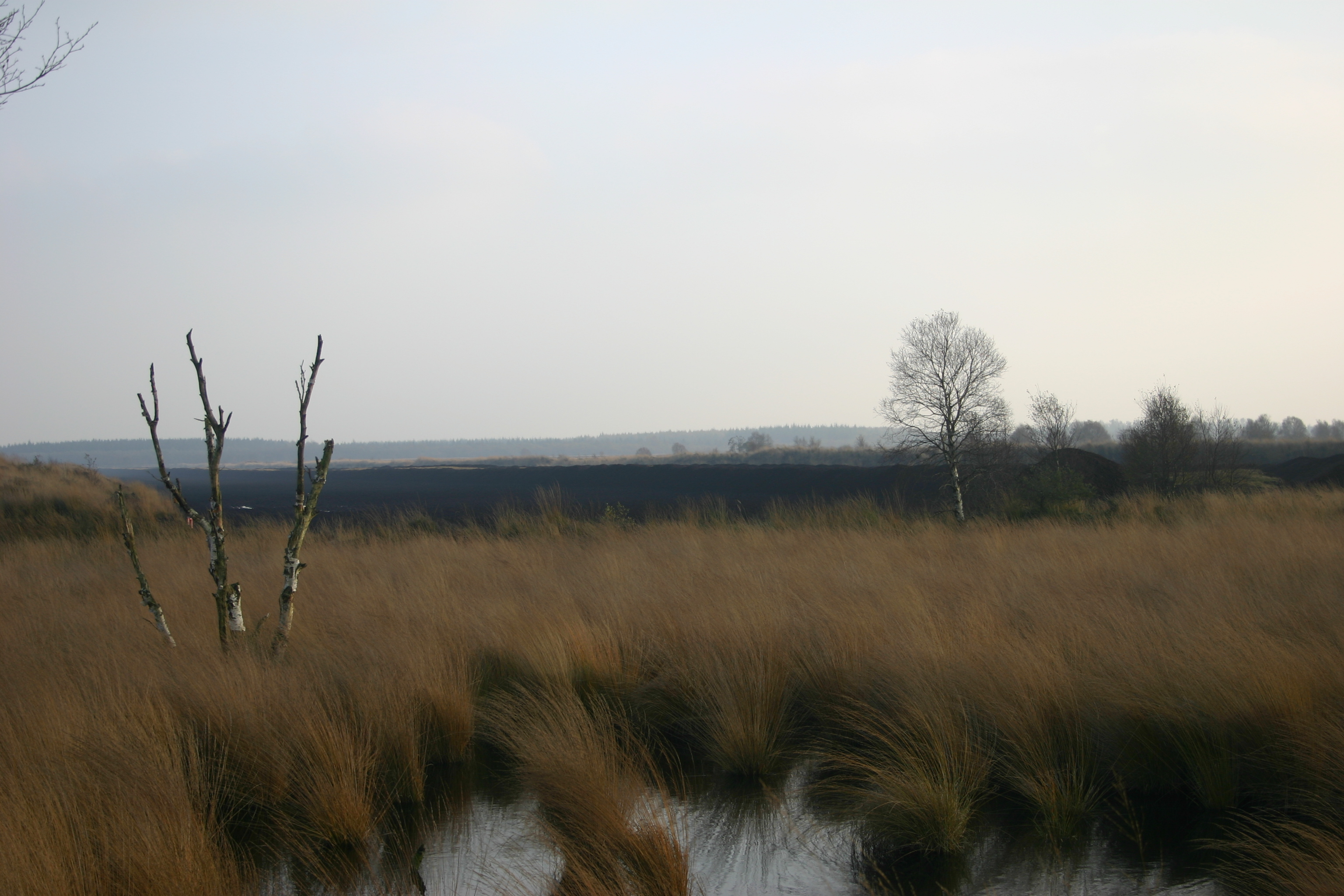
Berumerfehner Moor
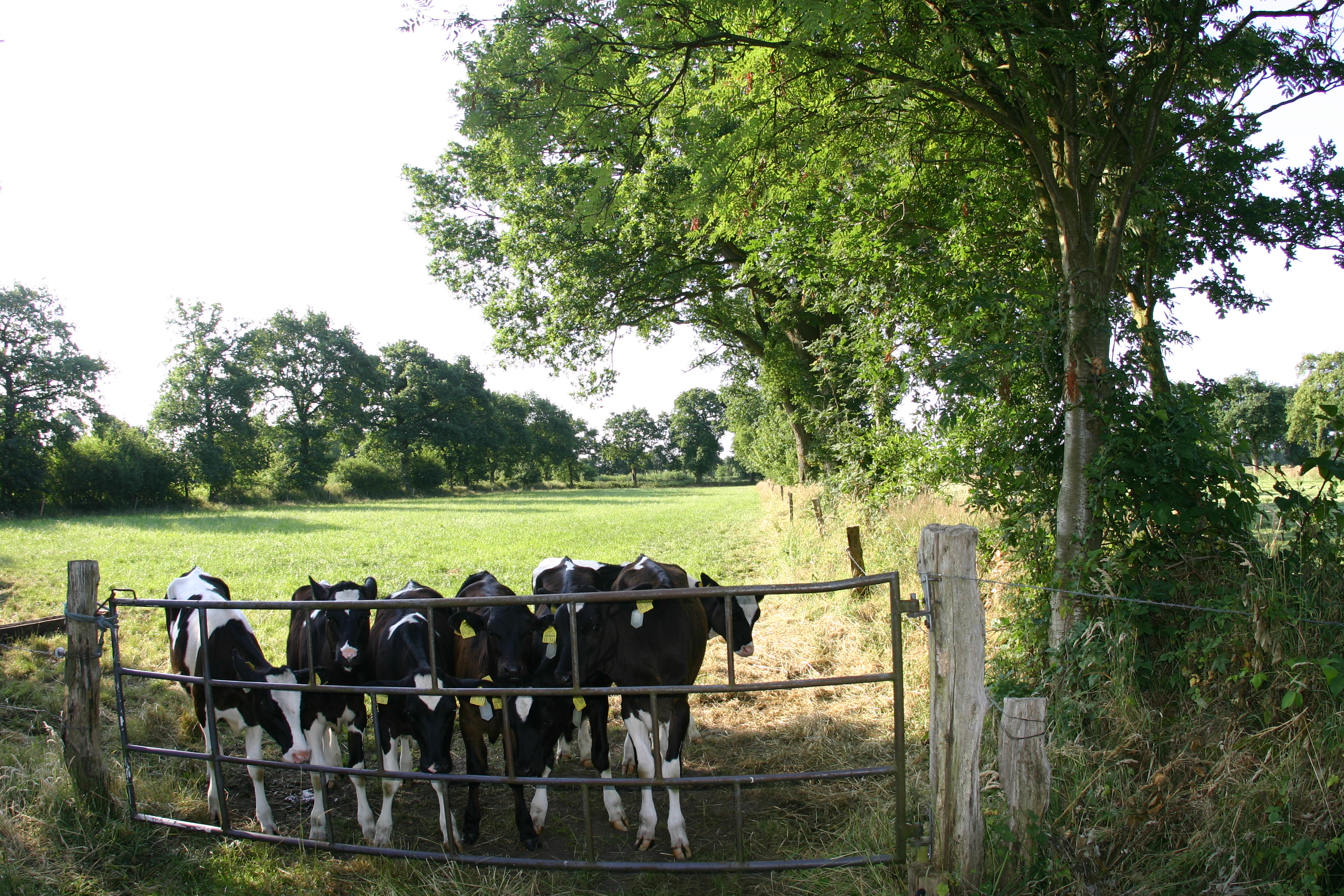
Wallhecken bei Wrisse

Nach Auflösung der Allmende entstand dank der den Bauern auferlegten Pflicht, ihre Parzellen abzugrenzen und das Ausbrechen des Weideviehs zu verhindern, die typische Wallheckenlandschaft mit kleinen Weideflächen, die von busch- und baumbestandenen Erdwällen umgeben sind. Deren Zugangsöffnungen werden mit den ebenso typischen, grob gezimmerten Holztoren (Plattdeutsch: hek) verschlossen. Inzwischen weicht allerdings das Holz zunehmend Stahl. Die kleineren Parzellen dienen meist der Viehhaltung, während auf größeren Parzellen, auf denen der Maschineneinsatz lohnend ist, auch Pflanzenanbau betrieben wird.
Zu den größeren Waldgebieten gehören der Heseler Wald (Samtgemeinde Hesel), der Ihlower Forst (Gemeinde Ihlow), der Karl-Georgs-Forst (Friedeburg), der Egelser Wald und der Meerhusener Wald (beide Stadt Aurich). In den Samtgemeinden Hage und Esens befinden sich nennenswerte Waldareale, die nur wenige Kilometer hinter der Küstenlinie liegen.
Weiterhin gibt es in Ostfriesland eine größere Anzahl natürlicher (Niedermoor-)Seen, deren größter das Große Meer bei Bedekaspel (Südbrookmerland) ist. Neben den bereits genannten Seen befinden sich noch weitere in Ostfriesland, insbesondere im Städtedreieck Emden-Aurich-Leer, darunter die Hieve (Hinte) und das Sandwater (Ihlow).

Gewässer
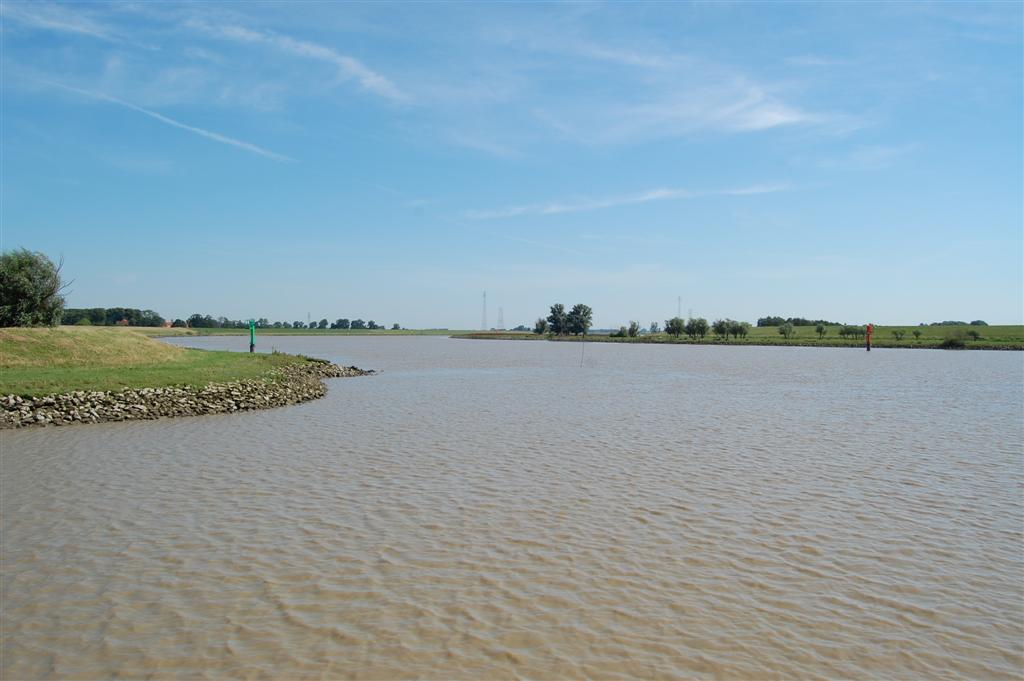
Ems bei Weener
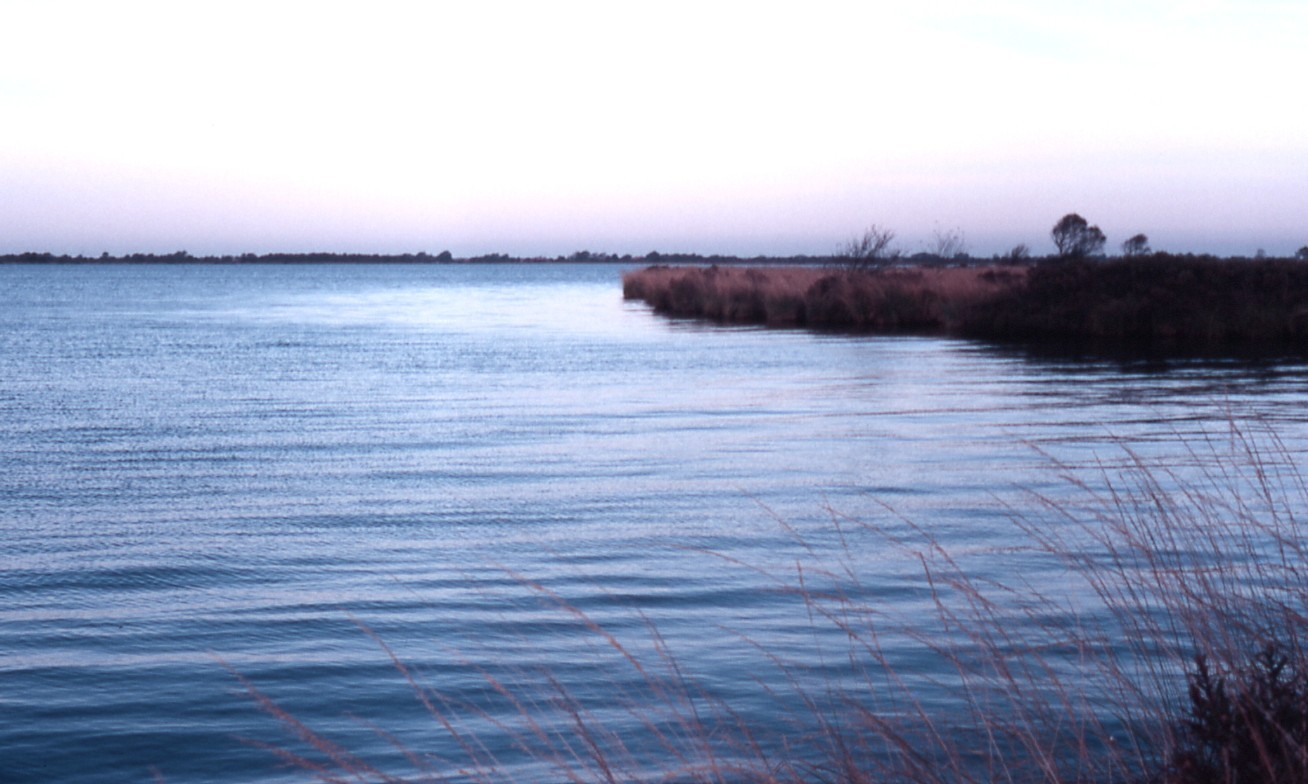
Ewiges Meer
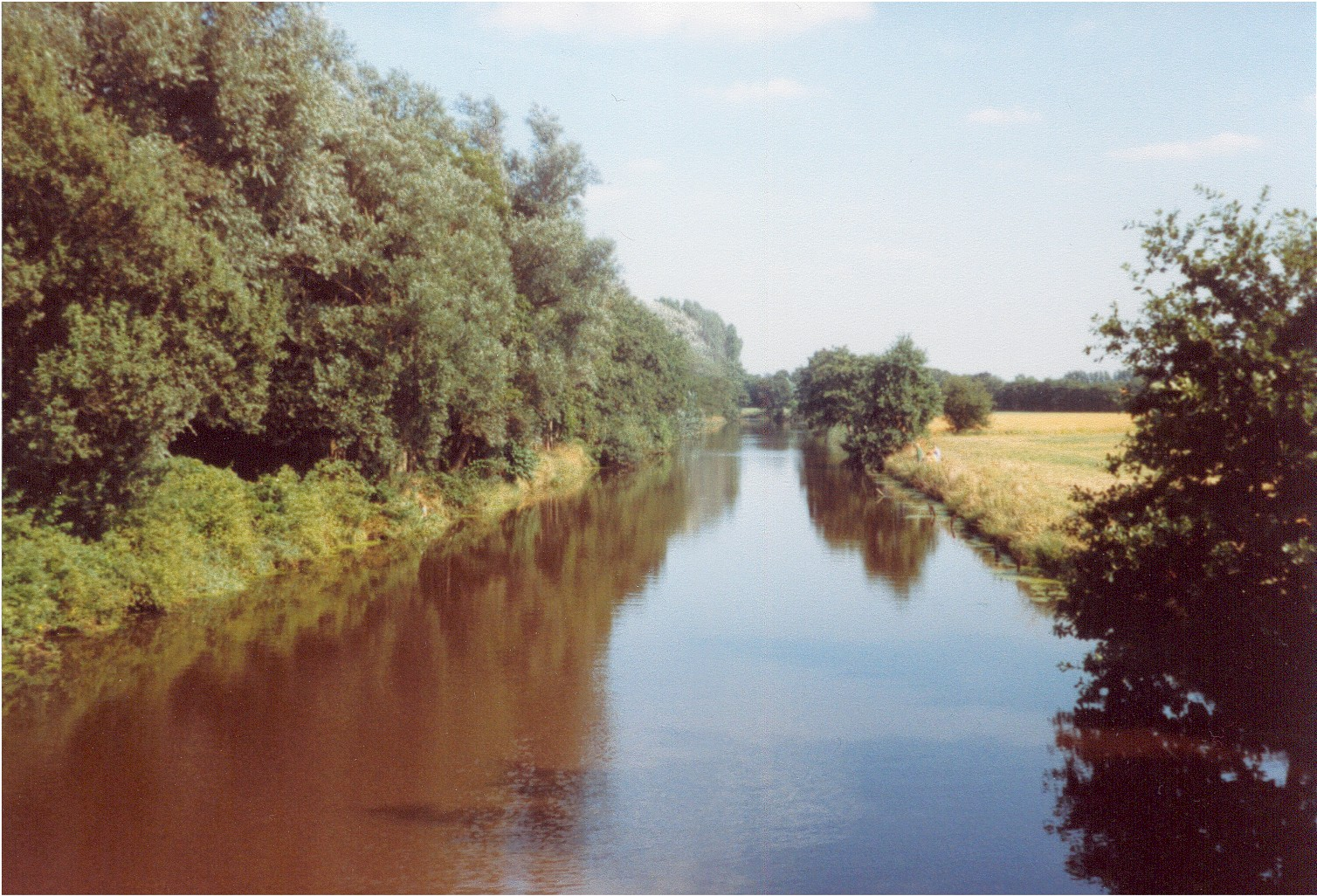
Hager Tief
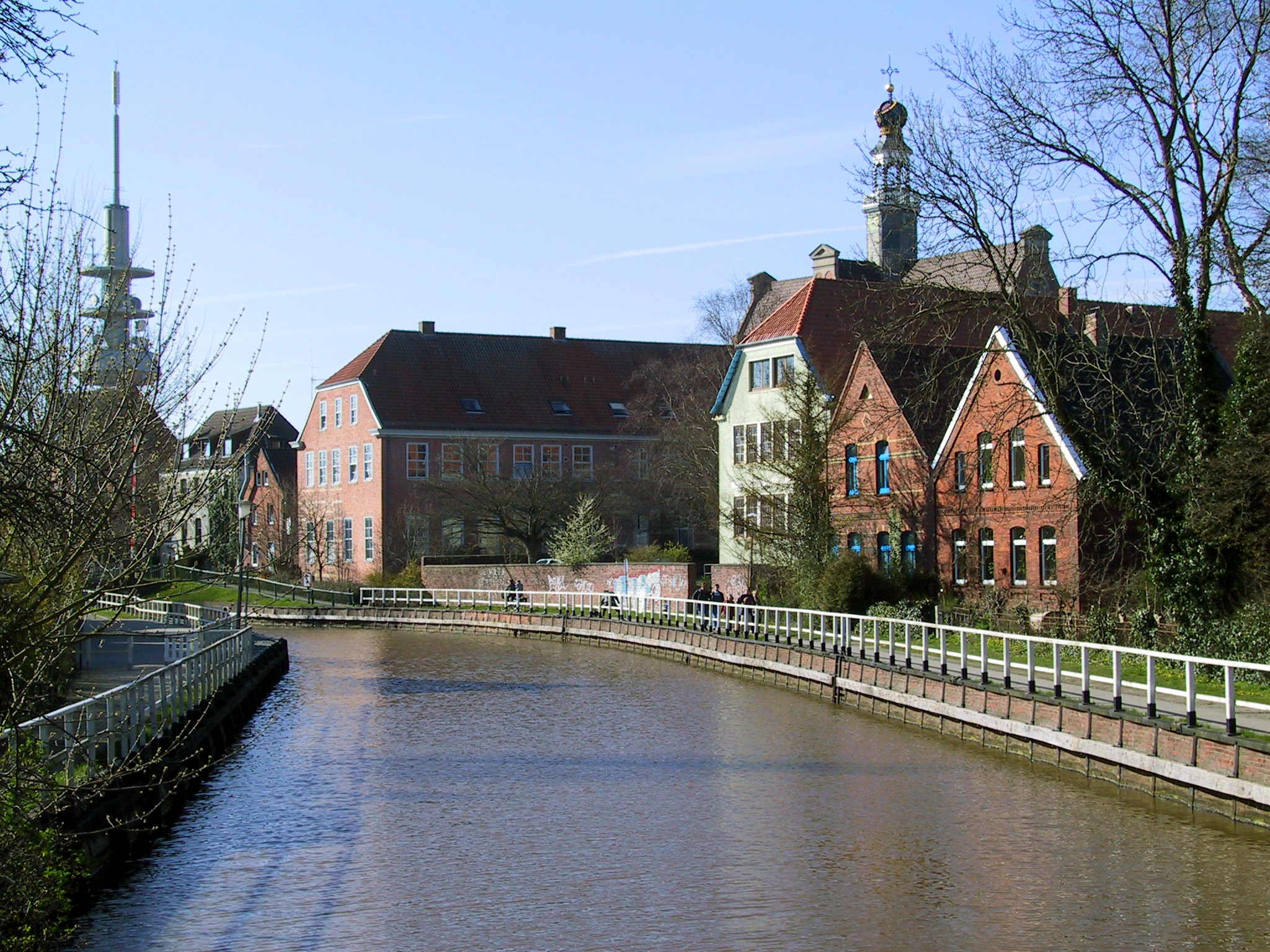
Ems-Jade-Kanal in Emden

Größter Fluss Ostfrieslands ist die Ems, nach Elbe und Weser der kleinste der drei Ströme, die in Deutschland in die Nordsee münden. Weitere Flüsse sind die Leda (Landkreis Leer), die bei Leerort in die Ems mündet, ihr Nebenfluss Jümme, sowie die Harle im Landkreis Wittmund, die in Harlesiel in die Nordsee fließt – allerdings durch ein Siel.

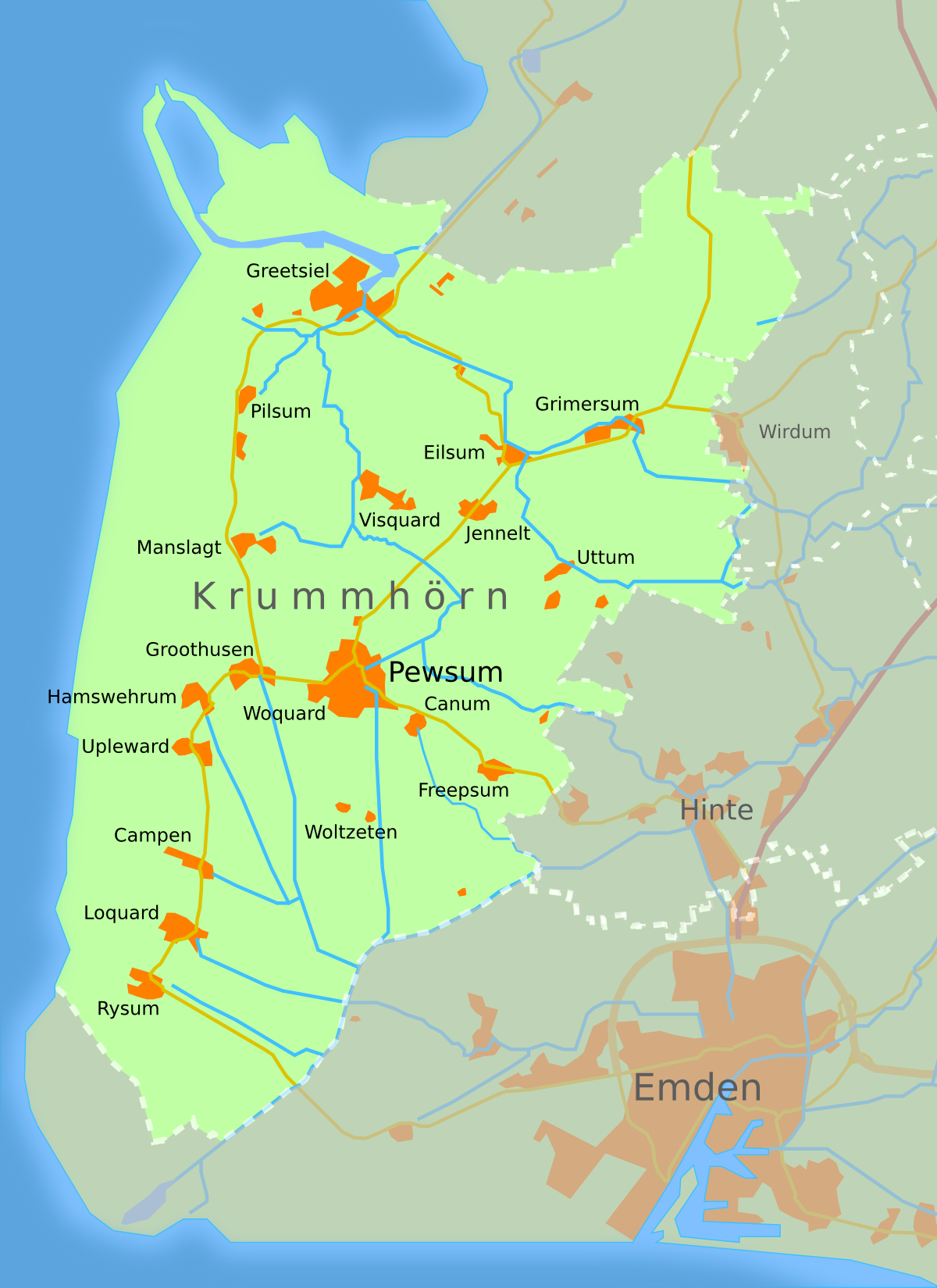
Das Kanalnetz in der Krummhörn

Ostfriesland ist zudem von einer Vielzahl kleinerer natürlicher Gewässerläufe durchzogen. Sie sind mit künstlich angelegten Kanälen oder den erwähnten Tiefs verbunden. Der längste künstliche Wasserlauf ist der Ems-Jade-Kanal. Weitere längere Kanäle sind der Ems-Seitenkanal zwischen Emden und Oldersum sowie der Nord- und der Südgeorgsfehnkanal. Am stärksten von Fehnkanälen durchzogen sind die Gemeinden Großefehn, Rhauderfehn und Ostrhauderfehn sowie die Stadt Wiesmoor, während die Kanäle in Emden, die keine Fehnkanäle sind, die längsten in den ostfriesischen Städten sind. Die Marschen sind zudem von einer Vielzahl von sogenannten Tiefs durchzogen. Dabei handelt es sich teils um natürliche Tiefs, teils um künstlich angelegte Entwässerungskanäle. Die Tiefs waren in früheren Jahrhunderten der Hauptverkehrsträger. Beispielhaft kann hier die Gemeinde Krummhörn genannt werden, deren 19 Dörfer allesamt ans Kanalnetz angeschlossen und mit den Nachbargemeinden sowie der Stadt Emden verbunden sind.
Der höchste natürliche Punkt ist eine Düne auf Norderney, die 24,4 Meter über dem Meeresspiegel liegt. Auf dem Festland ist der höchste Punkt eine Wanderdüne, namens Kugelberg, im Naturschutzgebiet Hollsand in der Gemeinde Uplengen, die etwa 18,6 Meter über dem Meeresspiegel liegt. Der tiefste Punkt befindet sich nahe der Nordseeküste in der Gemeinde Krummhörn. Hier liegt ein Teil des Freepsumer Meeres 2,5 Meter unter dem Meeresspiegel. 1983 wurde dieser als tiefster Punkt Deutschlands in das Guinness-Buch der Rekorde eingetragen. Seit 1988 gilt jedoch eine Stelle (−3,54 m) in der Gemeinde Neuendorf-Sachsenbande in der Wilstermarsch in Schleswig-Holstein als tiefer gelegen.

### Flora und Fauna

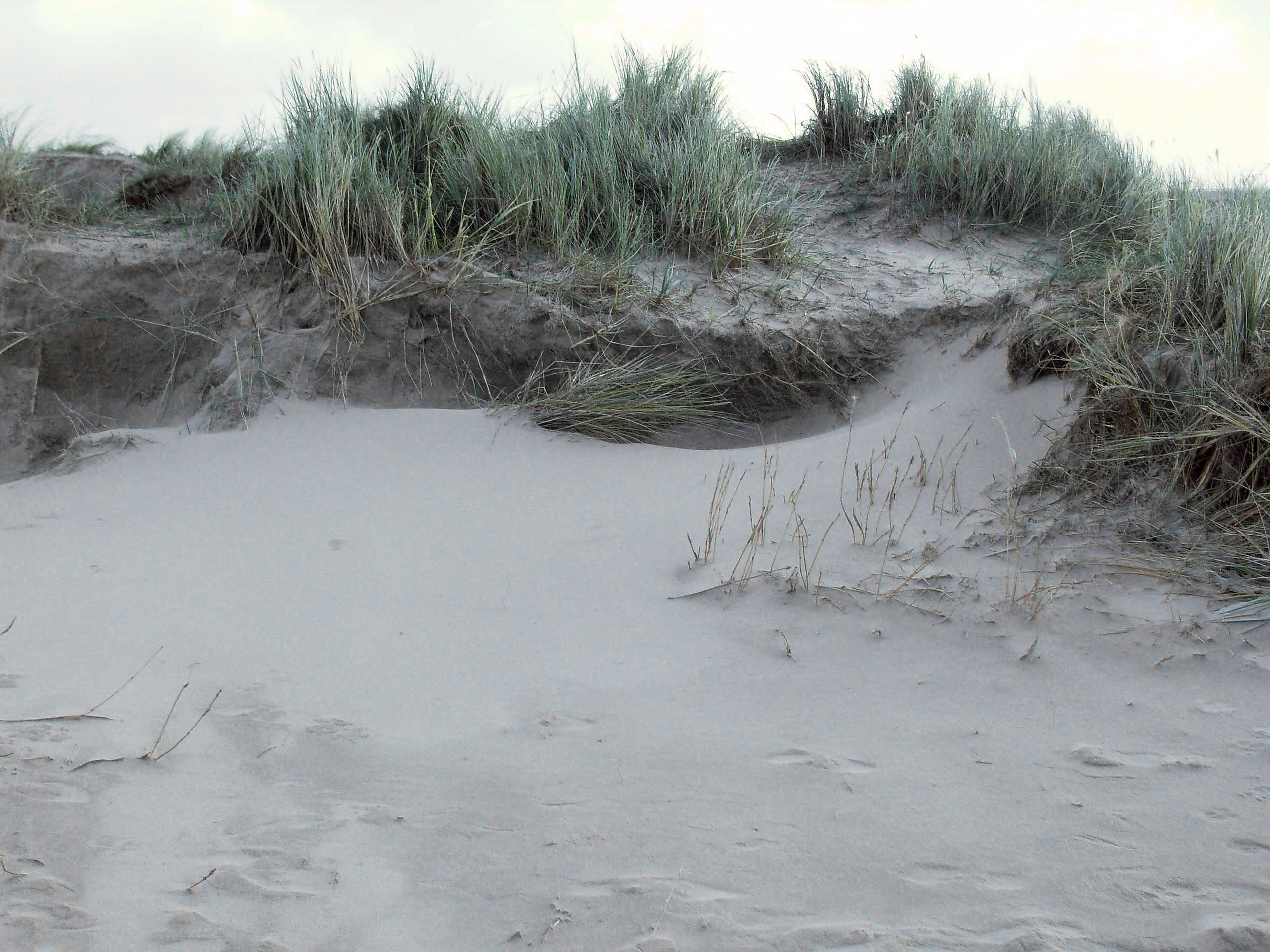
Strandhafer auf einer Weißdüne

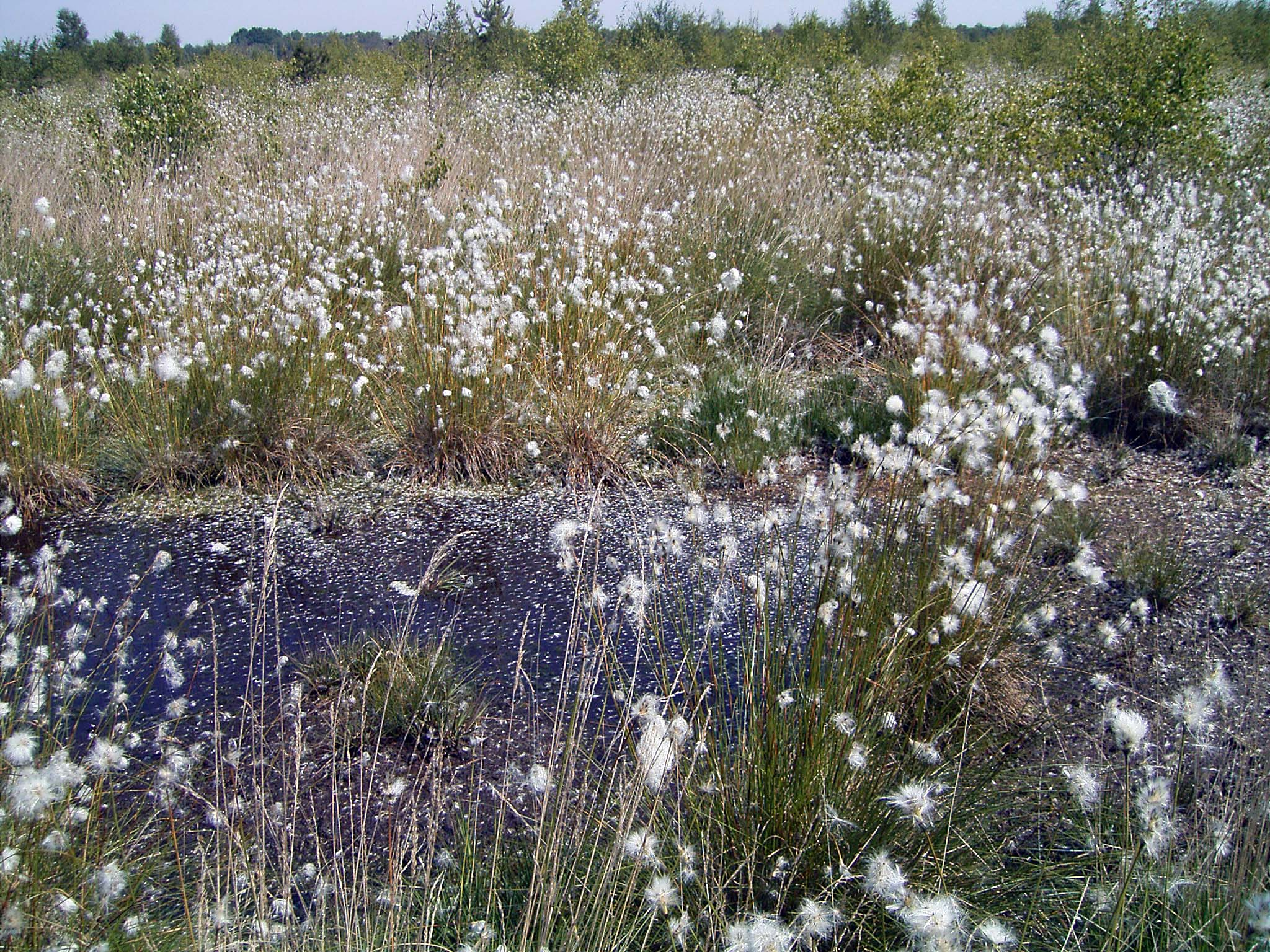
Moorbewohner: Wollgras

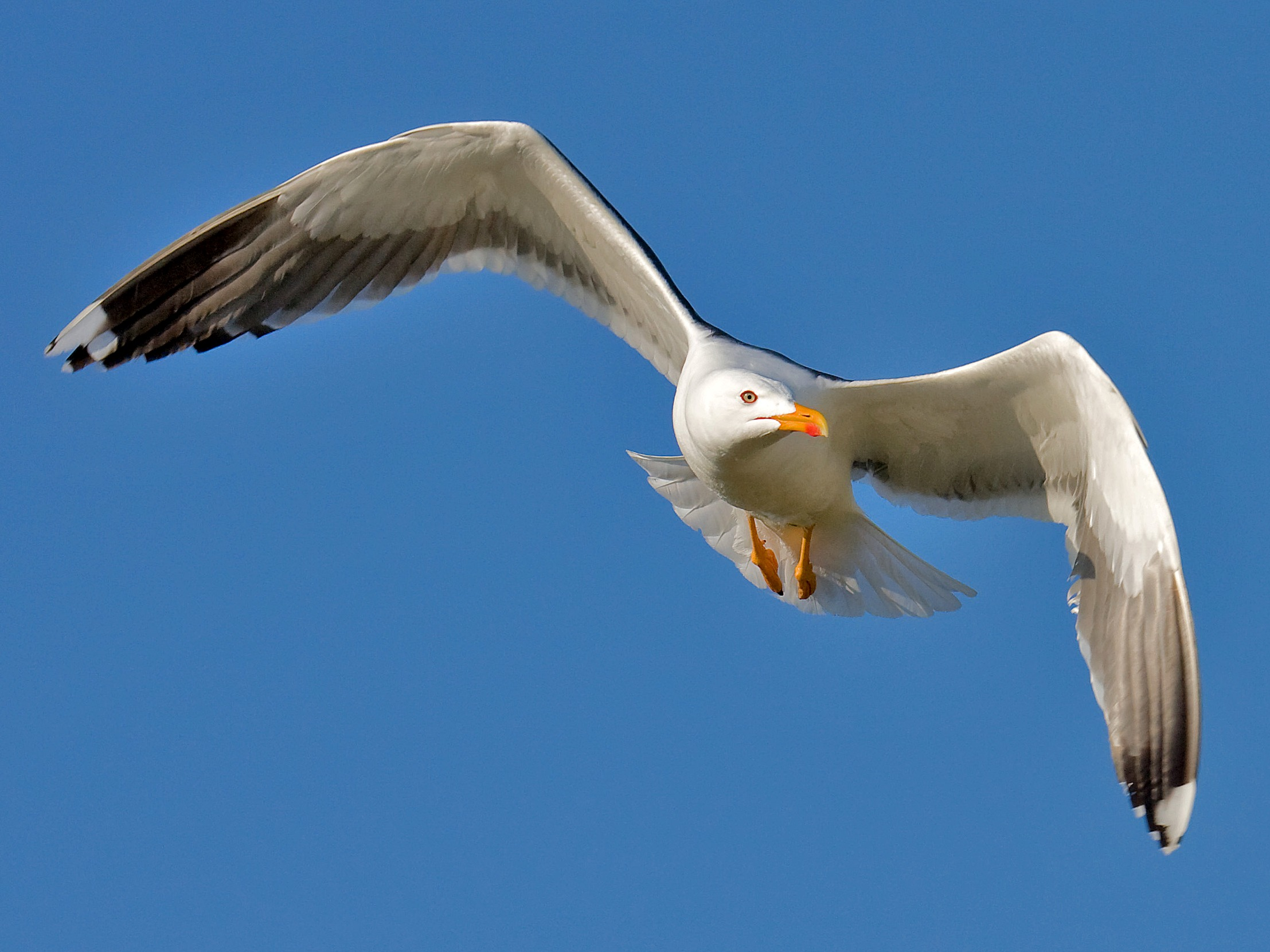
Heringsmöwe

An den Stränden der Inseln und der Küste werden Seetang und -gras angespült. In den Dünen der Inseln sind viele Arten von Strandpflanzen vorhanden. Zu den typischen Vertretern gehören Pionierpflanzen wie der Strandhafer auf Weißdünen sowie Sanddorn auf Braundünen. Auf Letzteren breitet sich oft auch großflächig die Krähenbeere aus. Auf den höher gelegenen und bei Ebbe länger trockenfallenden Abschnitten des Watts siedelt sich als Pionierpflanze der Queller an.
Auf den Inseln finden sich an Säugetieren Wanderratten, Igel und oft in hohen Populationsdichten Kaninchen. Im 19. Jahrhundert wurden Hasen, Rebhühner und Fasane ausgesetzt. Von diesen dreien hat sich hauptsächlich der Hase den Insel-Bedingungen gut anpassen können.
Im Wattenmeer leben Seehunde und Kegelrobben. Das Watt bietet einer Vielzahl von Vogelarten Nahrung – in Form von Krebsen, Muscheln, Schnecken und Würmern wie zum Beispiel der Sandpier. Neben vielen Brutvögeln nutzen etwa zehn Millionen Zugvögel, darunter vor allem Watvögel wie der Knutt, Gänse und Enten das Wattenmeer. Das Watt ist für diese Vögel einer der wichtigsten Aufenthaltsorte auf ihrem bis Südafrika reichenden „Ostatlantischen Zugweg“. Viele von ihnen leben im Wattenmeer für einen Großteil des Jahres und füllen ihre Fettreserven für den kräftezehrenden Zug auf oder mausern sich wie beispielsweise die Brandgans. Die Insel Memmert ist mit rund 12.000 Brutpaaren der Silbermöwen die größte Kolonie dieser Art in Deutschland und zudem der einzige in Deutschland festgestellte Brutplatz der Englischen Heringsmöwe. Auch Kormorane leben sowohl auf den Inseln als auch im Binnenland.
Die Marsch ist – ebenso wie die Niederungsflächen am Rande der Geest – aufgrund der Eingriffe des Menschen in die Natur und der intensiven landwirtschaftlichen Nutzung relativ artenarm. Es finden sich Hasen und Fasane, Feldmäuse und – in großer Zahl – Maulwürfe. In der Marsch ist unter den Entenarten die Stockente verbreitet. An den Binnengewässern finden sich auch weitere Entenarten, Gänse, Reiher und Schwäne. Zu den in den Binnengewässern vorkommenden Fischarten zählen Aal, Hecht, Barsch, Zander und Karpfen.
Die Geest ist artenreicher als die Marsch. Zwischen Äckern und Grünlandflächen finden sich die Wallhecken, die günstigere Lebensbedingungen bieten als die Marsch. Dort sind viele Kleinvogelarten anzutreffen, aber auch Rebhuhn und Wachtel. Das Hochmoor hingegen dient nur wenigen Vogelarten als Lebensraum. Eine Ausnahme bildet das Birkhuhn. Dafür gibt es in den Hochmooren Moorfrösche, Eidechsen und Kreuzottern. In den wenigen Wäldern Ostfrieslands ist auch Damwild und Schwarzwild anzutreffen.

### Klima

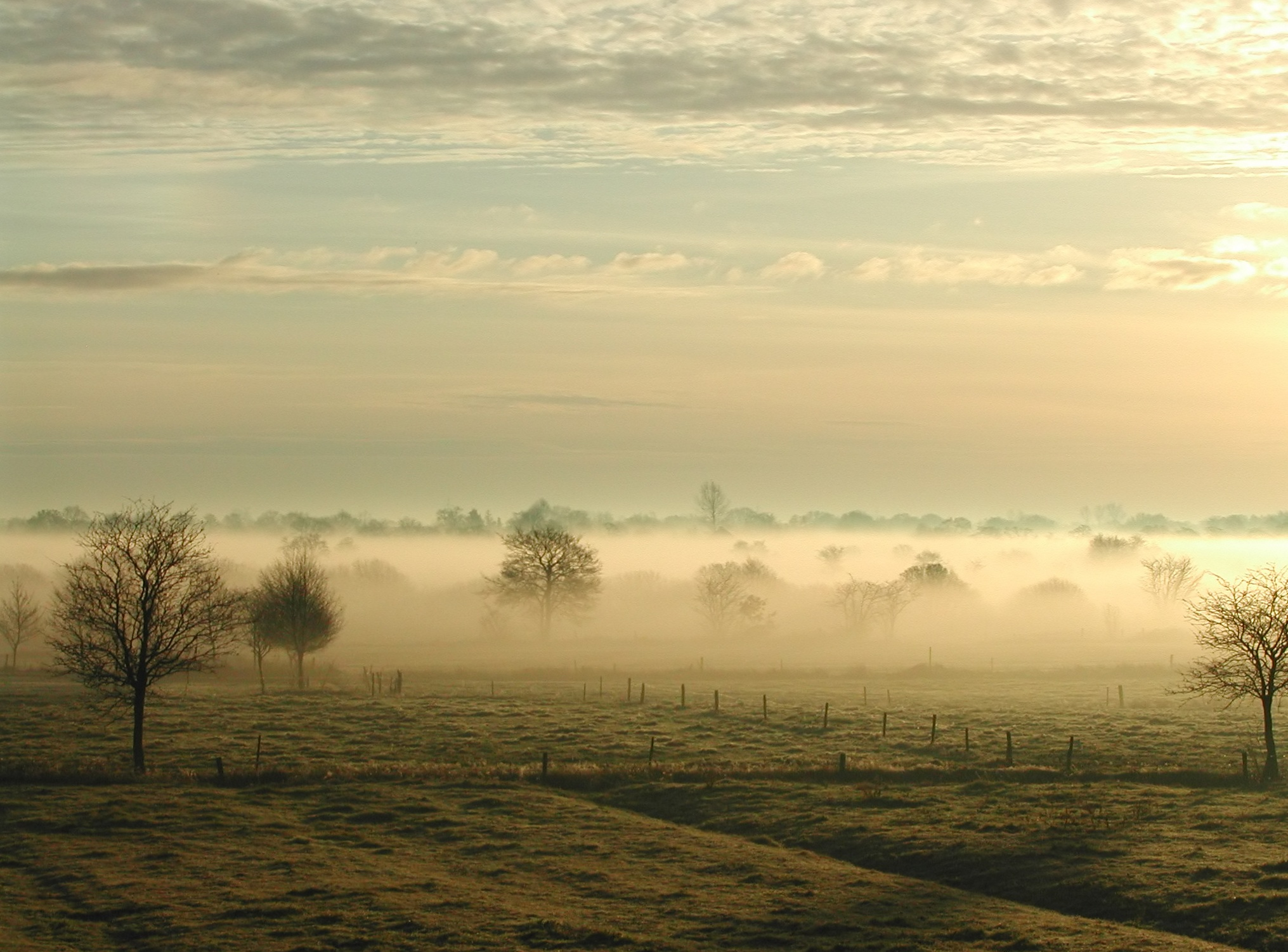
Bodennebel in Ostfriesland

Ostfriesland liegt in der warmgemäßigten Zone mit ganzjährigen Niederschlägen. Nach der Klimaklassifikation von Köppen befindet es sich in der Einteilung Cfb (Klimazone C: Warm-Gemäßigtes Klima; Klimatyp Cf: Feucht-Gemäßigtes Klima; Klimauntertyp b: warme Sommer). Die Temperaturen sind aufgrund der Nähe zur Nordsee relativ ausgeglichen; die Sommer sind warm, häufig liegt die Höchsttemperatur über 20 °C, die 30 °C-Marke wird nur an wenigen Tagen überschritten. Die Winter sind im Allgemeinen mild und feucht mit sehr wenigen Eistagen, leichter Frost ist aber jederzeit möglich. Nur selten gibt es Temperaturen unter −10 °C. Die Jahresmitteltemperatur liegt bei 8,4 °C im zentral gelegenen Aurich und 9 °C auf Norderney, wobei auf den Inseln die Temperaturen ausgeglichener sind. Durch den Speichereffekt des Meeres wird noch lange nach dem Hochsommer Wärme abgegeben. Die Temperaturen sind daher im Winter milder. In den Hochmoorgebieten im Landesinneren liegen die Temperaturen zumeist etwas niedriger als in der küstennahen Marsch.
Im Laufe des Jahres fallen im Mittel rund 800 mm Niederschlag, auf den Inseln weniger. Ostfriesland liegt damit rund 100 mm über dem deutschen Durchschnittswert. Der meiste Niederschlag fällt im Landesinneren in den Sommermonaten, vor allem im Juni und Juli. Auf den Inseln sind dagegen die Herbstmonate die niederschlagsreichsten. Die Zahl der Nebeltage mit Sichtweiten von weniger als einem Kilometer ist überdurchschnittlich: 35 Tage auf den Inseln, 45 Tage auf dem Festland – mit noch höheren Werten in den Hochmoorgegenden. Die Zahl der Schneetage im Jahr liegt zumeist im einstelligen Bereich. Trotz des überdurchschnittlichen Niederschlags und des oft auftretenden Nebels ist Ostfriesland relativ bewölkungsarm und sonnenreich. Die Sonnenscheindauer liegt mit rund 1500 bis 1600 Stunden etwa im Mittel des nordwestdeutschen Raums, die Inseln liegen noch darüber.
In Ostfriesland weht der Wind stärker und häufiger als im Durchschnitt in Deutschland. Zumeist kommt er aus westlichen Richtungen. Die mittlere Windgeschwindigkeit liegt auf dem Festland bei 5,5 bis 6 m/s, auf den Inseln durchschnittlich bei 7,5 bis 8 m/s. Sturm (Windgeschwindigkeit von mehr als 20 m/s) tritt überdurchschnittlich häufig auf: Auf den Inseln an 30, auf dem Festland an 22 Tagen im Jahr. An der Küste und auf den Inseln herrscht im Winterhalbjahr bei solchen Wetterlagen Sturmflutgefahr, besonders bei Winden aus Nordwest. Diese ist besonders groß, wenn zur Sturmlage noch die Springtide hinzukommt, die das Wasser ohnehin höher auflaufen lässt.
Die geringen Temperaturunterschiede, der stetige Wind sowie eine salz-, ozon- und jodreiche Luft von hoher Reinheit und Feuchte bilden das Reizklima, das Heilwirkungen hervorrufen kann. Hinzu kommen eine erhöhte Ultraviolett-Strahlung und auf den Inseln eine überdurchschnittliche Sonnenscheindauer.
Klimatabellen (langjähriges Mittel 1961–1990) von Aurich und Norderney zum Vergleich:
|                        | Jan  | Feb  | Mär  | Apr  | Mai  | Jun  | Jul  | Aug  | Sep  | Okt  | Nov  | Dez  |   |       |
| Mittl. Temperatur (°C) | 1,0  | 1,3  | 3,7  | 6,9  | 11,5 | 14,6 | 16,0 | 15,9 | 13,2 | 9,6  | 5,2  | 2,2  | ⌀ | 8,5   |
|                        |      |      |      |      |      |      |      |      |      |      |      |      |   |       |
| Niederschlag (mm)      | 66,6 | 43,1 | 57,9 | 48,2 | 57,8 | 83,8 | 82,1 | 78,6 | 76,6 | 76,2 | 84,4 | 74,3 | Σ | 829,6 |
|                        |      |      |      |      |      |      |      |      |      |      |      |      |   |       |
| Sonnenstunden (h/d)    | 1,11 | 2,16 | 3,19 | 5,19 | 6,36 | 6,37 | 6,03 | 6,15 | 4,02 | 2,55 | 1,33 | 0,55 | ⌀ | 3,8   |

|  |

|  |

|  |

|  |

|  |

|  |

|  |

|  |

|  |

|  |

|  |

|  |

|  |

|  |

|  |

|  |

|  |

|  |

|  |

|  |

|  |

|  |

|  |

|  |

|                        | Jan  | Feb  | Mär  | Apr  | Mai  | Jun  | Jul  | Aug  | Sep  | Okt  | Nov  | Dez  |   |       |
| Mittl. Temperatur (°C) | 1,6  | 1,8  | 4,0  | 6,9  | 11,2 | 14,4 | 16,3 | 16,8 | 14,5 | 10,8 | 6,3  | 3,2  | ⌀ | 9     |
|                        |      |      |      |      |      |      |      |      |      |      |      |      |   |       |
| Niederschlag (mm)      | 60,0 | 40,7 | 52,8 | 41,2 | 48,7 | 62,7 | 76,0 | 72,8 | 72,2 | 80,2 | 87,6 | 74,5 | Σ | 769,4 |
|                        |      |      |      |      |      |      |      |      |      |      |      |      |   |       |
| Sonnenstunden (h/d)    | 1,28 | 2,42 | 3,52 | 5,49 | 7,17 | 7,27 | 6,46 | 6,44 | 4,51 | 3,17 | 1,51 | 1,13 | ⌀ | 4,2   |

|  |

|  |

|  |

|  |

|  |

|  |

|  |

|  |

|  |

|  |

|  |

|  |

|  |

|  |

|  |

|  |

|  |

|  |

|  |

|  |

|  |

|  |

|  |

|  |

### Einwohner

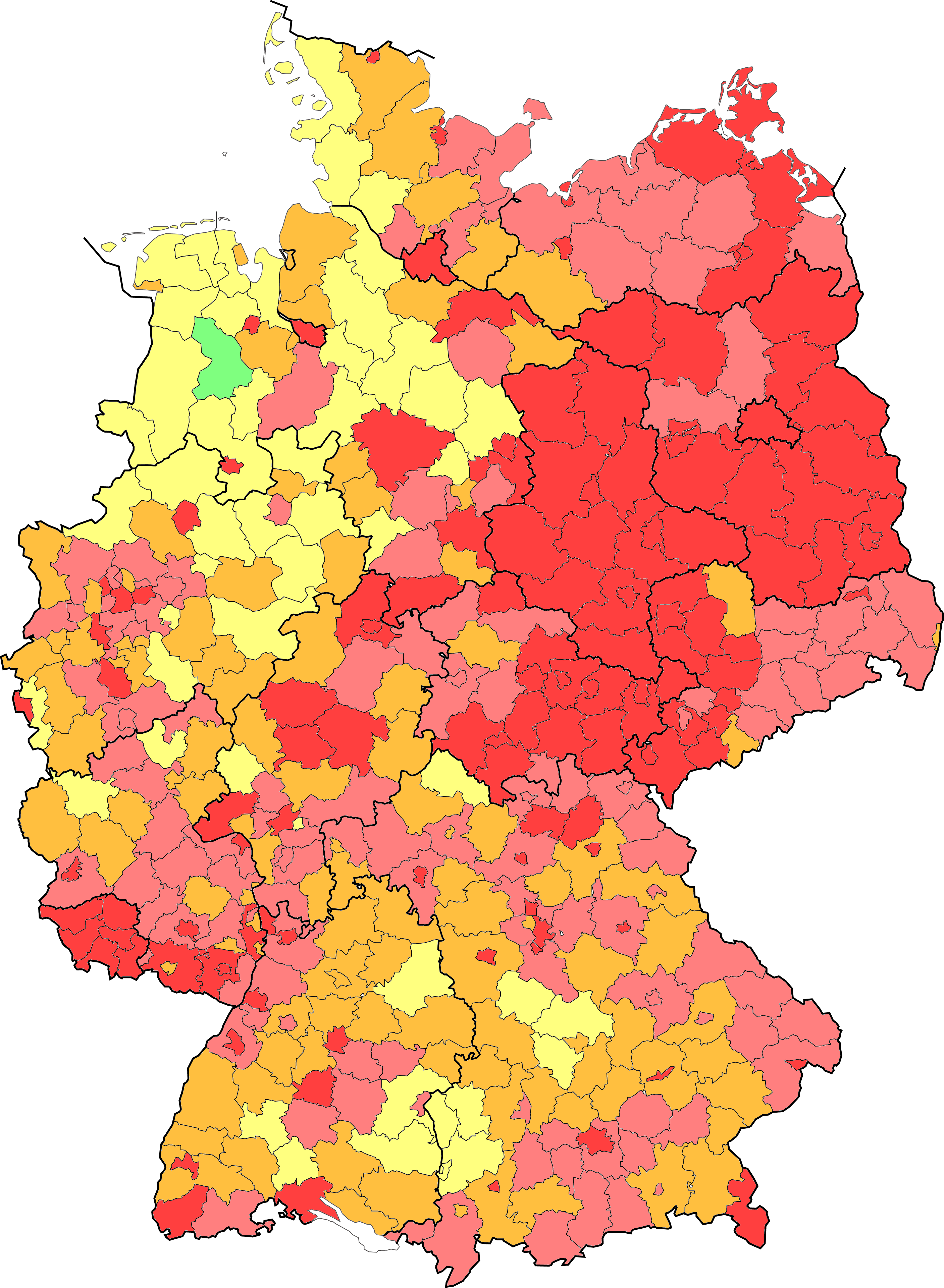
Zusammengefasste Anzahl der Geburten je Frau in Deutschland nach Landkreisen im Jahr 2003. Die drei ostfriesischen Landkreise (in der Grafik oben links) liegen noch über dem Durchschnitt, in etwas schwächerer Form auch noch die Stadt Emden. Legende – grün: mehr als 1,7; gelb: 1,51 bis 1,7; orange: 1,41 bis 1,5; rosa: 1,31 bis 1,4; rot: 1,3 und weniger

In Ostfriesland leben etwa 465.000 Menschen auf 3144,26 Quadratkilometern. Daraus ergibt sich eine Einwohnerdichte von rund 148 Einwohnern pro Quadratkilometer. Damit liegt die Region unter dem Bundesdurchschnitt von 230 Einwohnern/km² und auch noch unter dem Durchschnitt des Landes Niedersachsen (168 Einwohner/km²).
Die größten Städte sind Emden (rund 50.000 Einwohner), Aurich (rund 42.500), Leer (rund 35.000), Norden (rund 24.800) und Wittmund (rund 20.400). Die fünf Mittelstädte verteilen sich über die Region, lediglich Aurich und Wittmund haben eine gemeinsame Grenze – dies allerdings bedingt durch sehr umfangreiche Eingemeindungen bei der Kommunalreform 1972. Die am dichtesten besiedelte dieser Städte ist Leer. Sie erstreckt sich auf lediglich gut 70 Quadratkilometern, während die anderen Städte viel mehr Raum in Anspruch nehmen (Wittmund: 210 km², Aurich: 197,21 km², Emden: 112,33 km², Norden 106,33 km²). Die kleinste Einheitsgemeinde Ostfrieslands ist die Insel Baltrum mit rund 600 Einwohnern.
Zur Einwohnerzahl in gräflicher beziehungsweise fürstlicher Zeit liegen keine Daten vor. Erst mit der Eingliederung Ostfrieslands in Preußen wurden ab 1750 Listen geführt. Für das Jahr 1744 variieren die Schätzungen zwischen 80.000 und 100.000 Einwohnern.
Ostfriesland hat eine überdurchschnittliche Geburtenrate. Während 2003 der Bundesdurchschnitt bei 1,37 Geburten pro Frau im gebärfähigen Alter lag, lag er in den Landkreisen Aurich und Leer bei 1,6, im Landkreis Wittmund noch etwas höher. Allerdings reichen die Geburtenzahlen – wie im übrigen Bundesgebiet – nicht aus, um den Bevölkerungsstand zu halten: Sie liegen unterhalb der Nettoreproduktionsrate.
Die Zuwanderung hat über einen längeren Zeitraum das Geburtendefizit wieder ausgeglichen. Dabei handelte es sich in den 1990ern oftmals um Zuwanderer aus den neuen Bundesländern sowie Spätaussiedler aus Osteuropa. Allerdings spielen auch Senioren aus anderen Teilen Deutschlands, die in Ostfriesland und den Ostfriesischen Inseln ihren Ruhestand verbringen wollen, eine Rolle bei der Zuwanderung. Dies verstärkt allerdings noch – über den ohnehin erwartbaren demografischen Wandel hinaus – die Überalterung. In einzelnen Gemeinden reicht die Zuwanderung jedoch inzwischen nicht mehr aus, um das Geburtendefizit auszugleichen. Ihre Einwohnerzahl sinkt.
Der Ausländeranteil in Ostfriesland liegt unter dem Durchschnitt der Bundesrepublik von 12,5 Prozent und Niedersachsens (10,5 Prozent). In der Stadt Emden lag der Anteil im Jahr 2019 mit 11,4 Prozent noch am höchsten, im Landkreis Aurich betrug der Anteil 6,1 %. Im Landkreis Leer lag der Ausländeranteil im Jahr 2014 bei 8,7 %. Bemerkenswert ist im Landkreis Leer die Tatsache, dass von den rund 14.800 Ausländern fast 3100 aus den Niederlanden stammen. Dies ist mit den im Vergleich zum Nachbarland geringeren Baulandpreisen erklärbar. Der Landkreis Leer hat eine gemeinsame Landgrenze mit den Niederlanden, die A 280 führt ins Nachbarland. Der Landkreis Wittmund weist mit 4,8 Prozent den geringsten Ausländeranteil in Niedersachsen auf.
| Jahr | Einwohner |
| ---- | --------- |
| 1823 | 142.114   |
| 1833 | 153.671   |
| 1842 | 167.469   |
| 1867 | 193.876   |
| 1871 | 193.044   |
| 1885 | 211.825   |
| 1895 | 228.040   |
| 1905 | 251.666   |
| 1925 | 290.517   |

| Jahr | Einwohner |
| ---- | --------- |
| 1939 | 295.687   |
| 1948 | 390.334   |
| 1950 | 391.570   |
| 1960 | 359.175   |
| 1970 | 402.094   |
| 1980 | 412.079   |
| 1990 | 415.261   |
| 2000 | 454.808   |
| 2007 | 465.170   |

## Geschichte

### Ur- und Frühgeschichte

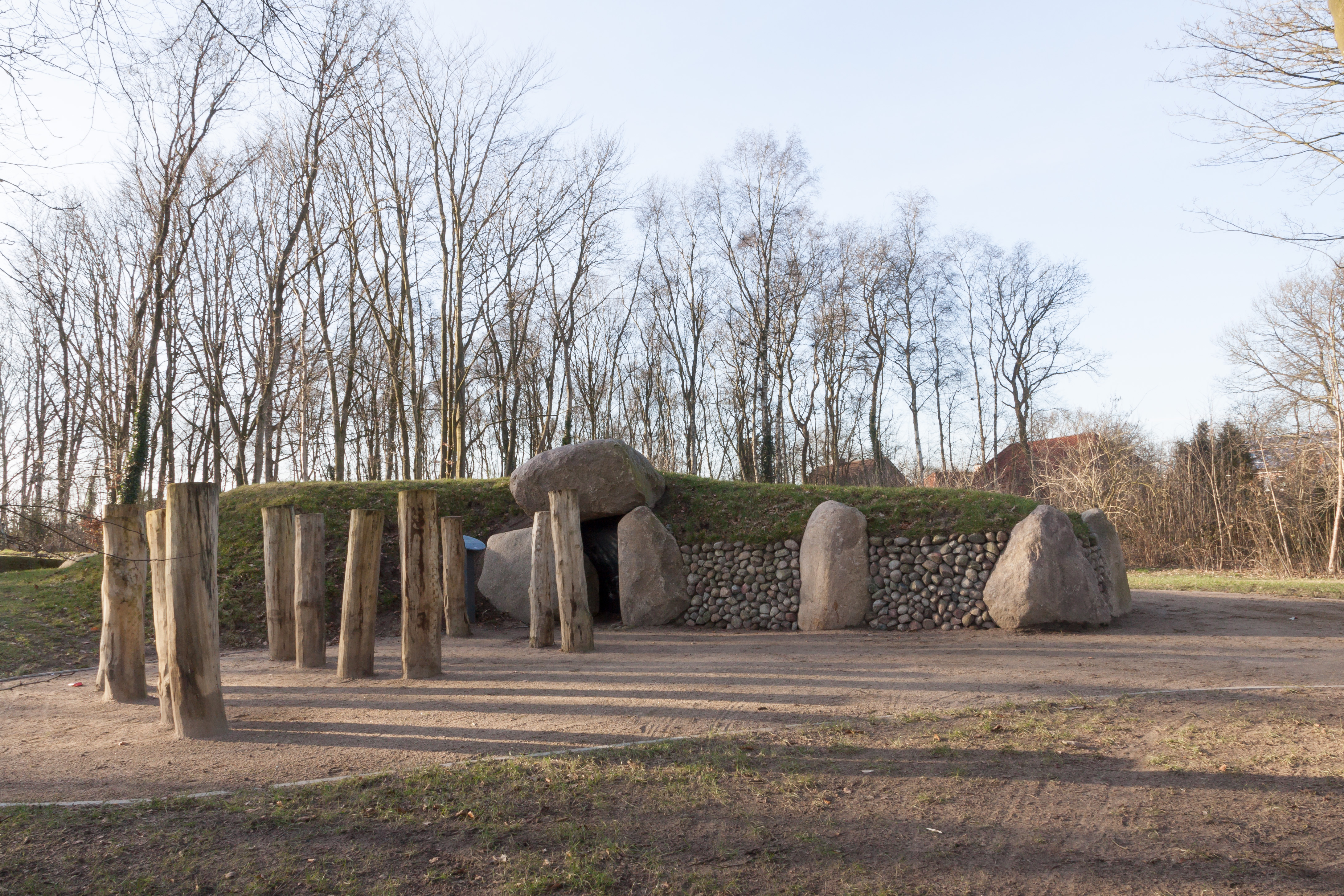
Rekonstruierter Grabhügel des Großsteingrabes Tannenhausen

Früheste Siedlungsnachweise finden sich für jungpaläolithische Rentierjäger der Hamburger Kultur. Es folgen Nachweise mesolithischer Besiedlung und später neolithischer Siedlungen der Trichterbecherkultur, Schnurkeramiker und Glockenbecherkultur. Auf Spiekeroog und Baltrum fanden Hobbyarchäologen 2016 und 2018 zwei menschliche Kieferknochen. Sie sind 7500 und 5500 Jahre alt und die ältesten bis dato gefundenen menschlichen Überresten im Gebiet der südlichen Nordsee. Überregional bedeutende Funde sind eine der ältesten befestigten Straßen der Welt, der Bohlenweg im Meerhusener Moor südlich des Ewigen Meers samt Überresten von Wagen (etwa 2500 v. Chr.), die älteste Brandbestattung Nordwestdeutschlands (datiert auf 2700–2900 v. Chr.) und der Pflug von Walle. Er galt zu Zeiten seiner Entdeckung als ältester erhaltener Pflug in Europa, da er zunächst in die Jungsteinzeit datiert wurde. Inzwischen wird seine Entstehungszeit auf etwa 1000 Jahre v. Chr. geschätzt. Aufgrund der relativ weit entwickelten Form des Hakenpfluges ist nach Ansicht einiger Wissenschaftler jedoch auch eine Datierung in der jüngeren Bronze- oder der frühen Eisenzeit denkbar. Versuche, das Alter mit der Radiokarbonmethode zu bestimmen, schlugen fehl, weil die nach der Bergung genutzten Konservierungsmittel das Messergebnis verfälschten. Eine genaue Datierung des Fundes steht somit noch aus.

Karte der germanischen Stämme um 50 n. Chr. (ohne Skandinavien)

Für spätere Zeit ist die Siedlung germanischer Stämme aus dem Großverband der Ingwäonen nachgewiesen. Dies waren Chauken und Friesen. Während ursprünglich Chauken das Gebiet zwischen Ems und Weser bewohnten, begannen etwa um die Zeitenwende Friesen langsam in diesen Raum vorzudringen. Die Chauken wurden von diesen teils verdrängt, teils in deren Stammesverband aufgesogen. Seit dem zweiten nachchristlichen Jahrhundert werden die Chauken nicht mehr erwähnt. Von der Landseite her drängten derweil sächsische Stämme in die Geestgebiete vor. Die späteren Ostfriesen gingen aus der Mischung dieser Bevölkerungsgruppen hervor.
12 v. Chr. erreichten die Römer unter ihrem Feldherren Drusus erstmals Ostfriesland. Wenige Jahre später ankerte Germanicus in der Amisia (Ems). Der möglicherweise zur Versorgung und zum Schutz der Schiffe genutzte Fundplatz Bentumersiel (heute Gemeinde Jemgum, Landkreis Leer) zählt zu den wenigen Orten in Niedersachsen, an denen archäologische Funde auf die Anwesenheit römischer Legionäre zu Beginn des 1. Jahrhunderts n. Chr. hinweisen.

### Völkerwanderung, Heerkönige, gescheiterte Christianisierung

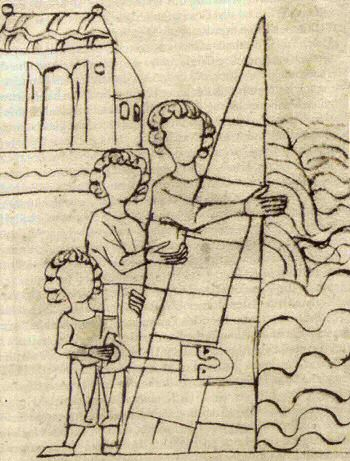
Darstellung des Deichbaus im Oldenburger Sachsenspiegel

Im 5. Jahrhundert kam es zu einem starken Rückgang der Besiedlung. Ursache dafür könnte der Anstieg des Meeresspiegels und die dadurch bedingte Überflutung der Marsch und die Vernässung der Geest sein. Der Rückgang der Bevölkerung macht sich ausschließlich in archäologischen Funden bemerkbar, die für das 5. und 6. Jahrhundert fast gänzlich fehlen. Eine der wenigen Ausnahmen, die für eine kontinuierliche Besiedelung sprechen, ist der Runensolidus von Schweindorf. Gesichert ist, dass ein Teil der Bevölkerung mit den Angelsachsen nach England übersetzte.
In der Völkerwanderungszeit wurde die in Ostfriesland lebende Bevölkerung vermutlich in den föderativen Stammesverband der Sachsen eingegliedert. Auf eine kulturelle Annäherung deuten zudem Funde neuer Keramikformen hin, die aus dem Gebiet westlich der Weser stammen, wo zu dieser Zeit die Sachsen lebten. Zeugnisse kriegerischer Auseinandersetzungen, etwa Brandhorizonte, fehlen hingegen.
Im 7. und 8. Jahrhundert begann eine Neubesiedlung, die sich im Rahmen einer weitläufigen Expansion des friesischen Siedlungsgebiets abspielte. Diese reichte im Westen bis zur Sincfal (heute Het Zwin, nördlich von Brügge) und umfasste Südholland, Utrecht und Westgelderland. Seit dem 8. Jahrhundert wurden auch Wursten und die nordfriesischen Inseln besiedelt, später das Festland gegenüber. Funde aus dieser Zeit deuten dementsprechend darauf hin, dass die Siedler aus den friesischen Gebieten westlich der Lauwers stammten.
Bis zu den ersten Deichbauten war eine Besiedlung nur in höher gelegenen Geestgebieten und auf so genannten Warften im regelmäßig von der Nordsee überfluteten Marschland möglich.
Ab etwa 1000 n. Chr. ermöglichten Deichbauten die gesamte Marsch zu besiedeln. Hierauf spielt der Sinnspruch Deus mare, Friso litora fecit (Gott schuf das Meer, der Friese die Küsten) an.
Zwischen 650 und 700 entstand ein friesisches Heerkönigtum, das gelegentlich immer noch als Großreichsbildung missverstanden wird. Unstreitig ist, dass diese Heerkönige sich gegen die fränkische Expansion zur Wehr setzten, was weite Teile der heutigen Provinz Friesland, Ostfriesland und Gebiete bis zur Weser womöglich zusammenführte (Magna Frisia). Der erste überlieferte Name eines Heerkönigs ist Aldegisel, der offenbar ab 678 den christlichen Missionar Wilfrid unterstützte. Sein Sohn und Nachfolger Radbod hatte, wie sein Vater, seinen Machtschwerpunkt im Westen, im Raum Utrecht. Er stand 716 mit seinem Heerhaufen vor Köln und besiegte im selben Jahr den fränkischen Hausmeier Karl Martell, der damit seine einzige Niederlage hinnehmen musste. Radbod († 719) wurde in wilhelminischer Zeit geradezu zu einem Vorkämpfer germanischer Freiheit und, da er sich nicht taufen ließ, der anti-römischen Kräfte stilisiert. In der Folge wurden Industriekomplexe wie die Zeche Radbod im östlichen Ruhrgebiet nach ihm benannt. Er ist bis heute Teil der Folklore.

### Teil des Frankenreichs, Christianisierung
Nachfolger Radbods wurde Poppo. Er widersetzte sich vergeblich der Rückeroberung des westlichen Frieslands durch die Franken, und nach 720 waren alle friesischen Landesteile westlich der Vlie in fränkischer Hand. Endgültig schlug Karl Martell die Friesen in der Schlacht an der Boorne (734). Poppo fand dabei den Tod. Karl der Große eroberte 785 nach dem Sieg über die Sachsen ganz Friesland einschließlich der östlichen Gebiete bis zur Weser. Sachsen und Friesen, die gegen Karl gekämpft hatten, wurde das Ius paternae hereditatis, das Recht auf ihr väterliches Erbe und damit ihr freies Erbeigen entzogen. Zur Absicherung seiner Eroberungen ließ Karl zudem das alte Friesische Recht aufzeichnen und mit fränkischen Gesetzen in einer Übersicht zusammenfassen, der Lex Frisionum. Hier finden sich erstmals Hinweise auf eine Teilung der friesischen Gebiete, welche bis heute Bestand hat.
In dieser Zeit wurde Ostfriesland Ziel mehrfacher Normanneneinfälle, bei denen die Bevölkerung auf sich allein gestellt war. Die Verteidigung des Landes organisierte Karl, indem er in Friesland entlang der Küste und insbesondere an den Flussmündungen eine Küstenwacht einrichtete, die sich auf die Selbsthilfe der waffenfähigen und königstreuen Friesen stützte. Tatsächlich gelang mit dem Sieg in der Schlacht bei Norditi im Jahr 884 die dauerhafte Vertreibung der Wikinger aus Ostfriesland, diese bildeten aber eine stete Bedrohung. Die ostfriesischen Männer wurden dafür vom Militärdienst auf fremden Territorien freigestellt. Die Friesen entwickelten daraus den politischen Mythos, Karl der Große sei der Stifter der Friesischen Freiheit gewesen, wahrscheinlich wurde diese aber erst später gewährt. Die so privilegierte Schicht dürfte dünn gewesen sein, da sie ausschließlich aus Männern bestand, die königstreu waren und denen Karl daher das Ius paternae hereditatis nicht entzogen hatte. Erst als der Sohn Karls, Ludwig der Fromme, ihnen dieses 814 zurückgab, gelangten alle grundbesitzenden Friesen in den Genuss der Königsfreiheit. Diese zahlten dem König im Gegenzug dafür eine huslotha oder koninckhuere genannte Abgabe.

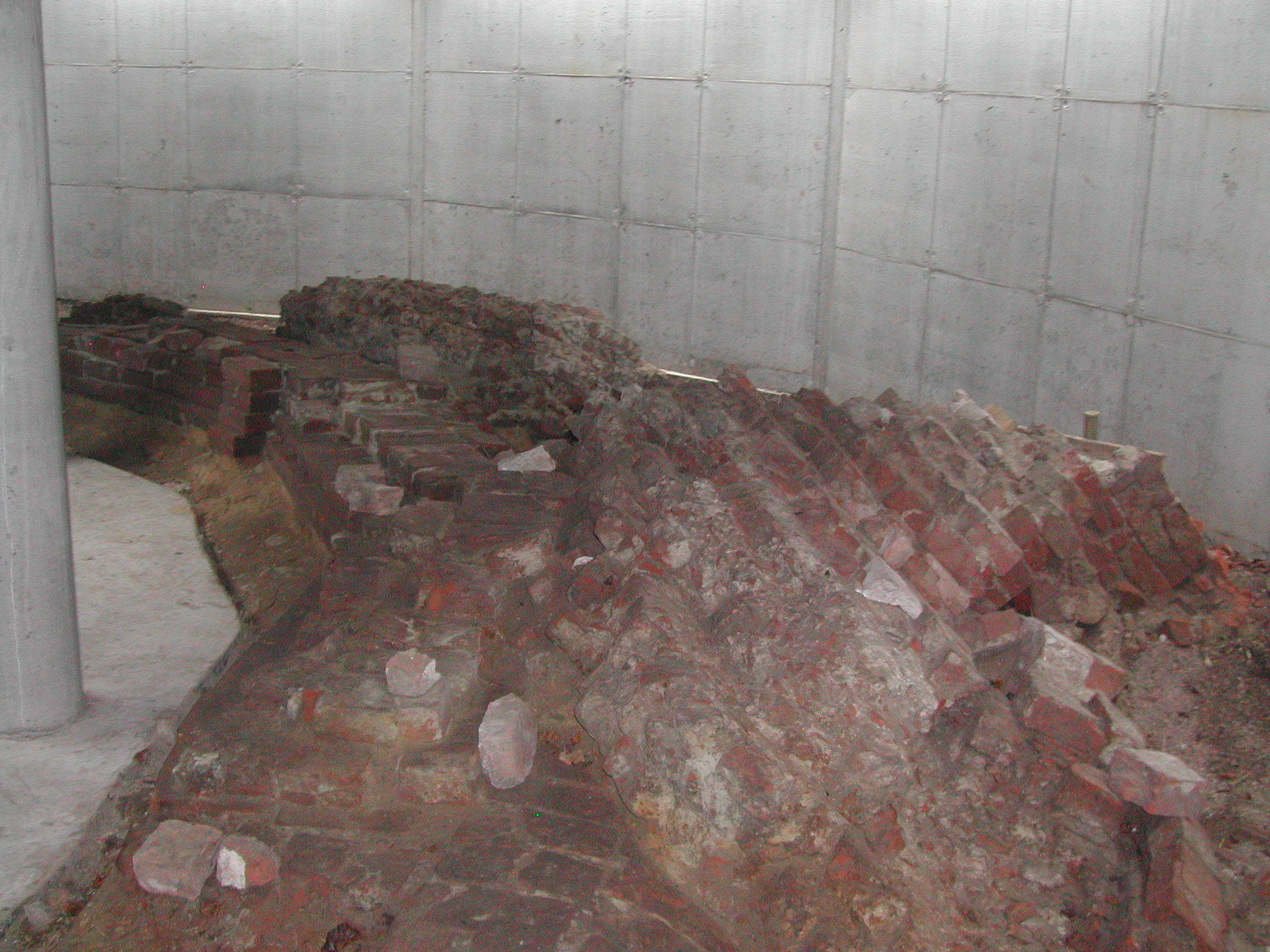
Kloster Ihlow – Reste der Fundamente

Ostfriesland wurde in zwei Grafschaften geteilt. Zu dieser Zeit wurde die gescheiterte Christianisierung durch die Missionare Liudger und Willehad wieder aufgenommen. Ostfriesland wurde zu einem Teil dem Bistum Bremen, zum anderen dem Bistum Münster zugeschlagen. Im Zuge der Christianisierung entstand an der niederländischen und deutschen Nordseeküste eine Klosterlandschaft. Ihren Höhepunkt fand die Bewegung im 12. und 13. Jahrhundert. Insgesamt lassen sich von Westfriesland über Groningen bis Ostfriesland etwa 120 Gründungen der verschiedenen Orden nachweisen. In Ostfriesland selbst gab es mehr als 30 Klöster, Stifte und Kommenden. Nach der Reformation wurden die Klöster säkularisiert und zum Teil als profane Gebäude genutzt. Die meisten wurden jedoch abgebrochen und das so gewonnene Baumaterial, etwa die Ziegel, zum Hausbau oder zur Anlage von Befestigungen für die Städte genutzt. Auch die Urkunden, Verträge, Bild- und Schriftquellen, die in ihnen aufbewahrt wurden, gingen größtenteils verloren.

### Ablösung der Grafengerichte, Konsularverfassung, Friesische Freiheit

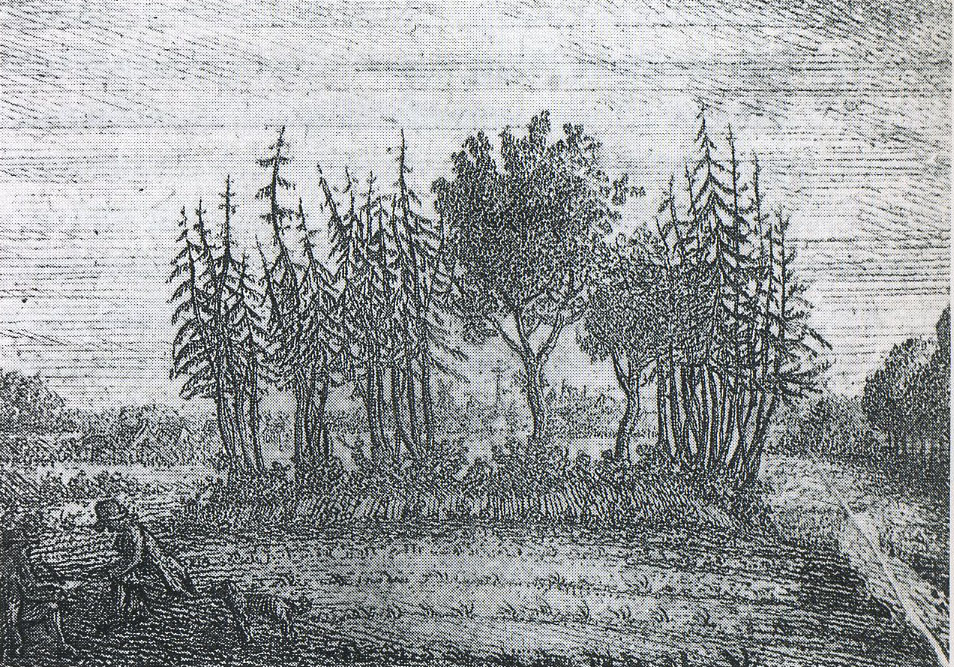
Upstalsboom, älteste bekannte Ansicht von C. B. Meyer (1790)

Gegen Ende der Karolingerzeit entstand ein Verbund zunehmend von den herrschaftlichen Gruppen im Kernland des Frankenreichs abgekoppelter Bezirke. Diese entsandten jährlich gewählte Vertreter, die so genannte „Redjeven“ (Rechtsprecher, Ratsmänner), die sowohl die Gerichtsbarkeit ausübten als auch ihre Bezirke führten. Die Gruppe der Großen reichte zwar teilweise bis zur fränkischen Eroberung zurück, doch blieb der in Europa verbreitete Feudalismus in Ostfriesland wenig entwickelt. Vielmehr verstanden sich die Friesen als von grundherrlichen Bindungen freie Bauern, die weder an die Scholle gebunden waren, noch Vasallitätsverhältnisse entwickelten, wie sie in den karolingischen Herrschaftsgebieten entstanden waren. Zwar gab es Unfreie, aber ihre Zahl dürfte gering gewesen sein.
Die Ablösung der Grafengerichtsbarkeit durch die Konsularverfassung begann schon vor dem 12. Jahrhundert. Jedes Jahr versammelten sich vom 12. bis ins 14. Jahrhundert in der so genannten Friesischen Freiheit gewählte Abgesandte der sieben friesischen Seelande am dritten Pfingsttag am Upstalsboom nahe Aurich. Die Zahl sieben ist hierbei lediglich symbolisch zu verstehen, tatsächlich waren es Abgesandte aus mehr Landstrichen. Am Upstalsboom wurde Recht gesprochen und politische Entscheidungen von überregionaler Bedeutung getroffen. Die Abgeordneten wurden bereits zu Ostern in den Gauen gewählt. Urkundlich nachgewiesen sind diese Versammlungen zwischen 1216 und 1231 und von 1323 bis 1327.

### Ostfriesische Häuptlinge

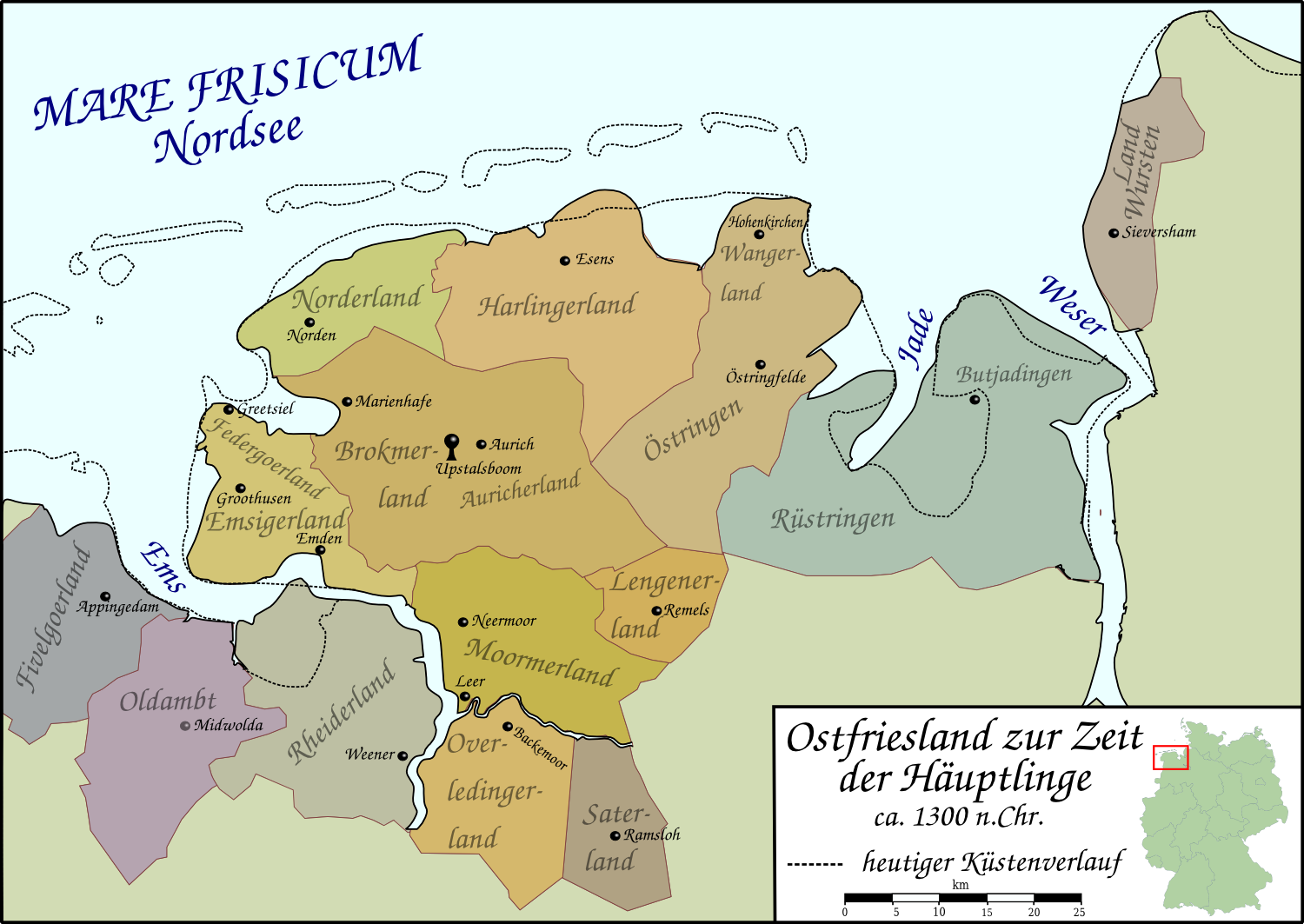
Ostfriesland zur Zeit der Häuptlinge

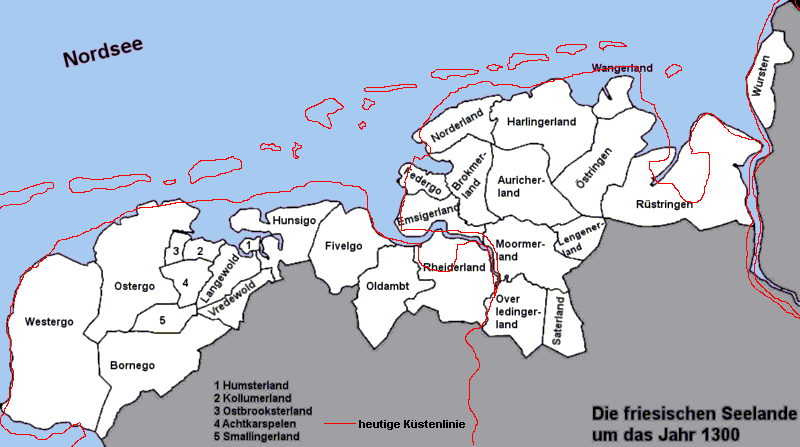
Friesische Seelande um 1300

Im Verlauf des 14. Jahrhunderts zerfiel die Redjeven-Verfassung zusehends, wozu auch der Ausbruch der Pest und Sturmflutkatastrophen beigetragen haben mögen, in deren Gefolge viele der bedeutenden Familien verarmten. Auch hatten Feudalherren wie die Bischöfe von Münster oder die Grafen von Oldenburg ihre Bestrebungen keineswegs aufgegeben, den Norden ihrem Herrschaftssystem einzufügen. Diese Situation machten sich einige einflussreiche Familien zu Nutze und schufen ein Herrschaftssystem, in dem sie als Häuptlinge (hovedlinge) die Macht über mehr oder weniger weite Gebiete gewannen. Dabei etablierten sie weiterhin kein Feudalsystem, wie es im übrigen Europa zu finden war, sondern eher ein Gefolgschaftssystem, das älteren Herrschaftsformen germanischer Kulturen im Norden ähnelte, indem die Bewohner der jeweiligen Machtbereiche zwar in einem Abhängigkeitsverhältnis zum Häuptling standen, diesem verschiedentlich verpflichtet waren, im Übrigen ihre Freiheit behielten und sich auch anderweitig niederlassen konnten.
Bis Ende des 14. Jahrhunderts bildeten die Machtkämpfe der verschiedenen Häuptlingsfamilien ein lokales Problem. Nachdem die Vitalienbrüder durch den Deutschen Orden im Jahr 1398 von der Ostseeinsel Gotland vertrieben waren, fanden sie jedoch Aufnahme bei einigen der ostfriesischen Herrscher, die sie als Streitmacht einsetzten. Einer der Seeräuber, die in Ostfriesland Unterschlupf fanden, war Klaus Störtebeker. Er quartierte sich in Marienhafe ein, das damals noch an der Leybucht lag und somit Zugang zur offenen See hatte. Dadurch kam es zu erheblichen Spannungen mit der Hanse, deren Heere in der Folgezeit mehrfach in Ostfriesland einmarschierten. Vor allem die Städte Hamburg und Bremen sahen sich durch die Seeräuber geschädigt. Die Konflikte unter den Häuptlingen wurden durch das Engagement der Hanse jedoch nicht beseitigt, sondern eher noch verkompliziert. Die Hanse schlug 1401 eine erfolgreiche Seeschlacht vor Helgoland gegen die Seeräuber. Teile Ostfrieslands, darunter Emden, wurden besetzt, vor allem von hamburgischen Kräften. Sie zogen erst 1453 wieder aus Emden ab.
Erst der Aufstieg der Cirksena um 1430, als Edzard Cirksena sich als Anführer eines Bundes der Freiheit durchgesetzt hatte, beendete diese von dauerhaften Fehden geprägte Phase, zugleich aber auch die Sonderstellung der regionalen Gesellschaftsverfassung. Ulrich Cirksena, ein Angehöriger eines der letzten einflussreichen Häuptlingsgeschlechter, wurde 1464 von Kaiser Friedrich III. in den Reichsgrafenstand erhoben und mit Ostfriesland als Reichsgrafschaft belehnt. Es gehörte zum Niederrheinisch-Westfälischen Reichskreis.

### Die Herrschaft der Cirksena (1464–1744)
Unter der Herrschaft des 1662 in den erblichen Fürstenstand erhobenen Hauses Cirksena entwickelte sich Ostfriesland gesellschaftlich und wirtschaftlich vorteilhaft. Die größte Ausdehnung erreichte die Grafschaft unter Edzard dem Großen, dem Cirksena-Herrscher, unter dessen Herrschaft auch die Ausbreitung der Reformation in Ostfriesland begann und das Ostfriesische Landrecht konzipiert wurde. In dieser Zeit (1547–1625) lebte auch Ubbo Emmius, Humanist, Historiker und erster Rektor der Universität Groningen. Die Grafen konnten in Ostfriesland allerdings keine starke Adelsherrschaft wie in den anderen Staaten des Reiches durchsetzen, da die friesischen Stände ihre Freiheitsrechte weitgehend zu wahren und verteidigen wussten.

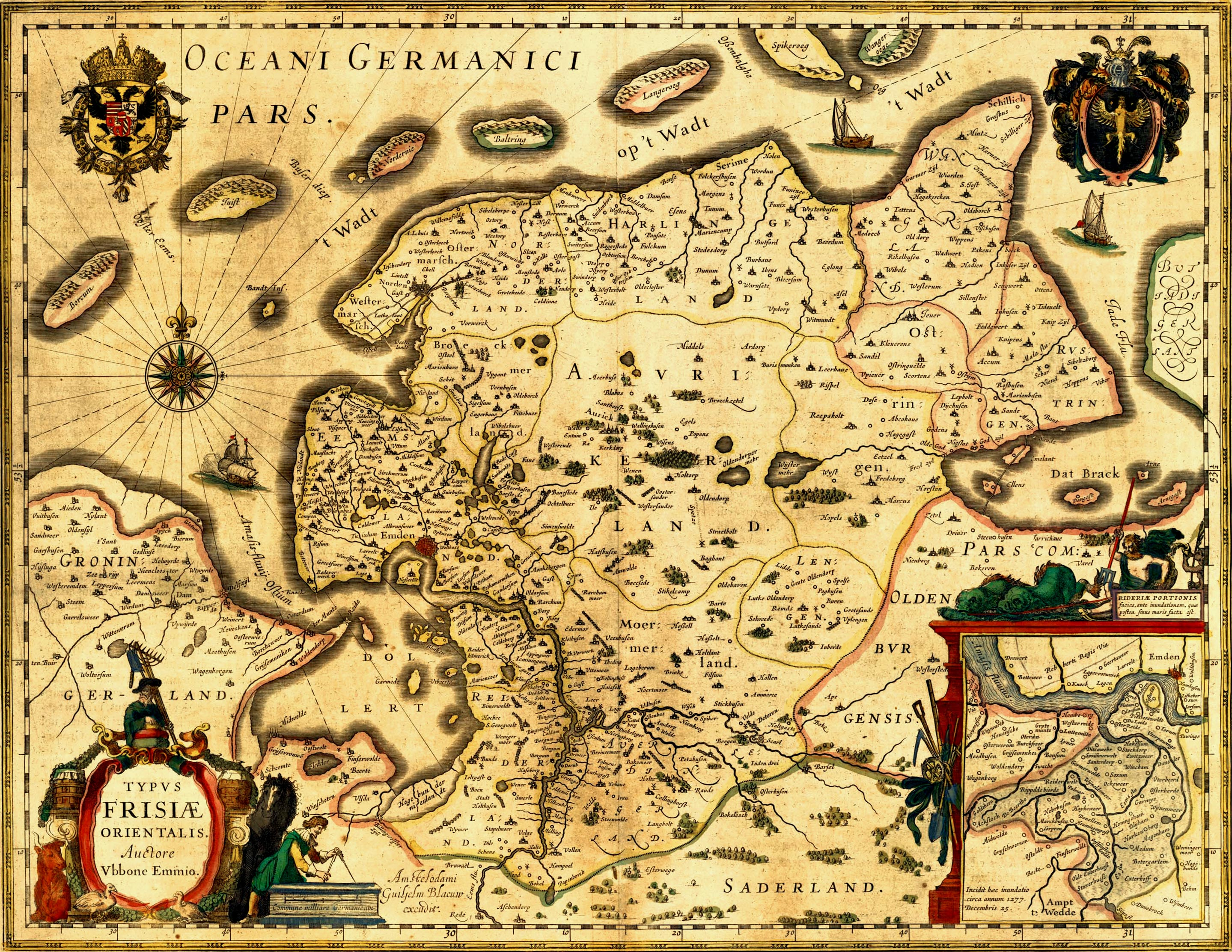
Ostfriesland um 1600, gezeichnet von Ubbo Emmius

Bereits um 1520 hielt die Reformation Einzug in Ostfriesland. Anders als in den meisten Regionen war es jedoch nicht die Obrigkeit, die hier federführend war. Zwar unterstützte Graf Edzard I. die Verbreitung der neuen Lehre, war in seiner Position jedoch zu schwach, um ein bestimmtes Bekenntnis durchzusetzen. So existierten Katholizismus, lutherischer Protestantismus und Calvinismus in Ostfriesland nebeneinander, ohne dass dabei eine Konfession die Oberhand gewinnen konnte. Vielmehr setzte sich eine Spaltung des Landes in einen lutherischen Osten und einen calvinistischen Westen durch. Vor allem die Stadt Emden profitierte in den Folgejahren vom Zuzug von Glaubensflüchtlingen aus den Niederlanden, die etwa Menno Simons aus Witmarsum führte – nach ihm wurden die Mennoniten benannt –, aber auch aus Frankreich und England. Zeitweise sah es so aus, als ob die Stadt ein drittes reformatorisches Zentrum neben Wittenberg und Genf werden könnte. Die Stadt agierte immer selbstbewusster gegenüber dem Grafen. Die Spannungen gipfelten 1595 in der Emder Revolution, bei der Graf Edzard II. gezwungen wurde, seine Residenz nach Aurich zu verlegen und auf den Großteil seiner Rechte in Emden zu verzichten.
Schon Ocko I. tom Brok soll im 14. Jahrhundert Juden nach Ostfriesland geholt haben, wahrscheinlich reichen die Kontakte aber erheblich weiter zurück, zumal Friesen wie Juden sehr stark im Fernhandel tätig waren. Die älteste Synagogengemeinde entstand um 1550 in Emden; weitere Gemeinden entstanden in allen größeren Orten.

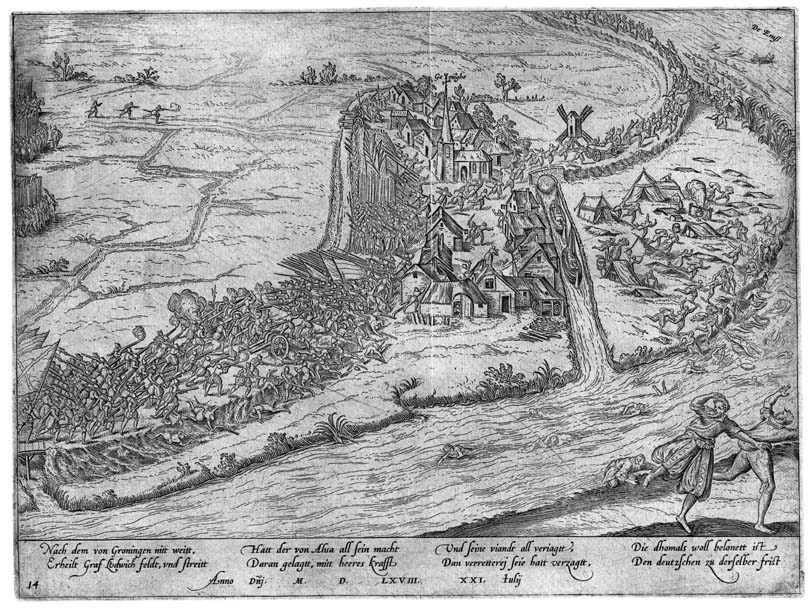
Die Schlacht von Jemmingen, dargestellt von Frans Hogenberg

1568 geriet Ostfriesland in die Auseinandersetzungen der niederländischen Freiheitskriege, als niederländische Truppen, die so genannten Geusen, unter ihrem Anführer Ludwig von Nassau-Dillenburg nach der Schlacht von Heiligerlee ins Rheiderland auswichen. Spanische Truppen unter Herzog Alba folgten ihnen. Am 21. Juli 1568 trafen die beiden Verbände in der Schlacht von Jemgum aufeinander, die mit einem Sieg der Spanier endete. Albas Heer zog anschließend drei Tage lang plündernd, brandschatzend und vergewaltigend durch das Rheiderland.

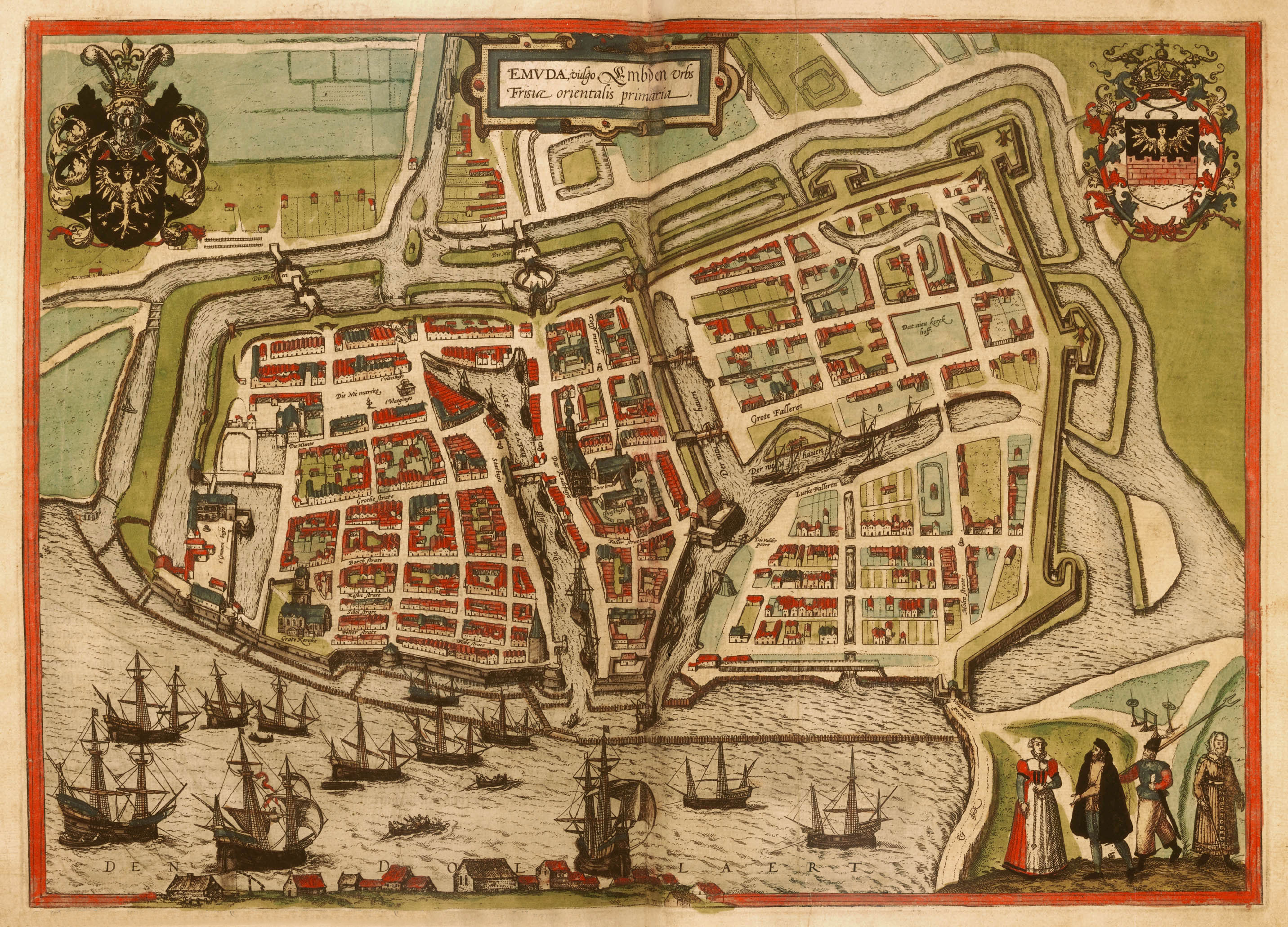
Emden um 1575

Während des Dreißigjährigen Krieges litt Ostfriesland große Not durch die Truppen des Grafen von Mansfeld. Die einzige Ausnahme bildete Emden, da der kurz zuvor fertiggestellte Emder Wall die Stadt vor der Eroberung schützte. Die Stadt erlebte von 1570 bis zum Ende des Dreißigjährigen Krieges ihre größte Blütezeit und wurde einer der wichtigsten europäischen Hafen- und Reedereistandorte. Dies war in erster Linie der großen Zahl niederländischer Glaubensflüchtlinge geschuldet, die sich in der Seehafenstadt niederließen. Mehrere Tausend Kaufleute, Reeder und Handwerker siedelten sich in der Stadt an, die Einwohnerzahl stieg um 1600 auf annähernd 15.000. Emden war damit in dieser Zeit eine der führenden Hafenstädte (Nord-)Europas. Die Stadt war zudem durch das Wirken reformierter Prediger auch eine Hochburg des Calvinismus. Emder Kaufleute gründeten 1633 die erste Fehnsiedlung Ostfrieslands, (West-)Großefehn.
Der 1618 ausgebrochene Dreißigjährige Krieg hatte für Ostfriesland zunächst keine militärischen Folgen, und auch später fanden hier keine Kämpfe statt. Stattdessen fungierte die Gegend als Ruheraum für einige Truppen mit verheerenden Folgen, da diese sich an der Bevölkerung schadlos hielten. Von 1622 bis 1624 waren es die Truppen von Mansfeld, von 1637 bis 1651 waren es hessische Truppen. 1647 fiel der römisch-katholische kaiserliche Feldgeneral Guillaume de Lamboy in Ostfriesland ein, um die Truppen des schwedisch-protestantischen Feldmarschalls Hans Christoph von Königsmarck zum Abzug von der Belagerung Paderborns zu bewegen.
Dem Dreißigjährigen Krieg folgte eine unvergleichliche Machtentfaltung der ostfriesischen Stände, die sich weitgehend unabhängig vom jeweiligen Landesherrn machten. Der Versuch, die landesherrliche Macht wiederherzustellen, schlug fehl. Aus der Vertretung der ostfriesischen Stände ging später die Ostfriesische Landschaft hervor, die noch deren Wappen führt, sich inzwischen aber von einer politischen Institution zu einer Einrichtung der Kulturpflege gewandelt hat.
Das Fürstentum Ostfriesland kam unter den Einfluss der Niederlande und lehnte sich politisch, kulturell und wirtschaftlich eng an diese an. Die Niederlande stationierten an zentralen Orten Truppen, darunter in Leerort bei Leer und in Emden.
Während des Holländischen Krieges von 1672 bis 1679 durchzogen Truppen verschiedener Staaten Ostfriesland, das den Abzug durch Zahlungen erkaufen musste.

### Kampf zwischen Fürstenhaus und Ständen, Brandenburg-Preußen
Christine Charlotte, Regentin von Ostfriesland, nutzte diese Situation aus und handelte 1676 einen Schutzvertrag mit dem Fürstbischof von Münster aus, um ihren Herrschaftsanspruch gegen die Stände durchsetzen zu können. Anfang September 1676 marschierten schließlich acht münsterische Kompanien Infanterie als Grenzschutz nach Ostfriesland ein. Die Stände benötigten nun ihrerseits eine Schutzmacht, um das innenpolitische Übergewicht der Fürstin wieder ausgleichen zu können, wofür sich Brandenburg anbot. Dieses interessierte sich für Ostfriesland, weil auf diese Art die Brandenburgisch-Afrikanische Compagnie von Königsberg an den strategisch viel besser gelegenen Hafen von Emden verlegt werden konnte, zumal dieser zu der Zeit als einer der besten Europas galt. Dabei nutzte Kurfürst Friedrich Wilhelm 1682 die erneut aufflammenden Konflikte zwischen dem Fürstenhaus und den ostfriesischen Ständen. Vor allem die Stadt Emden war an einer Schwächung des Fürstenhauses interessiert und einigte sich mit dem brandenburgischen Herrscher. Dieser ließ Truppen in Ostfriesland aufmarschieren. Im November 1682 landeten brandenburgische Truppen unter Wilhelm von Brandt vor Greetsiel. Am 6. November erfolgte die Einnahme der Burg Greetsiel, nachdem die Stände in Emden dies gebilligt hatten und die nur 16 Mann starke Garnison im Einvernehmen kapitulierte, woraufhin am 22. April 1683 ein Handels- und Schifffahrtsvertrag mit den Ständen Emdens ausgehandelt wurde. Fortan wurde Emden der Stammsitz der Brandenburgisch-Afrikanischen Compagnie und Vorposten Brandenburg-Preußens.

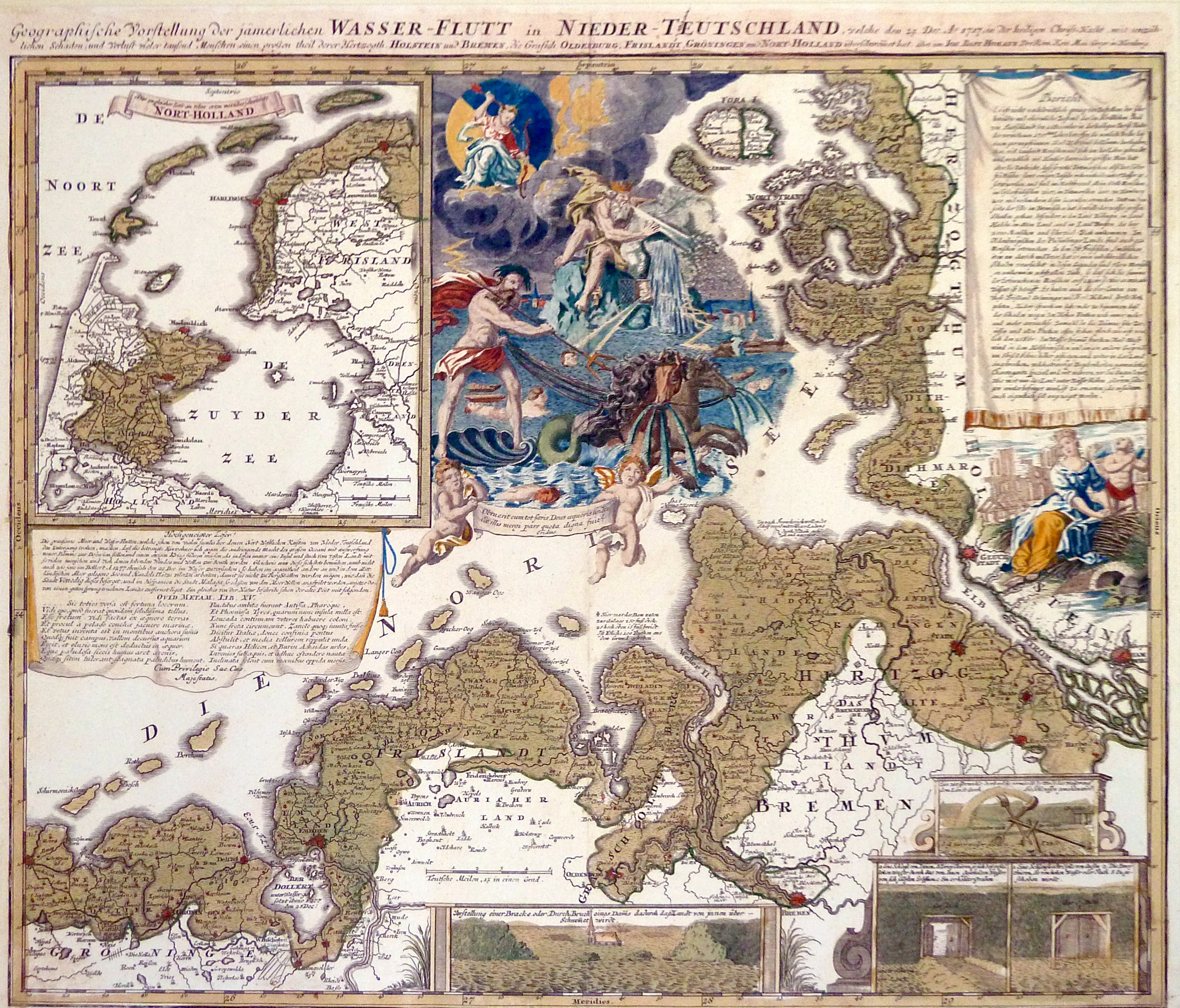
Karte des durch die Weihnachtsflut 1717 überschwemmten Gebietes

Die Weihnachtsflut im Jahre 1717 hatte für Ostfriesland verheerende Folgen. In der gesamten Grafschaft verloren 2787 Menschen ihr Leben (etwa 3,6 Prozent der Bevölkerung) durch die Auswirkungen der Flut. Auch der Viehbestand erlitt starke Verluste. Insgesamt ertranken 2186 Pferde, 9430 Rinder, 1031 Schweine sowie 2682 Schafe. Auf die Verheerungen der Flut folgte eine Phase des wirtschaftlichen Niedergangs und der Armut.

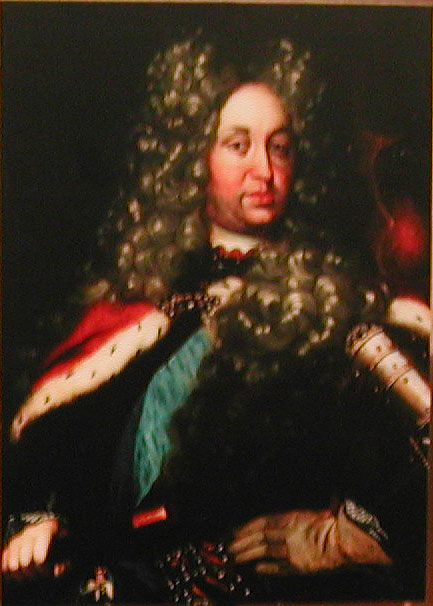
Georg Albrecht

1726/27 kam es zum so genannten Appell-Krieg, der sich in einem erneuten Konflikt zwischen dem Fürsten Georg Albrecht und einem Teil der Stände äußerte, die sich in „gehorsame“ und „renitente“ aufspalteten. Der Fürst ging als Sieger aus diesem Konflikt hervor. Selbst die an der Spitze der renitenten Stände stehende Stadt Emden unterwarf sich. Durch Verhandlungsfehler des Kanzlers von Georg Albrecht, Enno Rudolph Brenneysen, kam es jedoch nicht zu einer friedlichen Einigung der an dem Konflikt beteiligten Parteien. Obwohl Kanzler und Fürst eine strenge Bestrafung der Renitenten forderten, wurden diese 1732 vom Kaiser amnestiert. Als Fürst Georg Albrecht am 11. Juni 1734 starb, übernahm Carl Edzard im Alter von 18 Jahren die Amtsgeschäfte als letzter noch lebender Nachkomme von Georg Albrecht. Auch er konnte die Konflikte mit den Ständen nicht lösen.
Zu dieser Zeit wurden die Weichen für die Machtübernahme Preußens in Ostfriesland gestellt. Eine wichtige Rolle nahm hierbei die Stadt Emden ein, die nach dem Appell-Krieg politisch isoliert und wirtschaftlich stark geschwächt war. Ziel der Emder Stadtspitze war es, die Stellung als ständische Hauptstadt und Handelsmetropole zurückzugewinnen. Ab 1740 setzte sich die Meinung durch, dass dieses Ziel mit preußischer Hilfe erreicht werden könnte. Dazu sollte ein Vertragswerk geschaffen werden, das die preußische Anwartschaft anerkannte. Die wirtschaftliche Position Emdens sollte durch Schutzmaßnahmen und Förderungen gestützt und die bestehenden Privilegien (etwa das Stapelrecht) der Stadt bestätigt werden. Die Verhandlungen auf preußischer Seite führte der Direktorialrat im niederrheinisch-westfälischen Reichskreis, Sebastian Anton Homfeld, der am 8. November 1740 ein erstes Gutachten über die Verfahrensweise beim Eintritt des Erbfalls vorlegte.
Homfeld galt als einer der führenden Vertreter der renitenten Stände. Nach anfänglichen Schwierigkeiten kam es am 14. März 1744 zum Abschluss von zwei Verträgen, die zusammenfassend als Emder Konvention bezeichnet werden. Zum einen war dies die Königliche Special-Declarations- und Versicherungsakte, zum anderen die Agitations- und Konventionsakte, in der vornehmlich wirtschaftliche Regelungen getroffen wurden. Des Weiteren stützte sich Preußen auf die von Kaiser Leopold I. 1694 ausgestellte Expektanz, die das Recht auf Belehnung des Fürstentums Ostfriesland für den Fall fehlender männlicher Erben sicherstellte. Trotz des Widerstands des Kurfürstentums Braunschweig-Lüneburg setzte sich Preußen im Bemühen um Ostfriesland durch.

### Von der ersten zur zweiten preußischen Herrschaft (1744–1871)

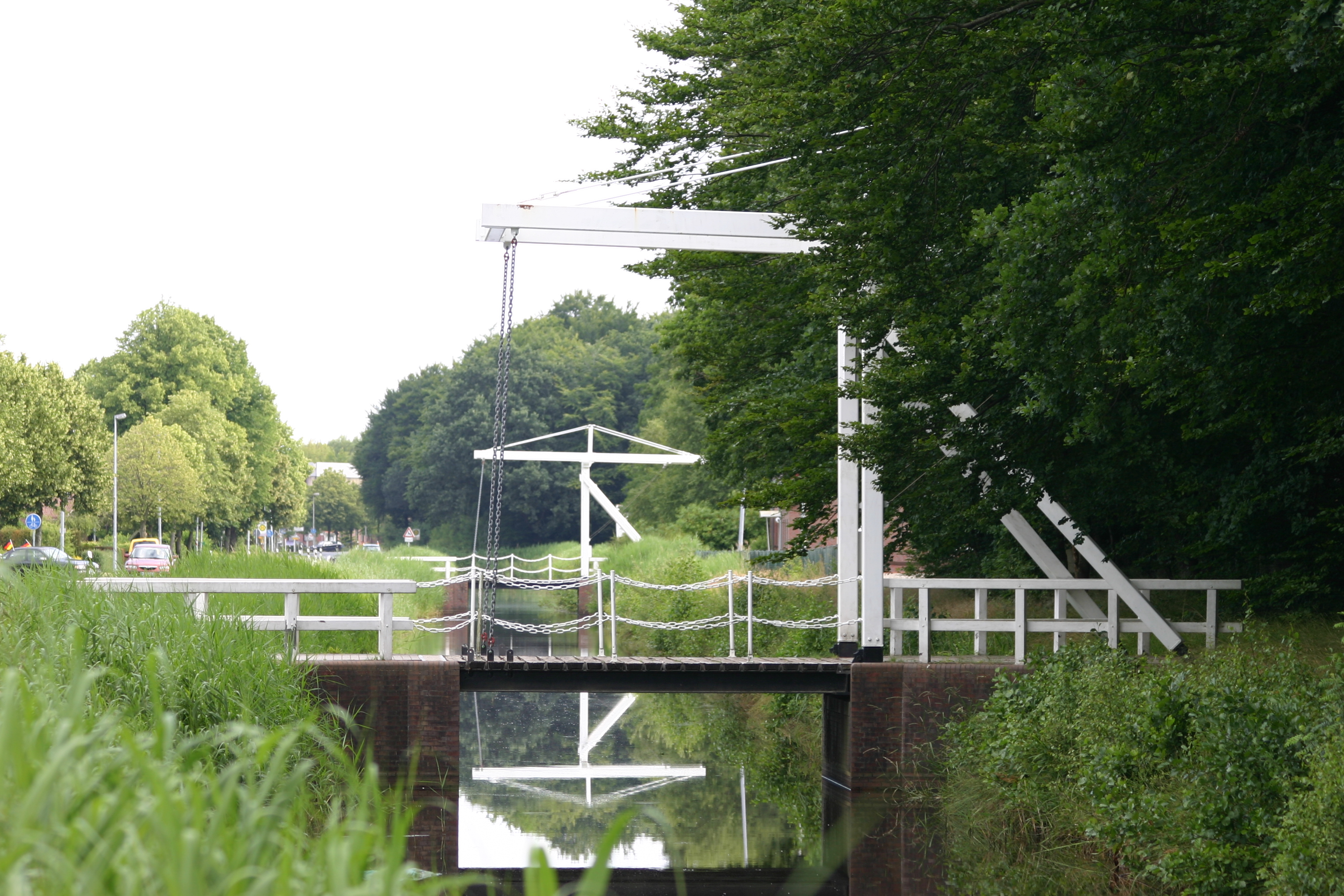
Fehnkanal in Ihlowerfehn. Der Ort entstand ab 1780.

Als am 25. Mai 1744 Carl Edzard, der letzte ostfriesische Fürst aus dem Hause Cirksena, starb, machte König Friedrich II. von Preußen sein Nachfolgerecht geltend, das in der Emder Konvention geregelt war. Er ließ Ostfriesland von Emden ausgehend ohne Widerstand besetzen, worauf am 23. Juni das Land der Krone huldigte. Die Landeshauptstadt Aurich blieb Sitz der Landesbehörden, erhielt eine Kriegs- und Domänenkammer und wurde Regierungshauptstadt der preußischen Provinz Ostfriesland. Das gesamte Inventar des Schlosses, darunter die ostfriesische Fürstenbibliothek und das Mobiliar, wurde in mehreren Auktionen versteigert, so dass davon heute kaum noch etwas erhalten ist.
Die preußische Herrschaft brachte für Ostfriesland einen erheblichen wirtschaftlichen Aufschwung und die verstärkte Öffnung nach außen. Zudem profitierte die Stadt Emden von der Einrichtung eines Freihafens im Jahr 1751. 1754 wurde per königlichem Befehl die Einrichtung einer Feuerversicherung angeordnet – die noch in öffentlichem Besitz befindliche Ostfriesische Landschaftliche Brandkasse. Auch das Postwesen wurde ausgebaut. Mit dem Urbarmachungsedikt von 1765 begann die Moorkolonisierung und die Gründung vieler neuer Fehnsiedlungen. Preußen erkannte die selbstständige Stellung Ostfrieslands innerhalb des Staates an und setzte einen weitgehend autonom regierenden Kanzler ein. Der erste Kanzler war der oben genannte, äußerst einflussreiche Sebastian Anton Homfeld aus einer rheiderländischen Honoratiorenfamilie, dem Gerüchte die Vergiftung des letzten ostfriesischen Fürsten zuschreiben.

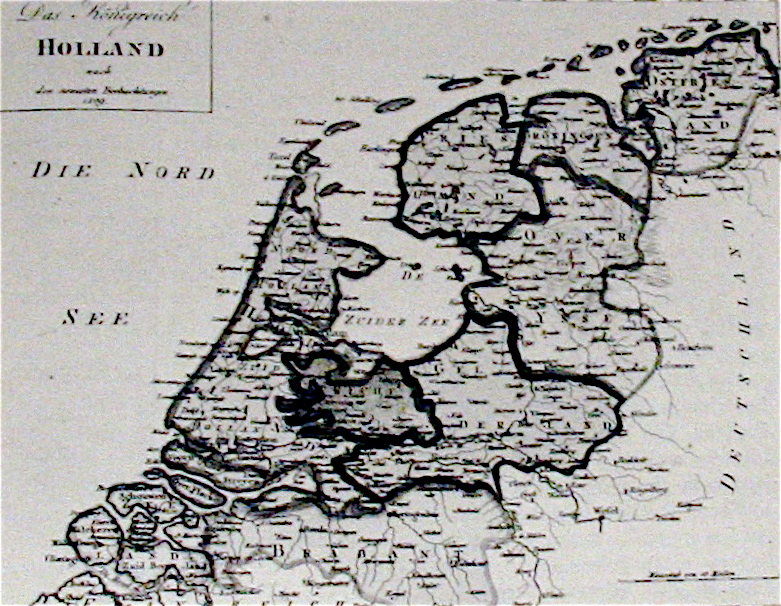
Karte des Königreichs Holland mit Ostfriesland (rechts oben)

Nach der Schlacht bei Jena und Auerstedt (1806) und dem daraufhin erfolgten Frieden von Tilsit (1807) ging Ostfriesland zunächst an Frankreich und wurde im März 1808 an das unter der Regentschaft von Napoleons Bruder Louis Bonaparte stehende Königreich Holland abgetreten. 1810 kam es als Departement Ems-Oriental (Ost-Ems) unmittelbar zum französischen Kaiserreich. Das westliche Ostfriesland (Rheiderland) wurde aufgrund alter niederländischer Ansprüche aus Ostfriesland ausgegliedert und dem niederländischen Departement Ems-Occidental mit der Hauptstadt Groningen zugeschlagen. Frankreich brachte moderne Rechtsvorstellungen nach Ostfriesland und unternahm die ersten Schritte zu einem umfassenden Umbau des Gesellschaftssystems. Auf Anordnung Napoleons mussten die Ostfriesen 1811 die bisher dort unbekannten Familiennamen annehmen und ihr bisheriges kompliziertes System der patronymischen Namensvererbung aufgeben – dies setzte sich aber erst Mitte des 19. Jahrhunderts endgültig durch. 2024 beschloss der Bundestag eine Änderung des Namensrechtes. Mit den Mai 2025 gültigen Änderungen für Minderheiten wird die traditionelle ostfriesische Namensgebung wieder möglich.
Es wurden auch erstmals Bürgermeister in den Dörfern eingeführt. Die Dorfgesellschaften kannten bis dahin keine zentrale Verwaltungsstelle, da die Verantwortung auf die Olderlinge, Deichgrafen und andere lokale Honoratioren gleichmäßig verteilt war. Außerdem wurde der Code civil eingeführt. Zur Durchsetzung der Kontinentalsperre wurden zahlreiche französische Zollbeamte eingesetzt, deren Nachkommen teils noch immer in Ostfriesland leben. Einige Ostfriesen wurden in dieser wirtschaftlich schwierigen Zeit durch den England-Schmuggel wohlhabend, unter anderem mit Tee. Dennoch empfanden die meisten (auch die hier lebenden Juden, denen unter holländischer und später unter französischer Besetzung die Bürgerrechte und die völlige Gleichberechtigung zugestanden wurde) die Fremdherrschaft als bedrückend und beteiligten sich an den Befreiungskriegen gegen Napoleon.
Nach der Niederlage Napoleons und dem Zusammenbruch seiner Herrschaft zogen in den Jahren 1813 bis 1815 erneut die Preußen ein. Ostfriesische Soldaten nahmen an den Schlachten von Ligny und Belle-Alliance (Waterloo) teil. Die Hoffnungen, preußisch zu bleiben, wurden jedoch durch den Wiener Kongress 1814/15 enttäuscht. Preußen musste Ostfriesland an das Königreich Hannover abtreten. Federführend war dabei das Vereinigte Königreich, das die Festsetzung Preußens an der Nordseeküste verhindern wollte. Dazu heißt es in Artikel 27 der Schlussakte des Wiener Kongresses: „Der König von Preußen tritt an den König von Großbritannien und Irland sowie Hannover das Fürstentum Ostfriesland ab unter den Bedingungen, die im Artikel 5 über die Emsschifffahrt und den Handel im Emder Hafen gegenseitig festgelegt sind. Die Stände des Fürstentums werden ihre Rechte und Privilegien behalten.“ Die folgende Zeit war geprägt von wirtschaftlichem Stillstand, teilweise Rückschritt.

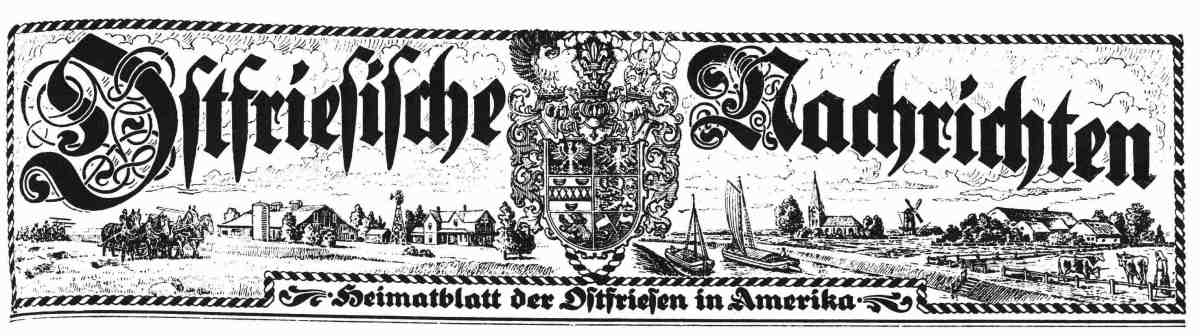
Auswandererzeitung Ostfriesische Nachrichten – Heimatblatt der Ostfriesen in Amerika

Zur Verwaltung des neuen Gebietes wurde am 17. Juni 1817 eine Provinzialregierung mit Sitz in Aurich gebildet. 1823 wurde daraus die Landdrostei Aurich als Mittelbehörde des Königreichs. Zu dieser Zeit lebten etwa 142.000 Einwohner in Ostfriesland. Bis zum Ende der hannoverschen Zeit erhöhte sich die Einwohnerzahl um etwa 37 Prozent auf 194.033. Die schlechten Wirtschaftsbedingungen – die trotz des Baus der Hannoverschen Westbahn 1854–1856, der zunächst Leer und Emden an das Eisenbahnnetz anschloss, lange andauerten – führten zu einer Auswanderungswelle von Ostfriesen in die USA, die etwa um 1848/50 ihren ersten Höhepunkt erreichte. Ziele der Ostfriesen waren vor allem die Staaten Illinois und Iowa, in denen es noch heute Regionen gibt, in denen Plattdeutsch gesprochen wird. Die Auswanderer zogen bevorzugt mit Menschen zusammen, mit denen sie schon in ihren Heimatdörfern zusammengelebt hatten. Von 1882 bis 1971 erschien in den Vereinigten Staaten die Zeitung Ostfriesische Nachrichten – Heimatblatt der Ostfriesen in Amerika.
Als das Land mit der Annexion des Königreichs Hannover durch Preußen 1866 wieder preußisch wurde und sich daraus ein Entwicklungsschub ergab, wurde dies in Ostfriesland allgemein beifällig aufgenommen. Darüber hinaus setzte sich die kulturelle Verbindung mit Deutschland (Duitsland) endgültig durch und die Verwendung der hochdeutschen Sprache in der Schule wurde üblich (in manchen Gebieten wurde zuvor noch Niederländisch und auch ostfriesisches Platt gesprochen).

### Preußische Provinz im Deutschen Reich, Erster Weltkrieg (1871–1918)

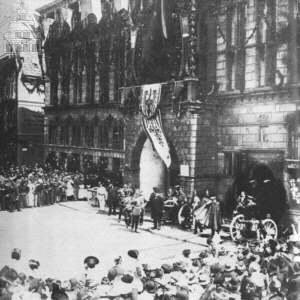
Aufnahme vom Besuch Kaiser Wilhelm II. am 2. Juli 1902 zur Einweihung des neuen Emder Hafens

Ostfriesland war ab 1866 Teil der preußischen Provinz Hannover. Aus der Landdrostei wurde der preußische Regierungsbezirk Aurich gebildet, wobei die Bezeichnung Landdrostei ebenso wie die Ämterstruktur noch bis 1885 erhalten blieben. In jenem Jahr wurden die Landkreise Aurich, Emden (ohne Stadt Emden), Leer, Norden, Weener und Wittmund gebildet. Als kreisfreie Stadt kam Emden hinzu.
In den Jahren 1880 bis 1888 wurde der Ems-Jade-Kanal erbaut. Seine Entstehung verdankte er dem Wunsch Preußens, seinen als Exklave im damaligen Großherzogtum Oldenburg gelegenen Kriegshafen Wilhelmshaven über den Wasserweg mit dem preußischen Ostfriesland, zu dem Wilhelmshaven politisch gehörte, und hier insbesondere dem Emder Hafen zu verbinden.
Wirtschaftlich blieben Ackerbau und Viehzucht, insbesondere die Rinderzucht dominierend. Aurich und Leer waren zu dieser Zeit wichtige Viehhandelsplätze. Die Industrialisierung fand hingegen nur sehr zögerlich statt. Bedeutung erlangten die Werften in Leer und Emden. Hier lagen auch die Handelszentren des Regierungsbezirks. Bei der wirtschaftlichen Förderung konzentrierte sich der preußische Staat auf Emden. Die Stadt entwickelte sich infolgedessen zum Seehafen des Ruhrgebiets und bedeutenden Umschlagplatz für Massengüter wie Erze und Kohle. Einen Anschub leistete dabei der 1899 fertiggestellte Dortmund-Ems-Kanal. 1913 wurde in der Stadt die Große Seeschleuse eingeweiht. Mit einer Binnenlänge von 260 Metern galt sie damals als eine der größten Seeschleusen der Welt. Mit dem Bau wurde auch ein neues Hafenbecken angelegt, der Neue Binnenhafen. Die Einfuhr im Emder Hafen steigerte sich von 75.000 Tonnen im Jahr 1899 auf 1,5 Millionen Tonnen im Jahre 1913. Dieser Entwicklung folgten die anderen Städte nur bedingt. Lediglich in Leer gab es ein bescheidenes Wachstum, nachdem der Hafen von 1901 bis 1903 modernisiert worden war.
Das Bevölkerungswachstum in der Region setzte sich fort. Im Jahre 1905 lebten 251.666 Menschen in Ostfriesland, etwa 30 Prozent mehr als zu Beginn der preußischen Herrschaft. Um die Jahrhundertwende setzte ein Wirtschaftswachstum ein, das bis zum Beginn des Ersten Weltkrieges anhielt. Wie im übrigen Reich wurde in Ostfriesland der Beginn des Krieges begeistert gefeiert. Viele junge Männer meldeten sich freiwillig zum Dienst. Das in Aurich stationierte Ostfriesische Infanterie-Regiment Nr. 78. wurde zunächst in Richtung Belgien geschickt und kam im Verlaufe des Krieges sowohl an der Westfront als auch an der Ostfront zum Einsatz. Nach dem Ende des Krieges wurde es Mitte 1919 aufgelöst.
Einen Tag vor Abdankung des Kaisers wurde in Aurich und Emden am 8. November 1918 der erste Soldatenrat zur „Aufrechterhaltung der öffentlichen Ordnung“ gegründet. Wenig später folgten Leer, Norden, Esens, Wittmund und Dornum. Am 10. November 1918 wurde vor rund 100.000 begeisterten Demonstranten in Wilhelmshaven die Nordseestation und alle umliegenden Inseln und Marineteile sowie das dazugehörige Oldenburger Land zur sozialistischen Republik Oldenburg/Ostfriesland ausgerufen. Zum Präsidenten wurde Bernhard Kuhnt ernannt – eine Episode, die jedoch ohne Folgen für Ostfriesland blieb.
In der ländlichen, eher konservativ ausgerichteten Bevölkerung Ostfrieslands konnten sich die Arbeiter- und Soldatenräte nicht etablieren, so lösten sie sich dort nach der Wahl zur Weimarer Nationalversammlung nach und nach auf.

### Weimarer Republik
In der Weimarer Republik wurde in Person von Jann Berghaus 1922 erstmals wieder ein Ostfriese Regierungspräsident in Aurich. Diese Position hielt er bis zum Preußenschlag 1932 inne.

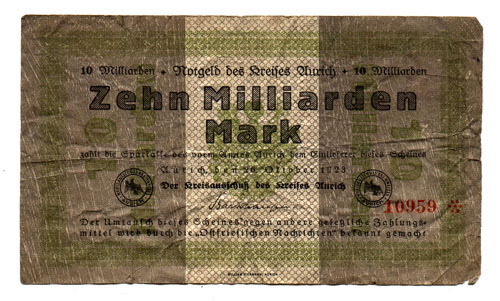
Notgeld des Kreises Aurich 1923

Ostfriesland als vorwiegend ländlich geprägte Region hatte nach dem Ersten Weltkrieg während der Hochinflation eine wirtschaftlich relativ günstige Phase erlebt. Mit ihren Überschüssen bedienten die Bauern einen Markt, der schnell wuchs. Während industrialisiertere Regionen und Städte erst mit der Weltwirtschaftskrise ab 1929 in die Rezession gerieten, kam es in Ostfriesland schon nach der Währungsreform 1923/1924 – die stabile Währung bedeutete den „Wiedereintritt“ Deutschlands in den Weltmarkt und damit in den Lebensmittel-Import – zu einem starken Preisverfall bei Agrarprodukten um bis zu 40 Prozent. Dies führte beispielsweise in der stark von der Landwirtschaft abhängigen Stadt Aurich zu einer fatalen Kettenreaktion. Der Wert der Höfe halbierte sich, die Landbevölkerung verarmte. Dadurch kam es häufig zu Zwangsversteigerungen unter Wert, was mit einer gewissen Verzögerung die Banken in eine Krise führte und schließlich Handwerk und Handel mit sich riss. Rechnungen konnten nicht mehr bezahlt, Kredite nicht mehr bedient werden. Maßnahmen der Bezirksregierung, um die Konjunktur durch staatliche Nachfrage wieder anzukurbeln, wie Investitionen in Deichbau- und Landgewinnungsprojekte, die Moorkultivierung und den Bau mehrerer Schöpfwerke, blieben wirkungslos.
Die Stadt Emden war zudem durch die Ruhrbesetzung vom Ruhrgebiet als ihrem wichtigsten wirtschaftlichen Hinterland abgeschnitten. Die Ein- und Ausfuhr von Erz und Kohle nahmen ab. Dadurch kam die heimische Industrie, namentlich der Schiffbau, zum Erliegen. Die folgenden Jahre waren geprägt durch eine hohe Arbeitslosigkeit, Streiks, Rezession. In dieser Zeit breitete sich der bis dato unbedeutende Antisemitismus in Ostfriesland aus, der sich unter anderem gegen den jüdischen Viehhandel richtete, dem manche in der Zeit der damaligen Agrarkrise mit Vorurteilen und Misstrauen begegneten. Vor allem der Fall des Borkumer Pastors Ludwig Münchmeyer, der mit antisemitischen Hasstiraden das Publikum aufhetzte und anschließend im sogenannten Münchmeyer-Prozess gezwungen wurde, sein Amt als Pastor aufzugeben, erregte dabei reichsweites Aufsehen.
1932 wurde in Ostfriesland eine Kreisreform vorgenommen. Der Kreis Weener wurde aufgelöst und in den Landkreis Leer integriert. Der Kreis Emden wurde ebenfalls aufgelöst, nachdem die kreisfreie Stadt Emden bereits vier Jahre zuvor einige Gebiete des Kreises eingemeindet hatte. Der Großteil des Kreises Emden, darunter das Gebiet der heutigen Gemeinden Krummhörn, Hinte und Wirdum (Ostfriesland), kam zum Landkreis Norden, ein kleinerer Teil (Oldersum, Tergast) zum Landkreis Leer, der dadurch nahezu seine heutige Größe erreichte.
Bei den Reichstagswahlen von 1932 wählten 44,2 % der Stimmberechtigten im Regierungsbezirk Aurich die NSDAP. Die Wahl von 1933 besiegelte schließlich das Ende der Demokratie auch in Ostfriesland.

### Nationalsozialismus

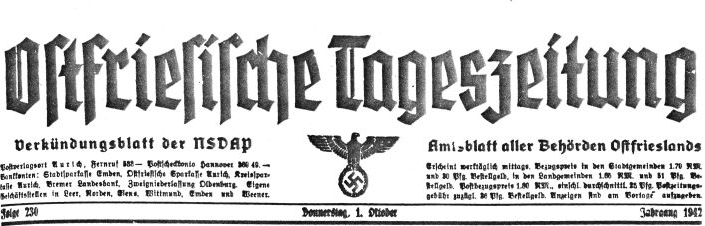
„Ostfriesische Tageszeitung“ vom 1. Oktober 1942

Bei den Reichstagswahlen am 5. März erreichten die Nationalsozialisten 47,5 Prozent der in Ostfriesland abgegebenen Stimmen, in einzelnen Orten wie etwa Oldersum fast 70 Prozent. Im Landkreis Wittmund erzielte die Partei mit 71 Prozent der abgegebenen Stimmen ihr Spitzenergebnis. Mit Verleumdungskampagnen, teilweise auch mit roher Gewalt, wurden nach der so genannten Machtergreifung demokratisch gewählte Politiker aus dem Amt gedrängt: In Leer wählte Bürgermeister Erich vom Bruch nach massiven Vorwürfen und Drohungen im Mai 1933 den Freitod, im Oktober wurde Emdens Oberbürgermeister Wilhelm Mützelburg bedrängt und nach körperlichen Misshandlungen durch Nationalsozialisten im wahrsten Sinne des Wortes „aus dem Rathaus geworfen“. Die Medien wurden gleichgeschaltet, was auf nur geringen Widerstand traf. Wichtigstes Organ der NSDAP in Ostfriesland war die 1932 gegründete Ostfriesische Tageszeitung (OTZ), die zum Leitmedium wurde.
Verbände und Vereine wurden nach dem Führerprinzip strukturiert, jüdische Mitglieder hinausgedrängt und die freie Marktwirtschaft eingeschränkt. Auch in die Verwaltungsstrukturen griffen die Nationalsozialisten ein: Ostfriesland zählte nun zum Gau Weser-Ems der NSDAP.
Nach der Machtergreifung Anfang 1933 hatten vor allem die Juden unter Repressionen staatlicher Organe zu leiden. Sozialisten und Kommunisten wurden in Schutzhaft genommen und zum Teil in Konzentrationslagern inhaftiert. Zwei Monate nach der Machtergreifung und vier Tage früher als in anderen Teilen des deutschen Reiches begann in Ostfriesland der Boykott jüdischer Geschäfte. Am 28. März 1933 postierte sich die SA vor den Geschäften. In der Nacht wurden in Emden 26 Schaufensterscheiben eingeworfen, was die Nationalsozialisten später den Kommunisten anlasten wollten.

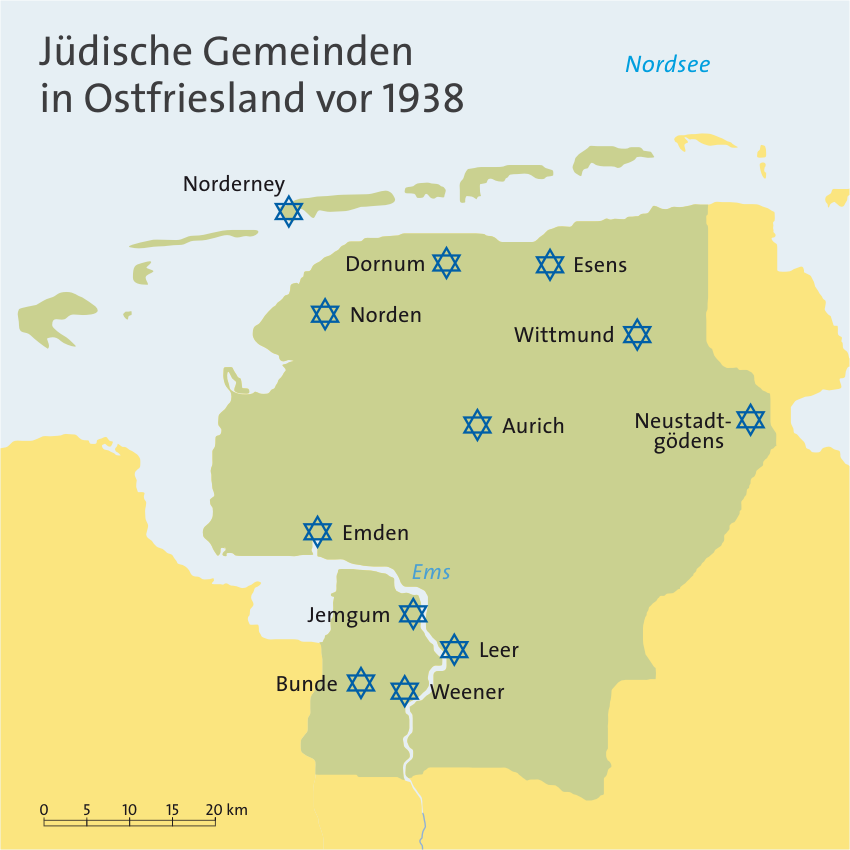
Jüdische Gemeinden in Ostfriesland vor 1938

In der Nacht vom 9. auf den 10. November 1938 beteiligten sich ostfriesische SA-Truppen an den von der Reichsleitung der Nationalsozialisten befohlenen Ausschreitungen gegen die Juden, die später als Reichskristallnacht oder Novemberpogrome 1938 bezeichnet wurden. In dieser Nacht wurden die Synagogen von Aurich, Emden, Esens, Leer, Norden und Weener niedergebrannt. Die Synagoge in Bunde war schon vor 1938 an den Kaufmann Barfs verkauft und abgerissen worden. Die Synagoge von Jemgum war bereits um 1930 verfallen. In damals noch zu Ostfriesland gehörenden Neustadtgödens hatte ein Kaufmann das Gebäude 1938 erworben und nutzte es als Farblager, weshalb die Nazis wahrscheinlich kein Feuer legten. Die Synagoge von Norderney wurde 1938 verkauft, die in Wittmund war im Juni 1938 auf Abbruch verkauft worden. Erhalten ist heute nur noch die Synagoge von Dornum, welche am 7. November 1938 an einen Tischler verkauft wurde. Alle männlichen Juden wurden zusammengetrieben und nach zum Teil stundenlanger Schikane über Oldenburg in das Konzentrationslager Sachsenhausen deportiert, aus dem sie erst nach Wochen zurückkehren konnten.
Die Diskriminierung hielt weiter an, und zwei Jahre später, im April 1940, meldeten die ostfriesischen Städte und Landgemeinden dem Regierungspräsidenten, früher als anderswo im Reich, dass sie „judenfrei“ seien.

### Zweiter Weltkrieg
Die Kriegsvorbereitungen begannen auch in Ostfriesland sehr früh.
Mit Einführung der allgemeinen Wehrpflicht wurden nach Aurich auch Emden und Leer Garnisonsstädte.
Während des Zweiten Weltkrieges war Emden als wirtschaftliches wie industrielles Zentrum Ostfrieslands mehrfach Ziel von Luftangriffen, die jedoch zunächst nur geringere Schäden anrichteten. Am 27. September 1943 fanden in Esens 165 Menschen bei einem Bombenangriff den Tod. Das „Armen- und Arbeiterhaus“ wurde völlig zerstört, im Keller des Gebäudes starben 102 Schul- und Landjahrkinder. Esens – selbst ohne militärische Bedeutung – wurde als so genanntes „Target of Opportunity“ (Gelegenheitsziel) von verirrten Bombern getroffen, die eigentlich Emden als Ziel hatten. Aurich wurde während des Krieges dreimal bombardiert. Dabei kamen 17 Menschen ums Leben und 24 wurden verletzt. Am 6. September 1944 wurde Emden erneut bombardiert. Beim Angriff alliierter Bomber wurden rund 80 Prozent der Innenstadt und damit fast die gesamte historische Bausubstanz zerstört. Emden gehört damit zu den zehn am stärksten vom Bombenkrieg in Mitleidenschaft gezogenen deutschen Städten, bezogen auf den Prozentsatz der zerstörten Wohnungen.

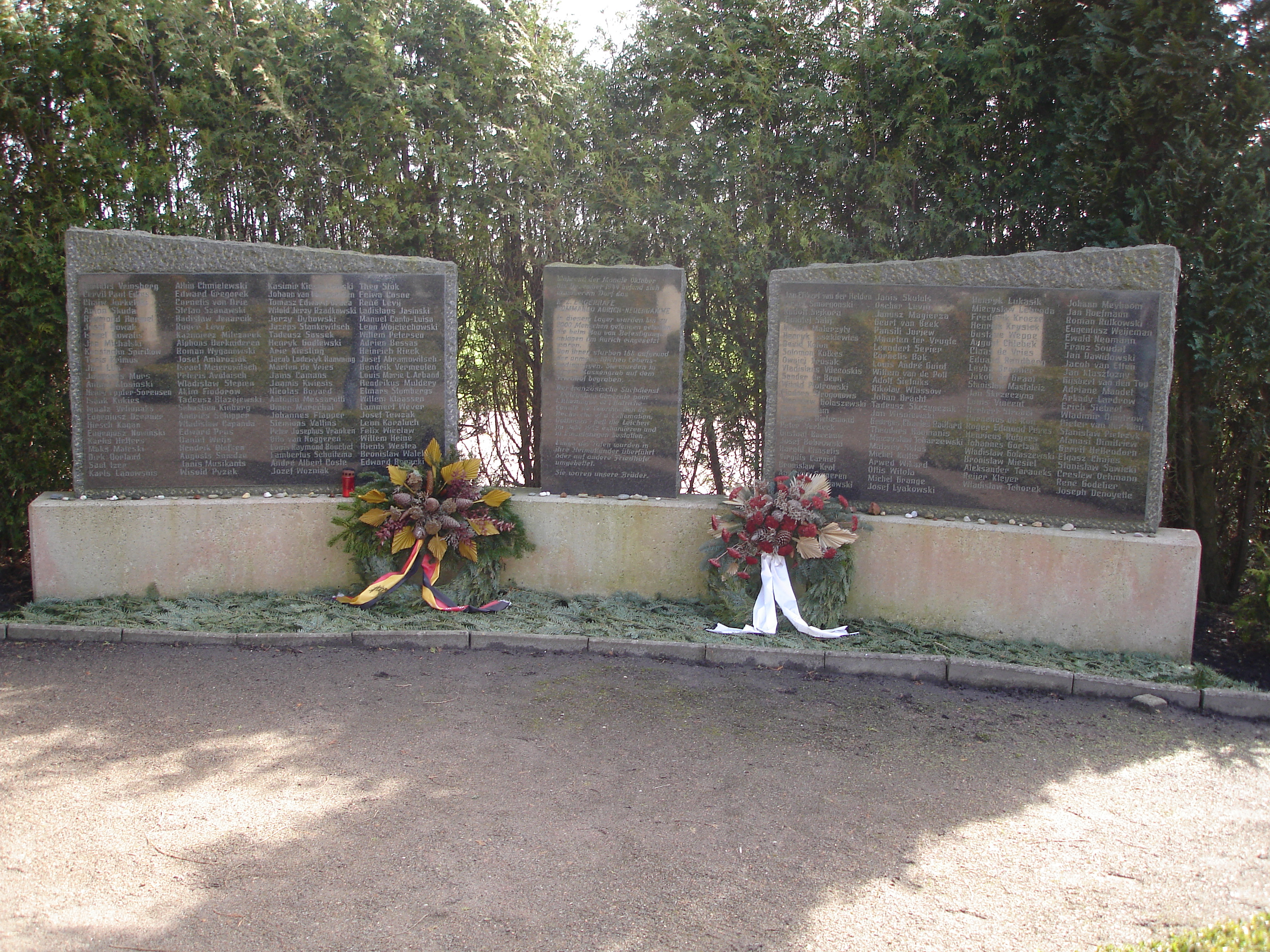
Mahnmal mit den Namen der 188 Opfer des KZ Engerhafe

Gegen Ende des Krieges wurde 1944 das KZ Engerhafe errichtet. Die hier unter unmenschlichen Bedingungen Inhaftierten mussten Panzergräben rund um die zur Festung erklärte Stadt Aurich ausheben. Kurz vor der Fertigstellung der „Rundumverteidigung Aurichs“ wurde das Lager am 22. Dezember 1944 aufgelöst. Innerhalb der zwei Monate seines Bestehens starben 188 Häftlinge.
Ende April 1945 erreichten alliierte Bodentruppen Ostfriesland. Am 30. April wurde Leer von kanadisch-englischen Truppen eingenommen. Bis zum 2. Mai erreichten sie auch Oldersum und Großefehn. Am 3. und 4. Mai 1945 verhandelte eine Delegation aus Aurich erfolgreich mit den heranrückenden Kanadiern über die kampflose Übergabe der Stadt. Die Kampfhandlungen in Aurich wurden dann jedoch auf Grund der Waffenstillstandsverhandlungen auf höherer Ebene eingestellt. Am 4. Mai unterzeichnete Hans-Georg von Friedeburg bei Lüneburg im Auftrag des letzten Reichspräsidenten Karl Dönitz, der sich mit der letzten Reichsregierung nach Flensburg-Mürwik abgesetzt hatte, die Teilkapitulation der Wehrmacht für Nordwestdeutschland, Dänemark und die Niederlande. Die Kampfhandlungen in Ostfriesland endeten damit am 5. Mai 1945 um acht Uhr.

### Nachkriegszeit

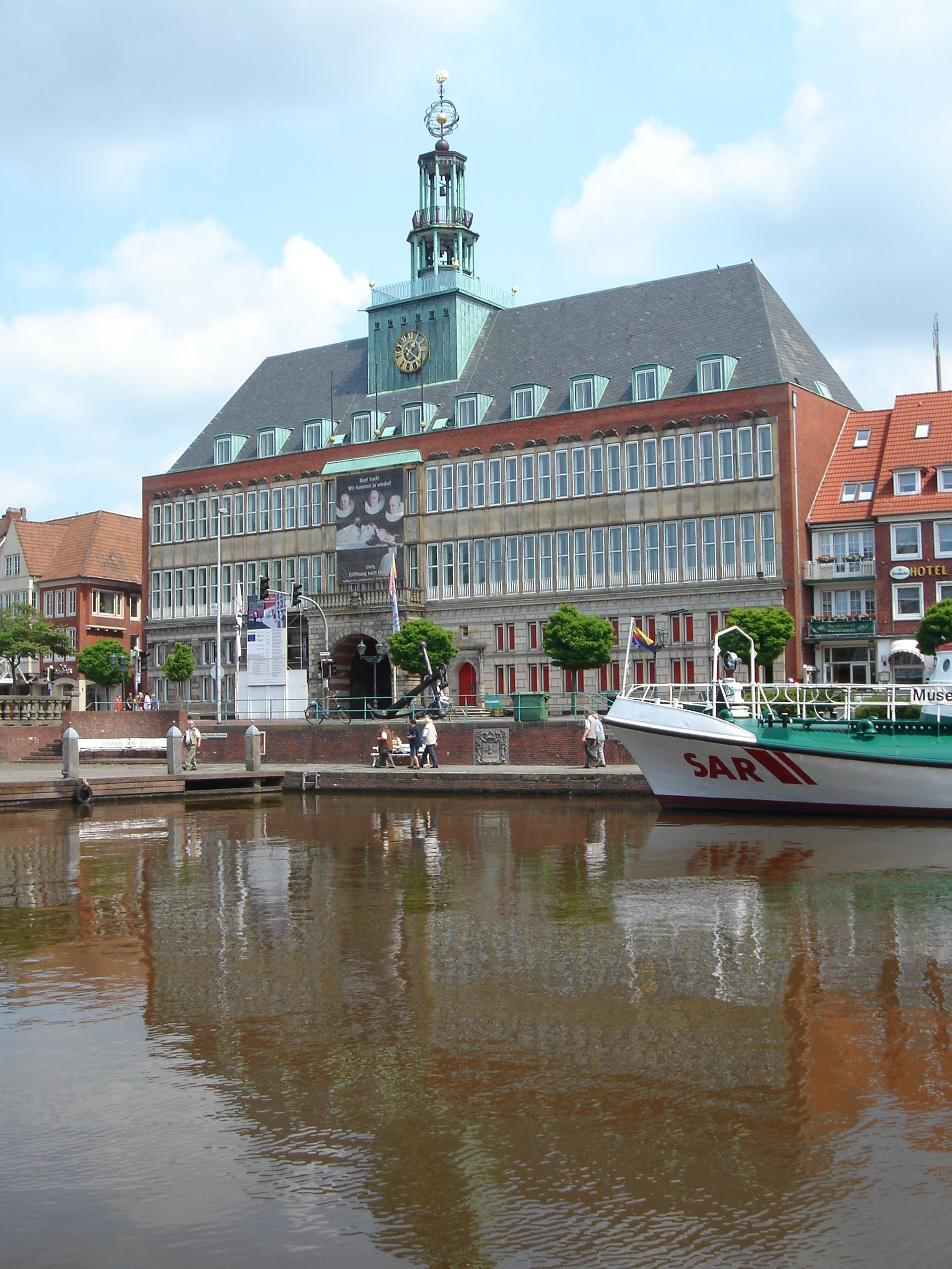
Nach historischem Vorbild in moderner Weise wieder aufgebautes Emder Rathaus (1962)

Nach Ende des Zweiten Weltkrieges wurde Ostfriesland Teil der britischen Besatzungszone. Dabei waren auch kanadische Soldaten in Ostfriesland stationiert. In den Niederlanden gab es Überlegungen, einige Gebiete Deutschlands zu annektieren. Dabei wurde auch Ostfriesland ins Auge gefasst. Insbesondere auf den Dollart, die Emsmündung und Borkum hatten es die Niederlande abgesehen, um Emden vom Seehandel abzuschneiden. Diese Pläne scheiterten jedoch am Widerstand der Westalliierten.
Am 23. August 1946 zerschlugen die Briten das Land Preußen und bildeten aus dessen ehemaliger Provinz Hannover das Land Hannover, aus dem gemeinsam mit den Ländern Braunschweig, Oldenburg und Schaumburg-Lippe bereits am 1. November 1946 das Land Niedersachsen hervorging. Die politische Einheit Ostfrieslands blieb auch nach 1946 unter dem Namen „Regierungsbezirk Aurich“ erhalten; der Bezirk wurde zunächst Teil des Landes Hannover, später Niedersachsens.
Ostfriesland wurde von vielen Flüchtlingen und Vertriebenen aus den Ostgebieten des Deutschen Reiches bevölkert. Lebten 1945 noch etwa 295.600 Einwohner in der Region, waren es ein Jahr später bereits 364.500, 1948 bereits 390.334 Einwohner. 1950 wurde mit 391.570 Einwohnern das vorläufige Maximum erreicht, unter ihnen stellten die Vertriebenen 16,3 Prozent. 1959 hatte Ostfriesland 358.218 Einwohner, davon 38.678 Heimatvertriebene, was einem Anteil von 10,8 Prozent entsprach. Der Wiederaufbau nach dem Krieg dauerte in Emden aufgrund der massiven Zerstörungen am längsten. Noch zu Beginn der 1960er Jahre gab es in der Stadt Barackenlager.

### Wirtschaftswunder, Verwaltungsreformen, kulturelles Eigenbewusstsein

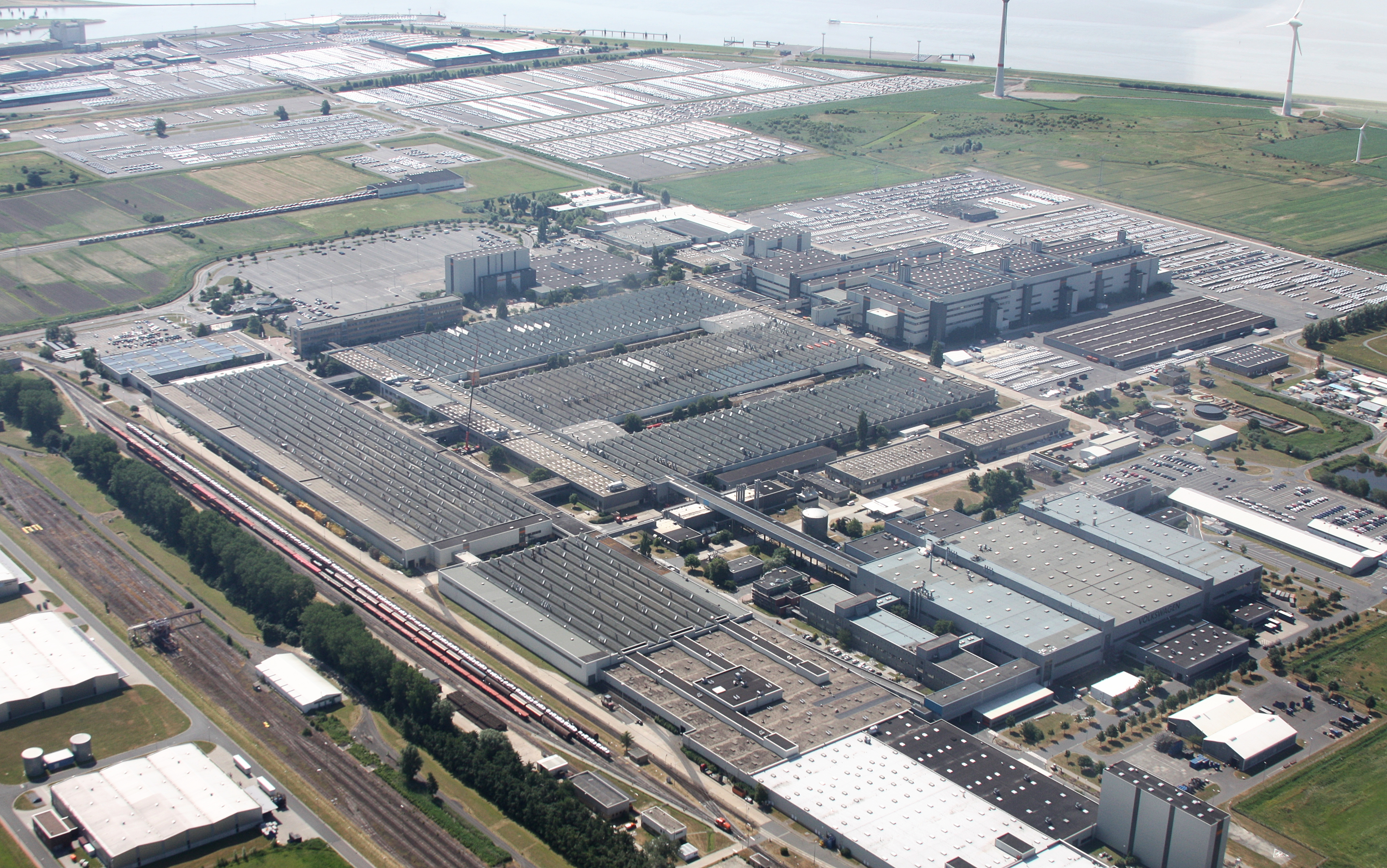
Luftbild des Volkswagenwerks in Emden, im Hintergrund links der Teil des Hafens, in dem der Autoumschlag stattfindet

Im Zuge der niedersächsischen Kommunalreform wurde 1972 die vormals ostfriesische Gemeinde Gödens in die oldenburgische Gemeinde Sande eingegliedert. Umgekehrt wurde der Ort Idafehn, der zuvor zur Gemeinde Strücklingen im Landkreis Cloppenburg gehört hatte, 1974 der Gemeinde Ostrhauderfehn im Landkreis Leer zugeschlagen. 1977 gab es letzte kleinere Änderungen im Bereich der Grenze zwischen den Gemeinden Ostrhauderfehn und Saterland. Innerhalb Ostfrieslands wurden viele kleine Gemeinden mit einer teils nur dreistelligen Einwohnerzahl zu größeren Gemeinden oder Samtgemeinden verschmolzen. Auch haben Städte in größerem Umfang umliegende Gemeinden eingegliedert. Damit war im Wesentlichen der heutige Zustand hergestellt.
Zum 31. Januar 1978 wurde der Regierungsbezirk Aurich mit den Bezirken Osnabrück und Oldenburg im Regierungsbezirk Weser-Ems zusammengefasst. Seither ist Ostfriesland somit keine eigenständige Verwaltungseinheit mehr. Lediglich die Ostfriesische Landschaft als Landschaftsverband ist weiterhin ostfrieslandweit tätig – politisch jedoch lediglich auf dem Gebiet der Kulturpolitik, wozu unter anderem die Pflege des Plattdeutschen, die Aufarbeitung der Geschichte Ostfrieslands, die Bewahrung des Kulturerbes und seit 2006 auch Teile des Regionalmarketings gehören. „Die Landschaft“, wie sie kurz genannt wird, ist eine Körperschaft des öffentlichen Rechts und ein höherer Kommunalverband, jedoch explizit keine Gebietskörperschaft. Die Landschaftsversammlung als oberstes Organ setzt sich aus gewählten Vertretern zusammen, die von den drei Kreistagen und dem Emder Stadtrat zu benennen sind und versteht sich als identitätsstiftende Institution aller Ostfriesen. Unter den Landschaften und Landschaftsverbänden in Niedersachsen ist die Ostfriesische Landschaft, 1464 entstanden, mit weitem Abstand die älteste – alle anderen wurden erst im 20. Jahrhundert gegründet.
1964 wurde mit dem Bau des Volkswagenwerks Emden begonnen, dem bis heute wichtigsten Industriebetrieb der Region. 1977 lief dort der letzte in Deutschland gebaute VW Käfer vom Montageband. 1984 wurde in Aurich der Windenergieanlagenhersteller Enercon gegründet, der heute etwa 3000 Beschäftigte in Ostfriesland zählt. In den 1980er Jahren begann der Aufstieg Leers zum zweitgrößten deutschen Seereedereistandort nach Hamburg.
Ende der 1960er Jahre ist der Ostfriesenwitz aufgekommen; seine Entstehungsgeschichte erklärt, warum es diese Witze nur über die Ostfriesen gibt und nicht auch über die Nordfriesen.
Mit der Nordseehalle in Emden (1972), der Kunsthalle in Emden (1986), der Johannes a Lasco Bibliothek in Emden (1995) und kleineren Museen in anderen ostfriesischen Orten wurde die kulturelle Infrastruktur seit Anfang der 1970er Jahre stark ausgebaut.

### 21. Jahrhundert
Zu Beginn der 2000er Jahre traf die Werftenkrise Ostfriesland. So stellten in Emden die Cassens-Werft 2018 und die Nordseewerke nach mehreren Eigentümerwechseln unter dem Namen Fosen Yards 2022 ihren Betrieb ein. Im Bereich der Windkraftindustrie kündigte Enercon 2019 einen massiven Stellenabbau an. Demgegenüber will Volkswagen kräftig in seinen Standort Emden investieren: Im Zuge der Umstellung auf die Produktion von Elektroautos sollen etwa eine Milliarde Euro nach Emden fließen. Eine weitere Großinvestition kündigte die EWE 2022 an. Der regionale Energieversorger will in Emden für eine knappe halbe Milliarde Euro eine Großanlage zur Produktion von Wasserstoff bauen.
Die Corona- und die Energie-Krise nach dem Russischen Überfall auf die Ukraine 2022 trafen die Tourismusbranche und den Einzelhandel in Ostfriesland schwer.
Mit dem Neubau der B 210 zwischen der Anschlussstelle Riepe (A 31) und Aurich sowie einer Ortsumgehung für die Stadt Aurich will das Land Niedersachsen die Anbindung des mittelostfriesischen Raumes und der Stadt Aurich an das Autobahnnetz sowie die touristische Erschließung der Region verbessern. Das Vorhaben wird intensiv diskutiert und spaltet Ostfriesland in Gegner und Befürworter. Der Fahrgastverband Pro Bahn, das Nahverkehrsbündnis Niedersachsen und Teile der Politik sprechen sich weiterhin für einen Bahnanschluss für Aurich aus. Auch eine Reaktivierung der Strecke Esens – Norden steht im Raum.
Als Küstenregion ist Ostfriesland besonders stark vom Klimawandel betroffen. Dabei sorgt der steigende Meeresspiegel für Probleme im Küstenschutz und der Entwässerung. Während Klimadeiche die Region vor Anstieg des Meeresspiegels schützen sollen, befürchten Experten, dass der Wasserstand der Nordsee um 2060 so hoch ist, dass das überschüssige Wasser aus dem Binnenland nicht mehr von selbst abfließen kann. Dieses müsste dann mit viel Energie und unter hohen Kosten ins Meer gepumpt werden. Problematisch wird auch die ungleiche Verteilung des Niederschlags: Im Winter wird es erheblich mehr regnen, im Sommer dagegen weniger. Die daraus folgende Trockenheit könnte Folgen für die Landwirtschaft haben, weshalb das Oberflächenwasser im Sommer in Poldern zwischengespeichert werden soll. Darüber hinaus sollen die Speicher bei Starkregen überschüssiges Wasser aufnehmen und vor Überschwemmungen schützen.

## Politik
Die Funktionen des ehemaligen Regierungsbezirks Aurich haben weitgehend die Landkreise Leer, Aurich und Wittmund sowie die kreisfreie Stadt Emden übernommen, sofern sie nicht auf das Land Niedersachsen oder (bis zu dessen Auflösung im Jahr 2004) auf den Regierungsbezirk Weser-Ems übergegangen sind.
Im Jahr 2005 begann in den ostfriesischen Kreistagen eine Diskussion über einen möglichen Zusammenschluss zu einem „Landkreis Ostfriesland“. 2006 wurde von regionalen SPD- und CDU-Politikern stattdessen vorgeschlagen, aus Vertretern der vier Landkreise und zwei kreisfreien Städte auf der ostfriesischen Halbinsel, also inklusive Friesland und Wilhelmshaven, einen Regionalrat Ostfriesland zu bilden. Allerdings haben Friesland und Wilhelmshaven von einer Teilnahme abgesehen. Vertreter aus den drei ostfriesischen Kreistagen und dem Emder Stadtrat haben im August 2010 in einer konstituierenden Sitzung den Regionalrat gegründet, erster Vorsitzender wurde der SPD-Bundestagsabgeordnete Garrelt Duin aus Hinte. Ziel des Regionalrates ist es, die Interessen der Region mit einer Stimme gegenüber dem Land Niedersachsen, dem Bund und der EU zu vertreten. Welche inhaltliche Verantwortung der Regionalrat darüber hinaus übernehmen soll, wird noch entschieden. Es bestand der Plan im Rahmen der Kommunalwahl 2011 den Regionalrat von den Ostfriesen selbst wählen zu lassen; diese Wahl kam jedoch nicht zustande, da zwei Kreistage (Leer und Wittmund) keine Beschlüsse gefasst haben. Die Beteiligten strebten aber eine Direktwahl zur dann folgenden Kommunalwahl an. Am 24. April 2015 beschloss der Hauptausschuss des Regionalrates die Auflösung des Gremiums.

### Wahlen

Bei Bundestagswahlen (hier: Erststimmen 2025) ist der Wahlkreis Aurich/Emden (links oben) eine der ausgeprägtesten SPD-Hochburgen in Deutschland.

Landtagswahl 2022: Die SPD holte in vier der fünf ostfriesischen Wahlkreise (links oben) die Erststimmen-Mehrheit, lediglich im Wahlkreis Leer setzte sich der CDU-Kandidat durch.

Bei Wahlen ist Ostfriesland insgesamt eine traditionelle SPD-Hochburg. Bei der Wahl 2005 erreichte die SPD im Bundestagswahlkreis Aurich – Emden mit 55,9 Prozent das höchste Zweitstimmenergebnis in ganz Deutschland. Auch im Bundestagswahlkreis Unterems (Landkreis Leer/nördlicher Landkreis Emsland) erreicht die SPD im ostfriesischen Teil besonders hohe Anteile, im Gegensatz zum katholisch geprägten Emsland, das ungefähr die andere Hälfte dieses Wahlkreises bildet und wo die CDU die deutliche Mehrheit der Stimmen holte. Im Bundestagswahlkreis Friesland – Wilhelmshaven, zu dem auch der Landkreis Wittmund zählt, gewann ebenfalls traditionell die SPD – auch wenn die CDU im Landkreis Wittmund selbst vor der SPD lag. Der Landkreis Wittmund war bis 2010 auch der einzige mit einem CDU-Landrat, in den anderen drei Kommunen stellt die SPD die Hauptverwaltungsbeamten. Im Landkreis Wittmund wurde Landrat Matthias Köring bei seiner Wahl 2010 von CDU, SPD und FDP unterstützt.
Bei der Bundestagswahl 2017 war die SPD mit 37,8 Prozent stärkste politische Kraft der Region. Die CDU verlor stark und konnte 28 Prozent der Wählerstimmen auf sich vereinen. Es folgen die AfD mit 9,1 Prozent, Grünen mit 7,4 Prozent sowie Die Linke mit 7,2 Prozent. Die FDP übersprang auch in Ostfriesland mit 7,1 Prozent der Wählerstimmen die Fünf-Prozent-Marke deutlich. Im Parlament ist die Region künftig mit drei Abgeordneten vertreten. Im Bundestagswahlkreis Aurich – Emden wurde Johann Saathoff von der SPD direkt gewählt. Im Wahlkreis Unterems setzte sich die CDU-Abgeordnete Gitta Connemann aus Leer gegen den SPD-Kandidaten Markus Paschke aus Riepe durch. Direkt gewählte Abgeordnete im Bundestagswahlkreis Friesland – Wilhelmshaven ist Siemtje Möller von der SPD. Über die Landesliste der Parteien gelang keinem Kandidaten aus der Region der Einzug in den Bundestag.
Die Bundestagswahl 2021 gewann erneut die SPD. Im Bundestagswahlkreis Aurich – Emden wurde ihr Kandidat Johann Saathoff mit 52,8 % wiedergewählt. Er erhielt hiermit bundesweit das beste Erststimmenergebnis. Von den Zweitstimmen konnte die SPD 43,3 Prozent auf sich vereinen. Die CDU erlitt starke Verluste und rutschte auf 17,7 Prozent ab. 13 Prozent entfielen auf die Grünen, 8,9 Prozent der abgegebenen Stimmen auf die FDP. Die AfD erzielte ein Ergebnis von 8,2 Prozent. Alle anderen Parteien blieben unter der fünf-Prozent-Hürde. Im Bundestagswahlkreis Friesland – Wilhelmshaven – Wittmund konnte Siemtje Möller (SPD) ihr Mandat verteidigen. Bei den Zweitstimmen ergab sich folgendes Bild: SPD 38 Prozent, CDU 21,5 Prozent, Grüne 12,8 Prozent, FDP 10,4 Prozent, AfD. 8,2 Prozent. Alle anderen Parteien blieben unter der fünf-Prozent-Hürde. Im Bundestagswahlkreis Unterems, der auch den Landkreis Leer umfasst, verteidigte Gitta Connemann ihr Direktmandat. Bei den Zweitstimmen lag die SPD mit 34 Prozent vor der CDU, die starke Verluste einfuhr und bei 29,9 Prozent landete. Die Grünen erhielten 10,7 Prozent. 10,1 Prozent entfielen auf die FDP und 8,2 Prozent auf die AfD. Alle anderen Parteien blieben unter der fünf-Prozent-Hürde. Über die Landeslisten ihrer Parteien zogen Anja Troff-Schaffarzyk (SPD, Wahlkreis Unterems), Julian Pahlke (Grüne, Wahlkreis Unterems), Anne Janssen (CDU, Wahlkreis Friesland-Wilhelmshaven-Wittmund) und Joachim Wundrak (AfD, Wahlkreis Friesland-Wilhelmshaven-Wittmund) in den Bundestag ein.
Seit der Bundestagswahl 2025 vertreten folgende Abgeordnete Ostfriesland und die angrenzenden Nachbarregionen, mit denen es bei den Wahlkreisen Überschneidungen gibt, im Deutschen Bundestag: Johann Saathoff (SPD), Anne Janssen (CDU), Anja Troff-Schaffarzyk (SPD), Martin Sichert (AfD), Siemtje Möller (SPD), Gitta Connemann (CDU) und Martina Uhr (AfD).
Bei der Bundestagswahl erzielte Johann Saathoff (SPD) im Wahlkreis 24 Aurich-Emden mit 41,2 Prozent der Erststimmen das beste Ergebnis seiner Partei auf Bundesebene. Allerdings verlor er im Vergleich zur vorherigen Wahl rund 12 Prozentpunkte. Die SPD blieb in seinem Wahlkreis auch bei den Zweitstimmen führend.
Im Wahlkreis Friesland-Wilhelmshaven-Wittmund setzte sich Siemtje Möller (SPD) mit 35,4 Prozent der Stimmen durch. Dennis Rohde (SPD) gewann im Wahlkreis Oldenburg-Ammerland mit 34,4 Prozent, während sein Konkurrent von der CDU, Stephan Albani, etwa 24 Prozent erreichte.
Bei den Zweitstimmen gab es in beiden Wahlkreisen jedoch einen knappen Vorsprung für die CDU. In Oldenburg trennten die beiden Parteien lediglich 50 Stimmen, während die CDU in Friesland-Wilhelmshaven-Wittmund mit weniger als einem Prozentpunkt Vorsprung vor der SPD lag.
Ein bemerkenswertes Ergebnis zeigte sich in der Gemeinde Großheide im Landkreis Aurich: Hier erreichte die AfD knapp 28 Prozent der Stimmen und wurde stärkste Kraft. In zahlreichen weiteren Regionen belegte sie mindestens den dritten Platz.
Ostfriesland ist seit der Landtagswahl in Niedersachsen 2022 bis Dezember 2024 (Meta Janssen-Kucz legte ihr Mandat nieder) mit sieben Abgeordneten im Landtag vertreten: Für die SPD zogen Nico Bloem (Wahlkreis 84, Leer/Borkum), Matthias Arends (Wahlkreis 85, Emden/Norden), Wiard Siebels (Wahlkreis 86, Aurich) und Karin Emken (Wahlkreis 87, Wittmund/Inseln), sowie der CDU-Politiker Ulf Thiele (Wahlkreis 83, Leer) direkt in das Parlament ein. Über die Landeslisten stellt die CDU mit Saskia Buschmann (Aurich) und die Grünen mit Meta Janssen-Kucz (Leer) zwei weitere Abgeordnete. Janssen-Kucz legte ihr Mandat im Dezember 2024 nieder. Ostfrieslandweit (alle fünf Wahlkreise zusammen) wurde die SPD stärkste Kraft vor der CDU.

### Wappen und Flagge

#### Das gräfliche Wappen

Das von Graf Rudolf Christian eingeführte Wappen Ostfrieslands, mit dem seit dem 19. Jahrhundert üblichen Wappenspruch

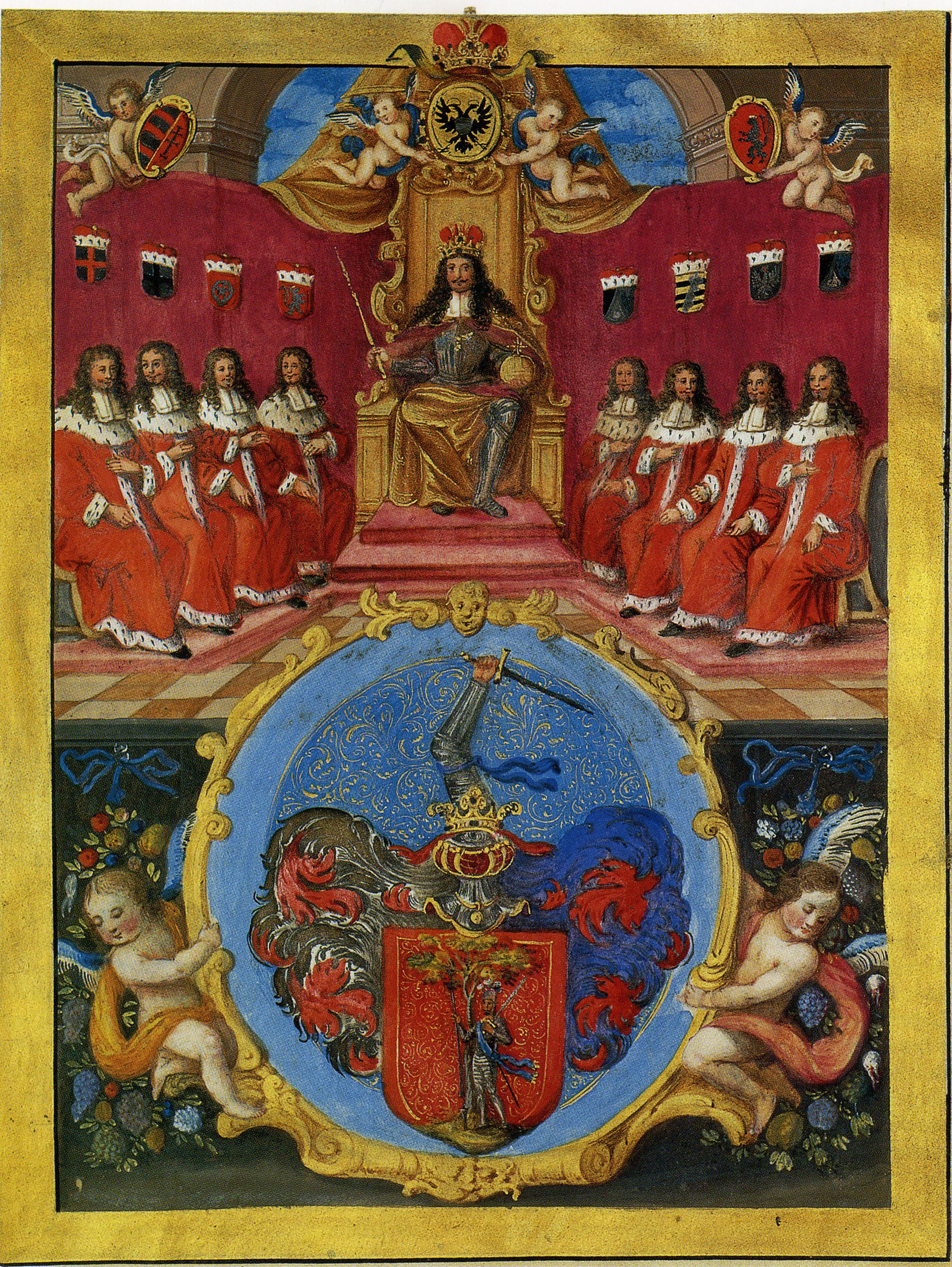
Das 1678 von Kaiser Leopold I. verliehene Upstalsboomwappen

Flagge Ostfrieslands

Ein offizielles ostfriesisches Landeswappen gibt es heute nicht mehr, da Ostfriesland als Gebietskörperschaft nicht mehr existiert. In der allgemeinen Öffentlichkeit wird heutzutage das sechsfeldrige Vollwappen des ostfriesischen Grafen- und Fürstenhauses benutzt, so wie es 1625 durch Graf Rudolf Christian eingeführt wurde. Bis 1600 (Berumer Vergleich) war das Wappen vierfeldrig, ohne die beiden unteren für das Harlingerland stehenden Felder. Das Fürstenhaus Cirksena benutzte das sechsfeldrige Wappen bis zu seinem Aussterben 1744. Nach 1744 fand das Cirksenawappen Aufnahme in das preußische Wappen.
Dieses Wappen vereint in sich die Wappen der wichtigsten ostfriesischen Häuptlingsfamilien bzw. die von ihnen ursprünglich beherrschten Landesteile. Für die Familie Cirksena soll dieses die Legitimation ihrer Herrschaft ausdrücken. Es zeigt (unheraldisch von links oben bis rechts unten):
- das Wappen der Cirksena aus Greetsiel, den goldenen, gekrönten Jungfrauenadler, begleitet von vier goldenen Spornrädern in schwarzem Feld. Die Spornräder stehen für die Familie Itzinga. Territorial steht dies für das Emsigerland und das westliche Norderland,
- das Wappen der tom Brok, einen goldenen, auf Haupt und Flügeln gekrönten Adler. Territorial steht dies für das Brokmer- und Auricherland,
- die Wappensymbole der Familien Tzyerza (Rautenbalken) und Mertenesna (Mondsicheln). Territorial stehen beide für das östliche Norderland (Berum). Aus dem Namen der Familie Tzyerza wurde nach vielen Schreibweisen schließlich der Familienname Cirksena.
- das Wappen des Häuptlings Focko Ukena aus Leer, ein rechtsaufgerichteter silberner Löwe auf blauem Grund mit einer gestürzten goldenen Krone um den Hals. Territorial steht dies für das südliche Ostfriesland (Reider-, Mormer-, Lengener- und Overledingerland),
- das Wappen der Attena aus Esens, der rechtsaufgerichtete, rot bewehrte schwarze Bär mit goldenem Halsband auf goldenem Grund. Territorial steht dies für Esens und Stedesdorf,
- das Wappen des Attena-Häuptlings Hero Omken aus dem Harlingerland, zwei goldene schräggekreuzte zweisträngige Geißeln im blauen Feld. Territorial steht es für Wittmund.

Die drei gekrönten Bügelhelme über dem ostfriesischen Wappen sind Bestandteile der Wappen der Cirksena (mittlerer Helm, welcher als Helmzier eine goldene Lilie vor sechs goldenen Straußenfedern trägt) und des Harlingerlandes (rechter Helm mit zwei schräggekreuzten Geißeln und eine Lilie) sowie der Grafen von Rietberg (mit rot-goldener Helmdecke sowie einem goldenen Adlerrumpf mit rotem Flug). Der Wappenspruch Eala Frya Fresena deutet auf die Tradition der friesischen Freiheit hin. Die Verknüpfung mit dem fürstlichen Wappen erfolgte erst nach 1843 auf Initiative der Ostfriesischen Landschaft.

#### Das ständische Wappen
Aus der freiheitlichen Tradition der Friesen heraus entwickelte sich in der Grafschaft Ostfriesland eine starke Stellung der Standesversammlung. Die Landstände hatten neben den Grafen und Fürsten umfangreiche landesherrliche Rechte. Diesem Umstand trug Kaiser Leopold I. mit einem im alten Reich einmaligen Vorgang Rechnung, als er der Ostfriesischen Landschaft am 14. Januar (Julianischer Kalender) (der 24. Januar 1678 nach dem Gregorianischen Kalender, dieser wurde in den protestantischen Landesteilen erst 1700 eingeführt) ein eigenes Wappen verlieh. Dieses Upstalsboom-Wappen wird bis heute von der Landschaft verwendet.
Auf einem roten Schild zeigt es einen grünen Eichenbaum auf einem grünen Hügel (als Sinnbild für den Upstalsboom), daneben stehend einen geharnischten Mann, eine Lanze in seiner rechten und einen Degen in seiner linken Hand, mit zwei weißen und zwei blauen Federn gezierten Bügelhelm auf dem Haupt.

#### Die ostfriesische Flagge
Die ostfriesische Flagge zeigt drei gleich breite Querstreifen in den Farben schwarz, rot und blau. Diese Farben sind der Helmzier des gräflichen Wappen entnommen: Schwarz ist die Grundfarbe des Cirksena-Wappens, das Rot entstammt dem Wappen der Grafen von Rietberg und Blau steht für das Harlingerland.
Im Gegensatz zum gräflichen Wappen hat die populäre ostfriesische Flagge heute wieder offiziellen Status, da sie von der Ostfriesischen Landschaft im Jahr 1989 offiziell angenommen wurde. Im privaten Gebrauch wird die Flagge fast ausschließlich mit dem gräflichen Wappen verwendet und vor vielen Häusern in Ostfriesland gehisst.

## Kultur

### Sprache

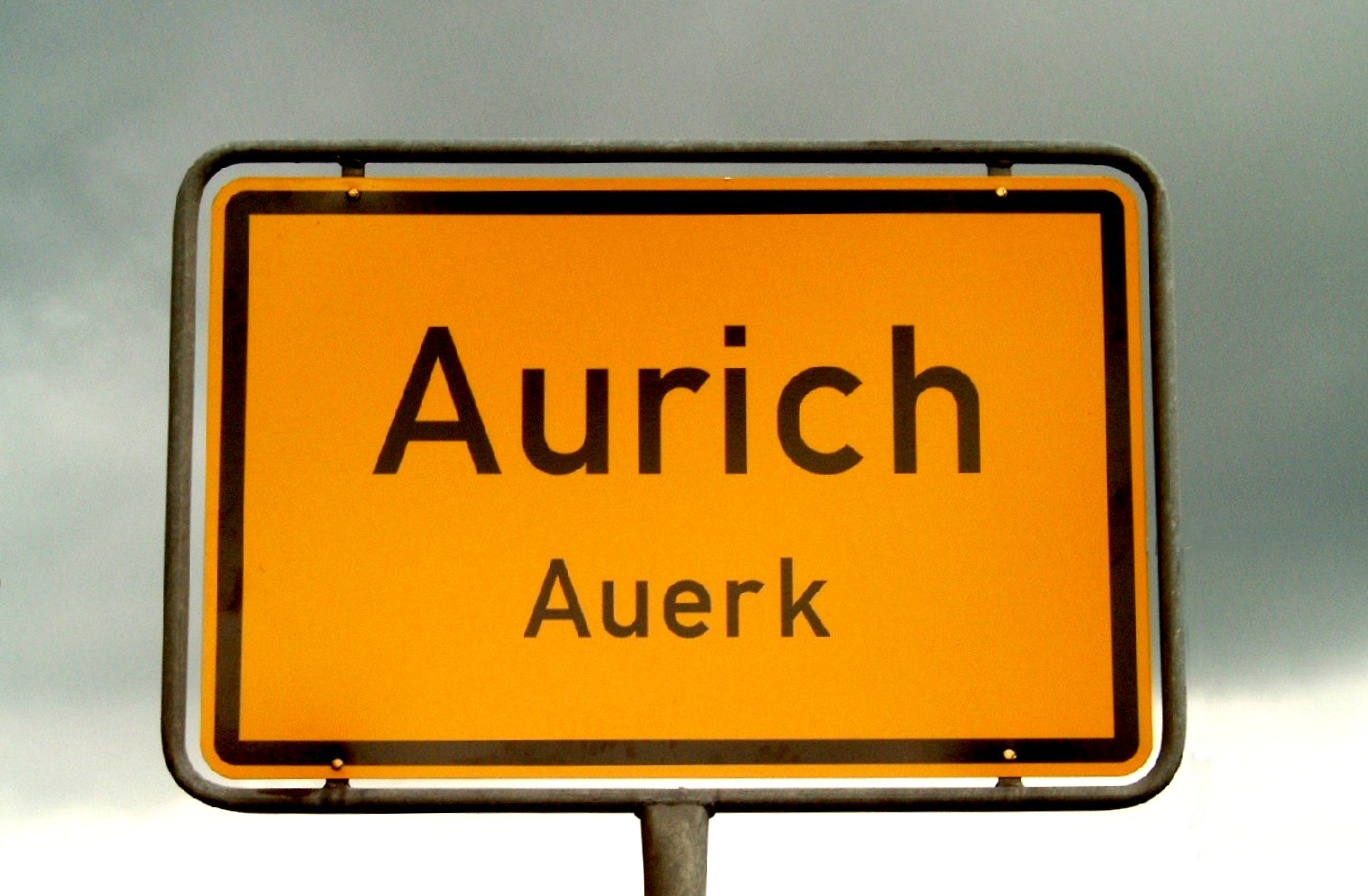
Zweisprachiges Ortsschild Aurich (Auerk)

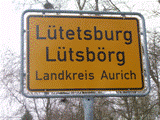
Zweisprachiges Ortsschild Lütetsburg (Lütsbörg)

Die Volkssprache in Ostfriesland ist das Ostfriesische Platt, eine nordniedersächsische Variante der niederdeutschen Sprache. Ostfriesland gehört heute zu den wenigen noch relativ intakten Sprachgebieten des Niederdeutschen, gilt aber auch als dialektales Rückzugsgebiet. Genaue Sprecherzahlen liegen nicht vor. Nach den Ergebnissen einer Studie verstehen mindestens 80 Prozent der Menschen in Ostfriesland Plattdeutsch. Etwa 50 Prozent sprechen die Sprache aktiv. Dabei gibt es im Ergebnis einer 2007 im Auftrag der Ostfriesischen Landschaft durchgeführten Umfrage ein starkes Altersgefälle: Während die über 40-Jährigen angaben, zu 60 bis 88 Prozent platt sprechen zu können, waren es bei den unter 30-Jährigen 24 Prozent.
Die Zweisprachigkeit wird von der Ostfriesischen Landschaft gefördert, beispielsweise durch Hilfe bei der zweisprachigen Unterrichtung in Kindergärten und Grundschulen durch das Plattdütskbüro. Auch Vereine wie Oostfreeske Taal (Ostfriesische Sprache) sind auf diesem Gebiet aktiv, zudem geben regionale Verlage Bücher auf Plattdeutsch heraus. In Zeitungen und Zeitschriften erscheinen regelmäßig Artikel auf Plattdeutsch, und von 1992 bis 2018 gab es eine Zeitschrift namens Diesel, die vollständig in ostfriesischem Plattdeutsch erschien und die neben Unterhaltung und Kulturnachrichten moderne Lyrik und Prosa veröffentlicht hat. Seit dem Jahr 2004 dürfen einige Gemeinden und Städte in Ostfriesland zweisprachige Ortsschilder aufstellen, dies sind unter anderem die Städte Aurich (Auerk) und Norderney (Nörderneei) sowie die Gemeinden Großheide (Grootheid), Wirdum (Ostfriesland) (Wir’m) und Lütetsburg (Lütsbörg). In weiten Gebieten haben sich allerdings die plattdeutschen Ortsnamen erhalten (Beispiele: Möhlenwarf, Moorhusen, Suurhusen, Rechtsupweg), so dass keine zweisprachigen Schilder notwendig sind.
Die ursprüngliche Volkssprache in Ostfriesland war jedoch nicht Niederdeutsch, sondern die zum Friesischen gehörende ostfriesische Sprache. Mit der Reformation kamen schließlich die hochdeutsche Sprache und – besonders im calvinistischen Westen Ostfrieslands – das Niederländische ins Land. Auch aus der nur kurz währenden Franzosenzeit haben sich einige sprachliche Relikte erhalten. Im späten 19. Jahrhundert hielt die deutsche Sprache auch in den calvinistischen Gemeinden Einzug. Spätestens in dieser Zeit gerieten auch die abgelegensten Gebiete Ostfrieslands unter hochdeutschen Einfluss, und das Standarddeutsche begann sich durchzusetzen.
Durch diese bewegte Sprachgeschichte hebt sich das Ostfriesische Platt in der Aussprache wie im Wortschatz von den Nachbardialekten ab. Das Friesische und das Niederländische haben ihre Spuren hinterlassen, aber auch der niederdeutsche Kern der Sprache gilt als relativ konservativ. Durch seine isolierte Lage bewahrt das ostfriesische Niederdeutsch manche alte niederdeutsche Wörter wie fuul (schmutzig), Penn ((Schreib-)Feder), quaad (böse); es enthält außerdem noch eine Anzahl friesischer Wörter und Formen wie die Personalpronomen hör (sie) und hum (ihn/ihm), sowie Bezeichnungen wie Gulf (Scheunenteil), Heff (Wattenmeer), Jier (Jauche) usw., und schließlich (besonders im westlichen Teil) hat es eine Reihe Wörter aus dem Niederländischen aufgenommen wie Bahntje (Anstellung, Posten; ndl. baan), Patries (Rebhuhn; ndl. patrijs) oder Ühr (Stunde; ndl. uur).
Die alte ostfriesische Sprache hat sich nur außerhalb Ostfrieslands erhalten. Im jahrhundertelang schwer zugänglichen Saterland, einer südöstlich von Ostfriesland gelegenen ehemaligen „Insel“ im Moor, sprechen bis heute etwa 2000 Menschen Saterfriesisch. Im Gegensatz zu den Groninger Ommelanden, wo der Verlust der ostfriesischen Sprache auch zu einem Verlust der friesischen Identität führte, ist das friesische Selbstbewusstsein in Ostfriesland nach wie vor stark ausgeprägt und nicht so stark mit der Regionalsprache verknüpft wie in Nord- und Westfriesland.
Der Standardgruß in Ostfriesland ist „Moin“ und wird zu jeder Tages- und Nachtzeit benutzt. Dabei gilt Moin in Ostfriesland auch durchaus als formelle Grußformel, während in anderen Gegenden Norddeutschlands häufig in formeller Umgebung auf „Guten Tag“ o. ä. zurückgegriffen wird. Die Herkunft des recht jungen Grußes Moin ist nach wie vor ungeklärt, er trat allerdings zuerst in Ost- und Nordfriesland auf. Gestützt wird die These, dass der Ursprung von Moin in Ostfriesland zu suchen ist, durch die erste schriftliche Erwähnung des Grußes in Wiard Lüpkes Ostfriesischen Wörterbuch aus dem Jahr 1932. Die gängigsten Theorien gehen von einer Herkunft aus dem niederländischen/niederdeutschen „Mojen Dag“ („Schönen Tag“) oder von einer schrittweisen Verkürzung von „En goden Mörgen“ („Einen guten Morgen“) aus. Gegen die erste Herleitung spricht allerdings, dass das „oi“ in Moin mit einem kurzen o gesprochen wird ([mɔɪn]), während es in moi lang ist ([mo:i]). Gegen die zweite Theorie spricht die Verwendung des Grußes rund um die Uhr, und nicht nur am Morgen. Parallel zu Moin existieren lokal begrenzt weitere traditionelle Grußformeln, etwa „Mui“ im Rheiderland oder „He“ auf Norderney.

### Sehenswürdigkeiten

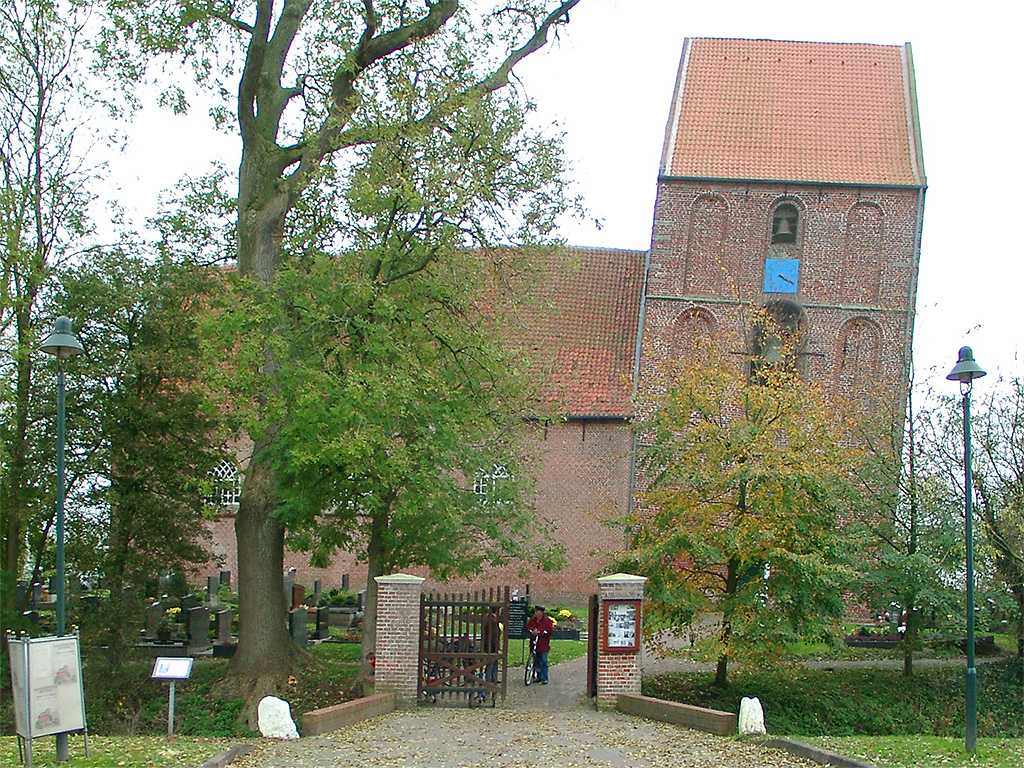
Der schiefe Kirchturm von Suurhusen

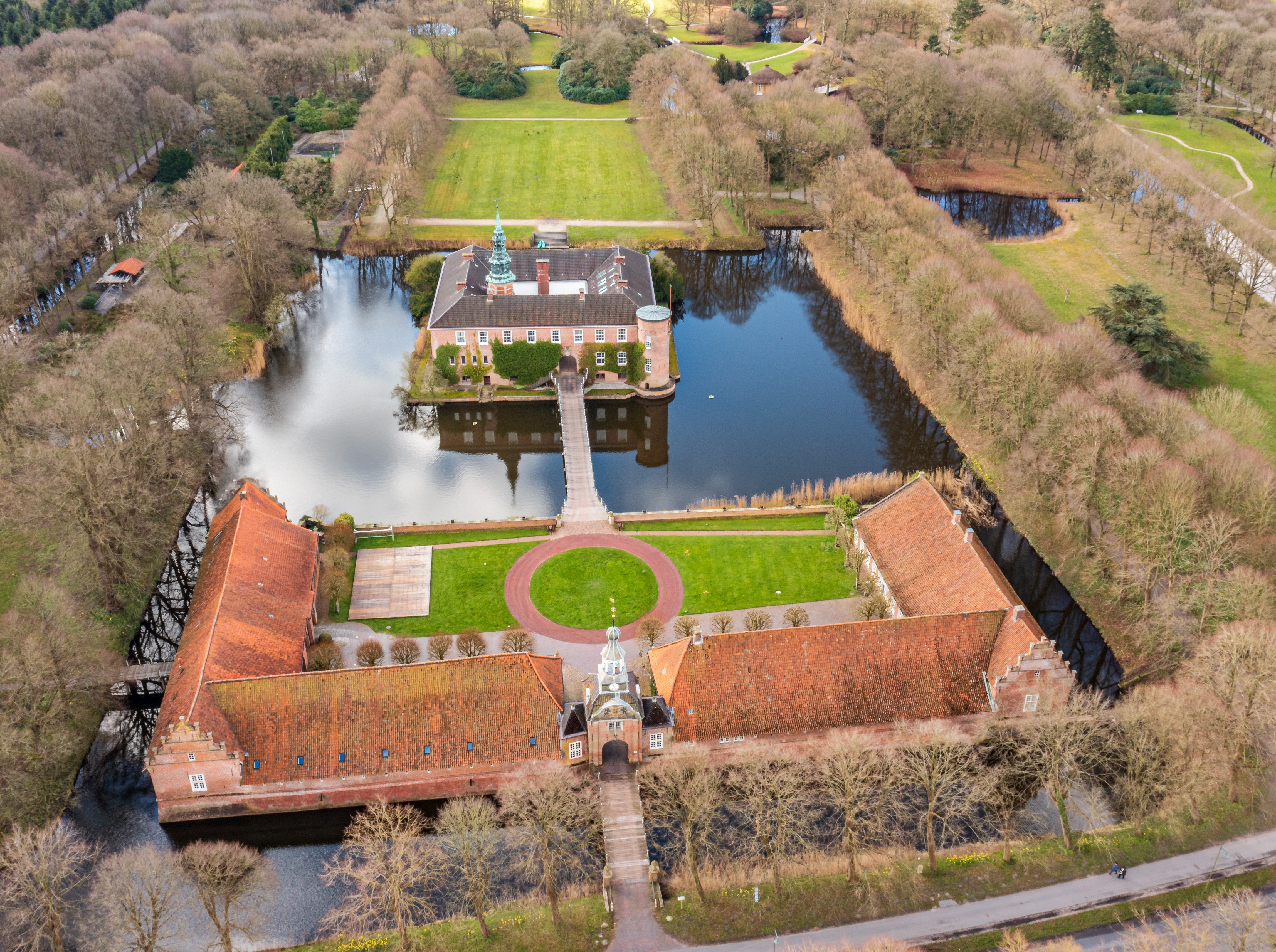
Schloss Lütetsburg

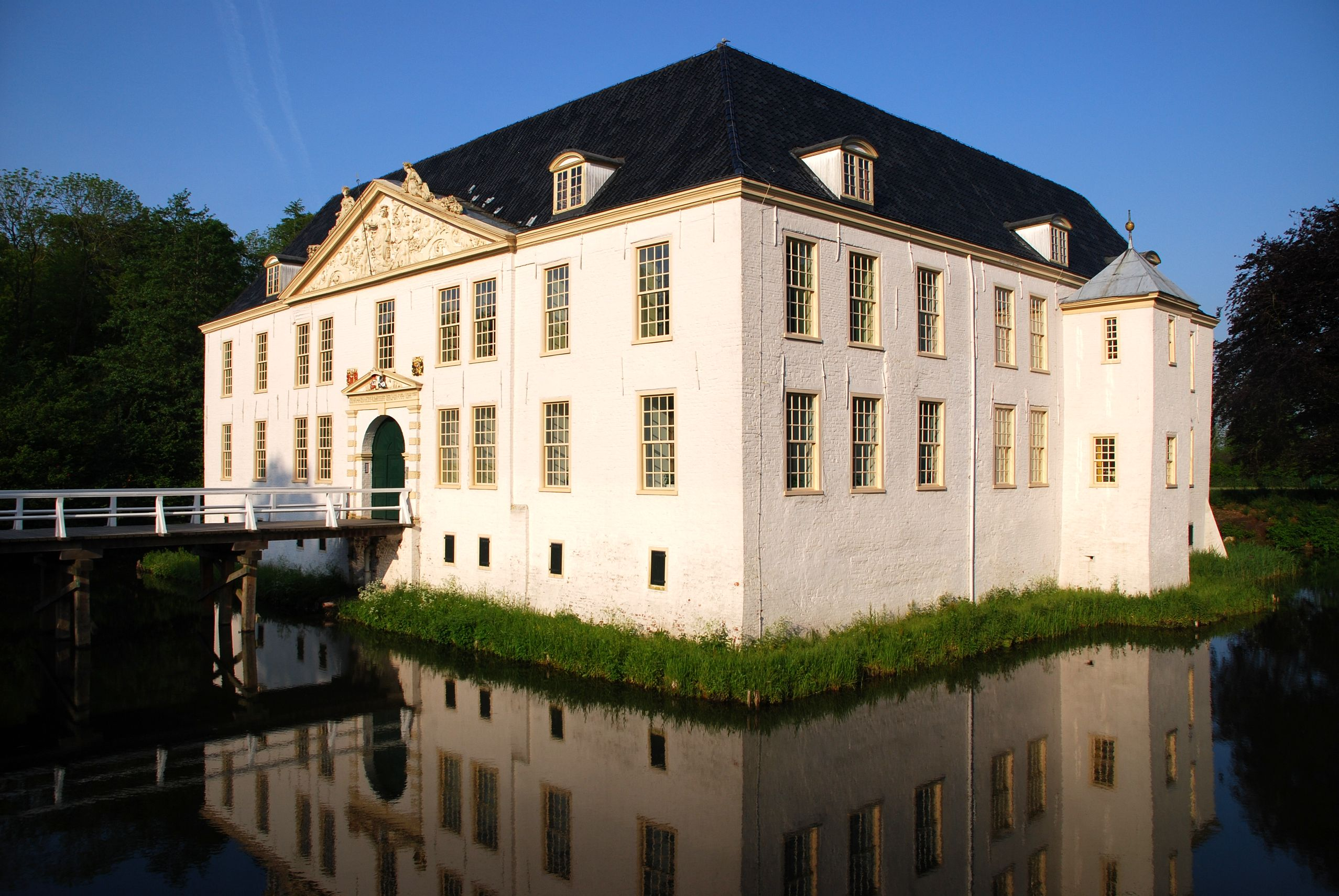
Norderburg in Dornum

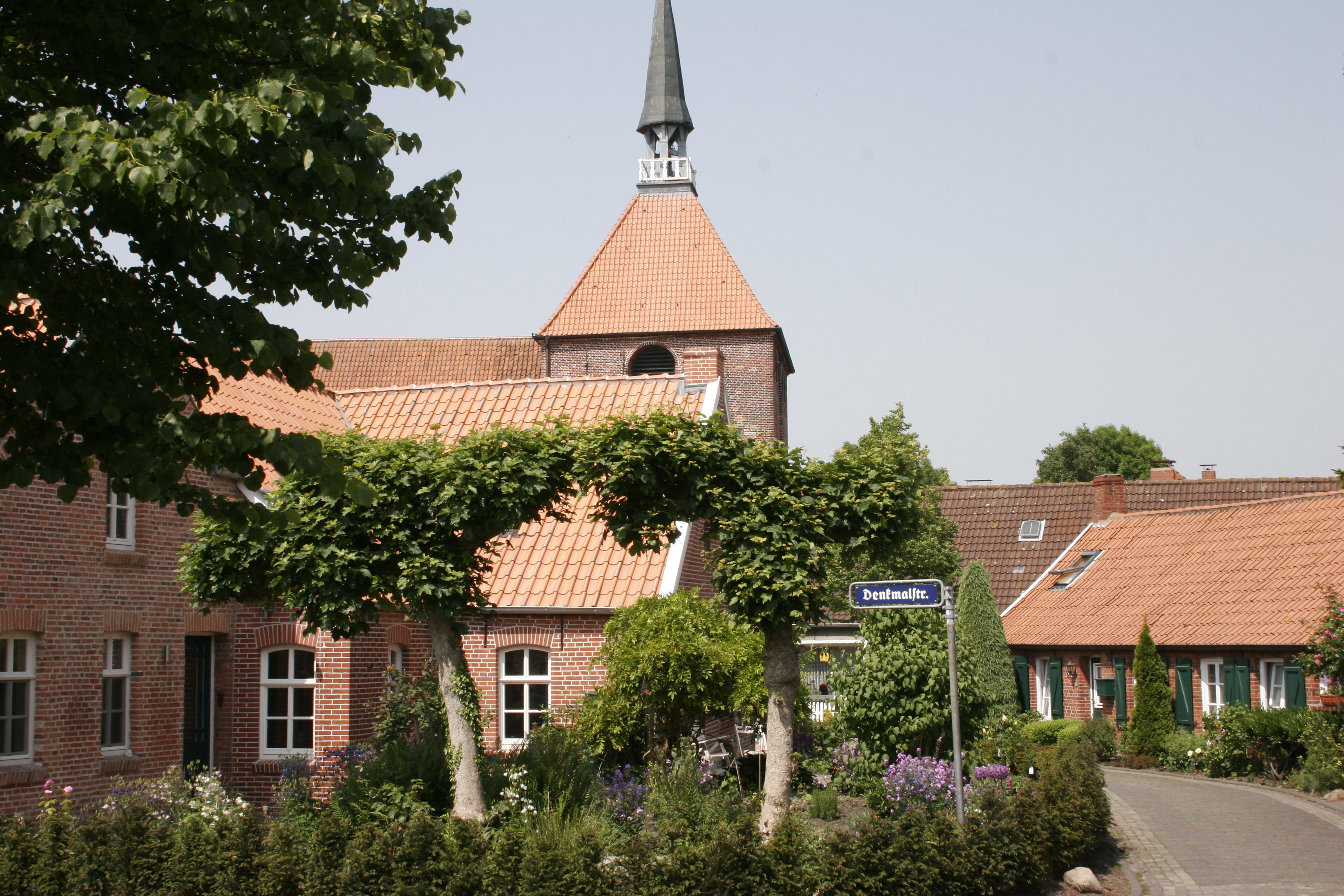
Straßenzug in Rysum

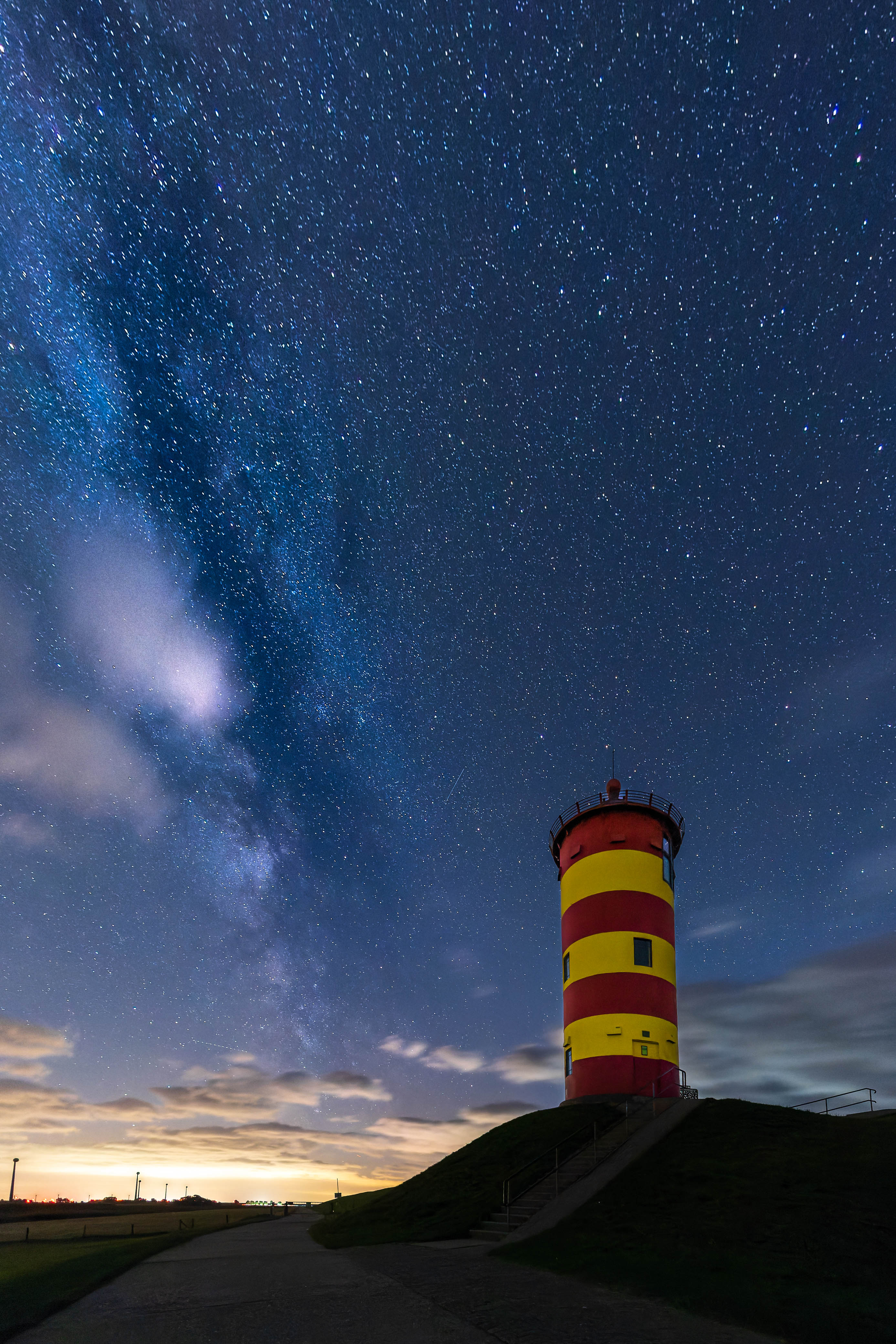
Pilsumer Leuchtturm

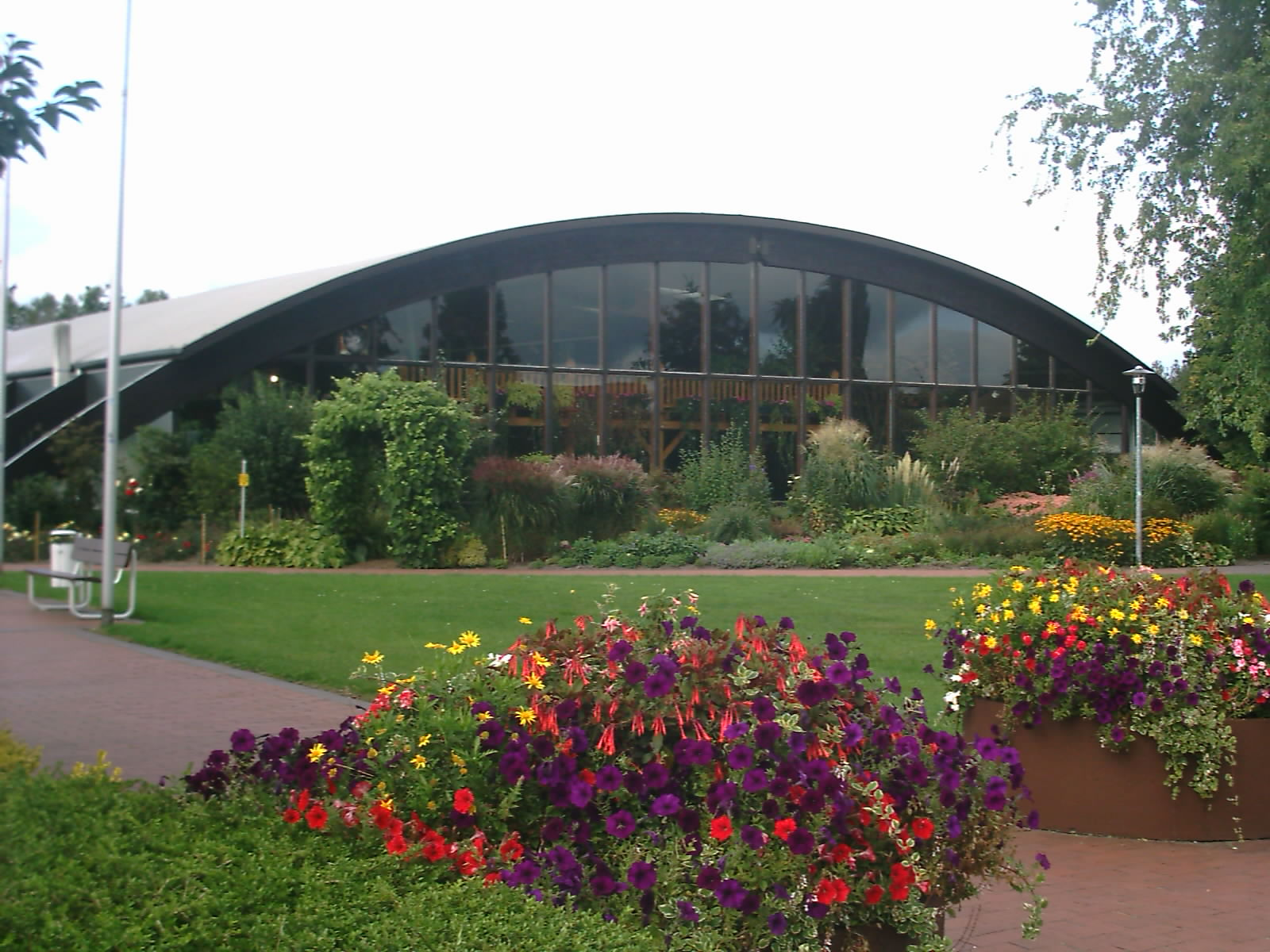
Blumenhalle in Wiesmoor

In Ostfriesland ist eine große Zahl von Baudenkmälern erhalten geblieben. Entsprechend der Struktur Ostfrieslands sind diese nicht nur in den Städten zu finden, sondern auch in vielen Dörfern.
Unter den architektonisch herausragenden Sakralbauten sind die Ludgerikirche in Norden, die größte Kirche Ostfrieslands, sowie die Neue Kirche und die Große Kirche in Emden zu nennen. Letztere verbindet die bis ins Mittelalter zurückreichende historische Bausubstanz der im Zweiten Weltkrieg zerstörten reformierten „Moederkerk“ mit einem Neubau aus den 1990ern und beherbergt heute die Johannes a Lasco Bibliothek. Zahlreiche weitere Gotteshäuser Ostfrieslands stammen aus dem Mittelalter, viele Dorfkirchen sind im romanischen und gotischen Stil erbaut. Ein Unikat ist die Suurhuser Kirche, die den zweitschiefsten Kirchturm der Welt beherbergt und daher im Guinness-Buch der Rekorde steht.
Eine Vielzahl von beachtenswerten Profanbauten ist insbesondere in den ostfriesischen Städten zu finden. Aus allen Epochen seit ungefähr 1450 finden sich stilprägende Gebäude. Eine Vielzahl von historischen Gebäuden befindet sich beispielsweise in den Innenstädten von Aurich und Leer. Auch in der Stadt Emden, die während eines Bombenangriffs im Zweiten Weltkrieg schwer zerstört wurde, sind noch Gebäude vergangener Jahrhunderte vorhanden. Daneben hat Emden eine Vielzahl von Bunkern aus dem Krieg aufzuweisen, die heute auf unterschiedliche Art genutzt werden.
Zu den herausragenden Museen der Region gehören die Kunsthalle in Emden, das Ostfriesische Landesmuseum in Emden und Teemuseen in Norden und Leer. Ostfriesische Wohnkultur des 18. und 19. Jahrhunderts kann im Haus Samson in Leer besichtigt werden. Daneben gibt in vielen Orten Heimat- und Regionalmuseen wie das Historische Museum Aurich oder kleinere themenbezogene Museen wie das Ostfriesische Landwirtschaftsmuseum in Campen oder das Moormuseum Moordorf, das sich der Geschichte der Moorkolonisation widmet. In Emden und Leer gibt es Museumshäfen mit historischen Schiffen.
Ostfriesland war früher reich an Klöstern, von denen das Kloster Ihlow den größten Einfluss auf Politik und Landesausbau hatte. An dessen Stätte in Ihlowerfehn erinnert seit 2009 eine stilisierte Rekonstruktion von Klosterkirche und Garten mit angeschlossener Ausstellung an die Bedeutung der Klöster für den Landesausbau Ostfrieslands. Aus touristischer Erwägung dient der Kirchturm gleichzeitig als eine der wenigen öffentlich zugänglichen Aussichtsplattformen Ostfrieslands.
Über ganz Ostfriesland verteilt finden sich zahlreiche Wehr- und Prachtbauten der ehemaligen Häuptlings- und Adelsfamilien des Landes. Allein in Leer stehen vier dieser so genannte Burgen, die sich teils in Privatbesitz, teils in Besitz der öffentlichen Hand befinden. Die älteste unter ihnen ist die bald nach 1450 erbaute Harderwykenburg. Auch das Schloss Lütetsburg nahe Norden befindet sich in Privatbesitz, im ausgedehnten anliegenden Park sind jedoch Spaziergänge möglich. Im benachbarten Hage befindet sich die Burg Berum. Die älteste erhaltene Häuptlingsburg Ostfrieslands ist das Steinhaus in Bunderhee. Weitere Burgen und Schlösser finden sich auch in Hinte, Pewsum, Stickhausen und Dornum. Im Auricher Schlossbezirk sind Gerichte und das Niedersächsische Landesamt für Bezüge und Versorgung untergebracht.
Die größte Veranstaltungshalle Ostfrieslands, die Nordseehalle in Emden, hat eine Maximalkapazität von 5500 Personen. Darüber hinaus gibt es nennenswerte Veranstaltungshallen in Aurich (Stadthalle und seit Mai 2009 auch ein Neubau mit dem Sponsoring-Namen Sparkassen-Arena, maximal 3000 Personen) und Leer (Ostfrieslandhalle).
Theater finden sich auf Norderney (Kurtheater Norderney) und in Emden (Neues Theater). In den anderen Orten werden für Theateraufführungen, Kabarettveranstaltungen u. Ä. zumeist andere öffentliche Gebäude wie beispielsweise Schulen genutzt, in Aurich auch die Stadthalle.
Viele Dörfer sind in den vergangenen Jahrzehnten im Zuge der Dorferneuerung aufgewertet worden. Zu den Dörfern mit gut erhaltenen historischen Ortskernen zählen beispielsweise die beiden Krummhörner Orte Rysum (Landessieger 1995 im Wettbewerb „Unser Dorf hat Zukunft“) und Greetsiel, das Uplengener Dorf Hollen (Zweiter Bundessieger 1993 und 1995 beim Wettbewerb „Unser Dorf hat Zukunft“) oder auch Westgroßefehn, das 1633 Ausgangspunkt der Kolonisierung des Großefehns war. Die Gemeinde Großefehn ist von kilometerlangen, schnurgerade verlaufenden Fehnkanälen durchzogen, desgleichen die Gemeinden Rhauderfehn, Ostrhauderfehn, weite Teile der Gemeinde Moormerland und kleinere Teile anderer Gemeinden. Greetsiel und die Rheiderländer Ortschaft Ditzum sind auch als Kutterhäfen touristische Anziehungspunkte.
In Ostfriesland gibt es eine große Zahl von Mühlen, hauptsächlich Holländerwindmühlen, von denen die meisten besichtigt werden können. Die größte dieser Art in Deutschland mit einer Kappenhöhe von 30,2 Metern steht in Hage. Auch die älteste erhaltene Holländerwindmühle Deutschlands, die Peldemühle in Wittmund aus dem Jahr 1741, befindet sich in Ostfriesland. Zu Berühmtheit gebracht haben es auch die unmittelbar nebeneinander stehenden, in rot und grün gehaltenen Zwillingsmühlen von Greetsiel. Außerdem befindet sich in Dornum die einzige Bockwindmühle Ostfrieslands.
Die Gemeinde Krummhörn beherbergt den zweithöchsten Leuchtturm an der deutschen Nordseeküste in Campen und den gelb-rot gestreiften Pilsumer Leuchtturm, der insbesondere durch den Otto-Waalkes-Film Otto – Der Außerfriesische bekannt wurde und gilt – spätestens – seitdem als ein Markenzeichen Ostfrieslands.
Als Wahrzeichen der Blumenstadt Wiesmoor gilt die Blumenhalle. Die 1969 erbaute Ausstellungshalle zeigt auf einer Fläche von 1500 Quadratmeter mehr als 10.000 Blumen. Die Stadt verfügt über viele Baumschulen und große Gartenbau-Betriebe, weite Teile der Anbaufläche liegen unter Glas. Seit 1952 findet jährlich am ersten Septemberwochenende das den Blumen gewidmete Blütenfest statt.

### Veranstaltungen
Zu den überregional beachteten Veranstaltungen zählen das Festival Musikalischer Sommer in Ostfriesland, bei dem viele der zumeist klassischen Konzerte in Kirchen stattfinden, das Kunstfestival Ostfriesland Biennale, sowie das Internationale Filmfest Emden-Norderney, nach der Zahl der Besucher das größte Filmfestival Niedersachsens. Das größte Volksfest Ostfrieslands mit jährlich etwa einer halben Million Besucher ist der Gallimarkt in Leer. Die Verleihung der Marktrechte jährte sich 2008 zum 500. Mal.

### Orgellandschaft

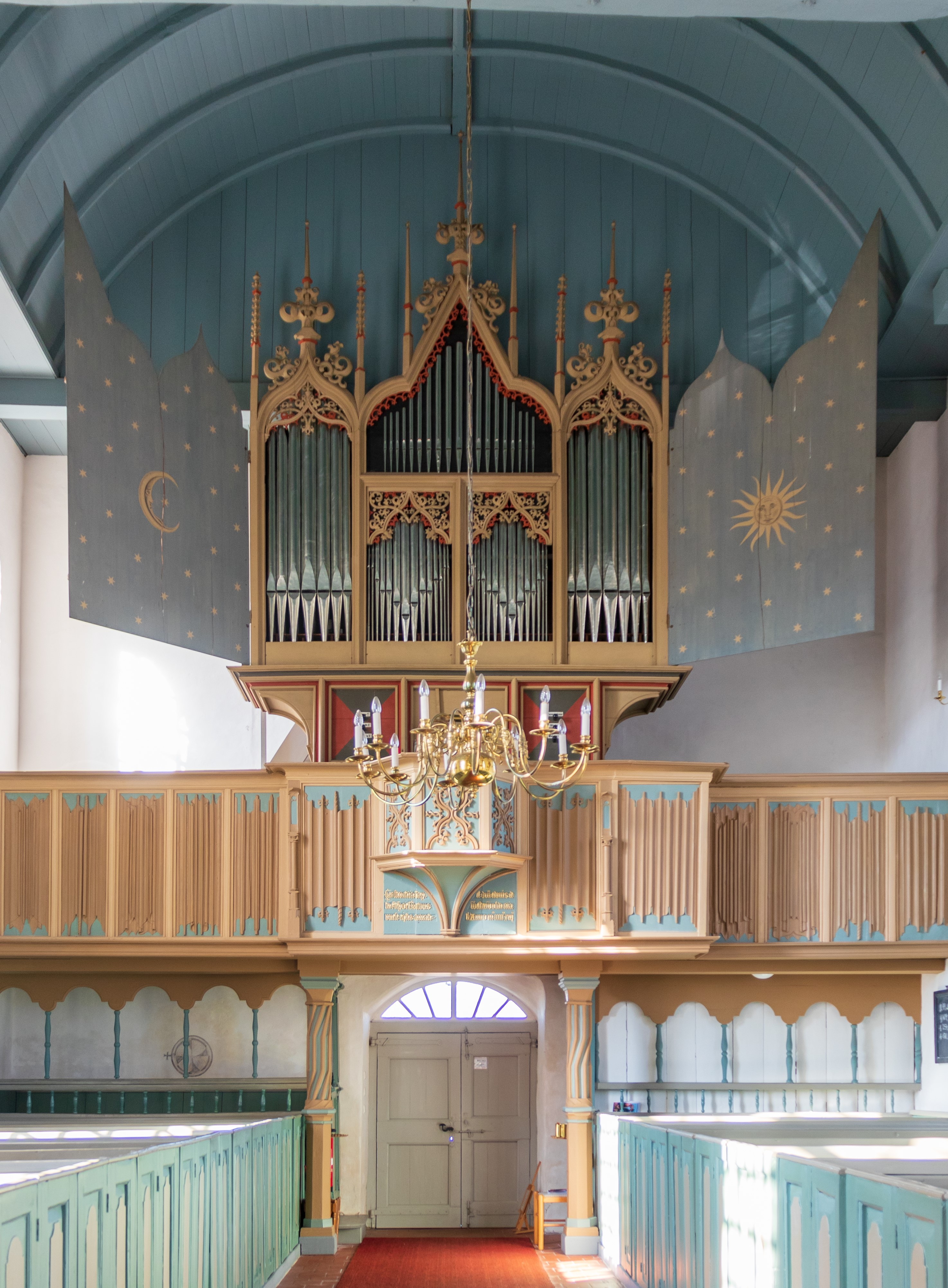
Orgel in Rysum (um 1440/1531)

Ostfriesland ist nicht zuletzt wegen seiner reichen Orgellandschaft bekannt. In den rund 170 alten Kirchen finden sich an die 100 historische Orgeln aus allen Epochen seit der Spätgotik. Eine der ältesten Orgeln der Welt, die noch in ihrem Grundbestand erhalten und spielbar ist, ist die Rysumer Orgel (um 1440). Zu den weitgehend vollständig erhaltenen Instrumenten aus dem 17. Jahrhundert mit Pfeifenmaterial aus dem 16. Jahrhundert gehören die Orgeln in Osteel (1619), Westerhusen (1642–1643) und Uttum (etwa 1660). Auch der Orgelbauer Arp Schnitger hat mit Neubauten, etwa in Norden und Weener, seine Spuren in Ostfriesland hinterlassen; seine Orgeln in Wittmund/St. Nicolai und Leer/Lutherkirche wurden später durch Neubauten ersetzt. Im 18. Jahrhundert erlebte die Orgelkultur einen weiteren Höhepunkt, als die Orgelbauer Johann Friedrich Wenthin und Hinrich Just Müller miteinander konkurrierten und sich selbst kleine Dorfkirchen wertvolle Orgeln anschafften. Als zwischen etwa 1850 und 1950 das Niveau im ostfriesischen Orgelbau seinen Tiefpunkt erreichte, hatten viele Gemeinden kein Geld, sich zeitgemäßere Instrumente anzuschaffen, so dass die alten Orgeln meist erhalten blieben. Nach dem Zweiten Weltkrieg wurden fast alle Originalinstrumente restauriert, was vor allem dem führenden Orgelbauer Jürgen Ahrend (Leer-Loga) und den Orgelsachverständigen Harald Vogel und Reinhard Ruge zu verdanken ist. Heute ist das Organeum in Weener ein wichtiges Orgelzentrum, um Experten, aber auch einer breiten Öffentlichkeit die kulturellen Schätze der Orgellandschaft auf vielfältige Art und Weise zu erschließen. Auch bei Veranstaltungen wie dem „Krummhörner Orgelfrühling“ oder der „Nachtorgel“ in der Gemeinde Dornum werden die Instrumente einem breiteren Publikum bekannt gemacht.

### Essen und Trinken

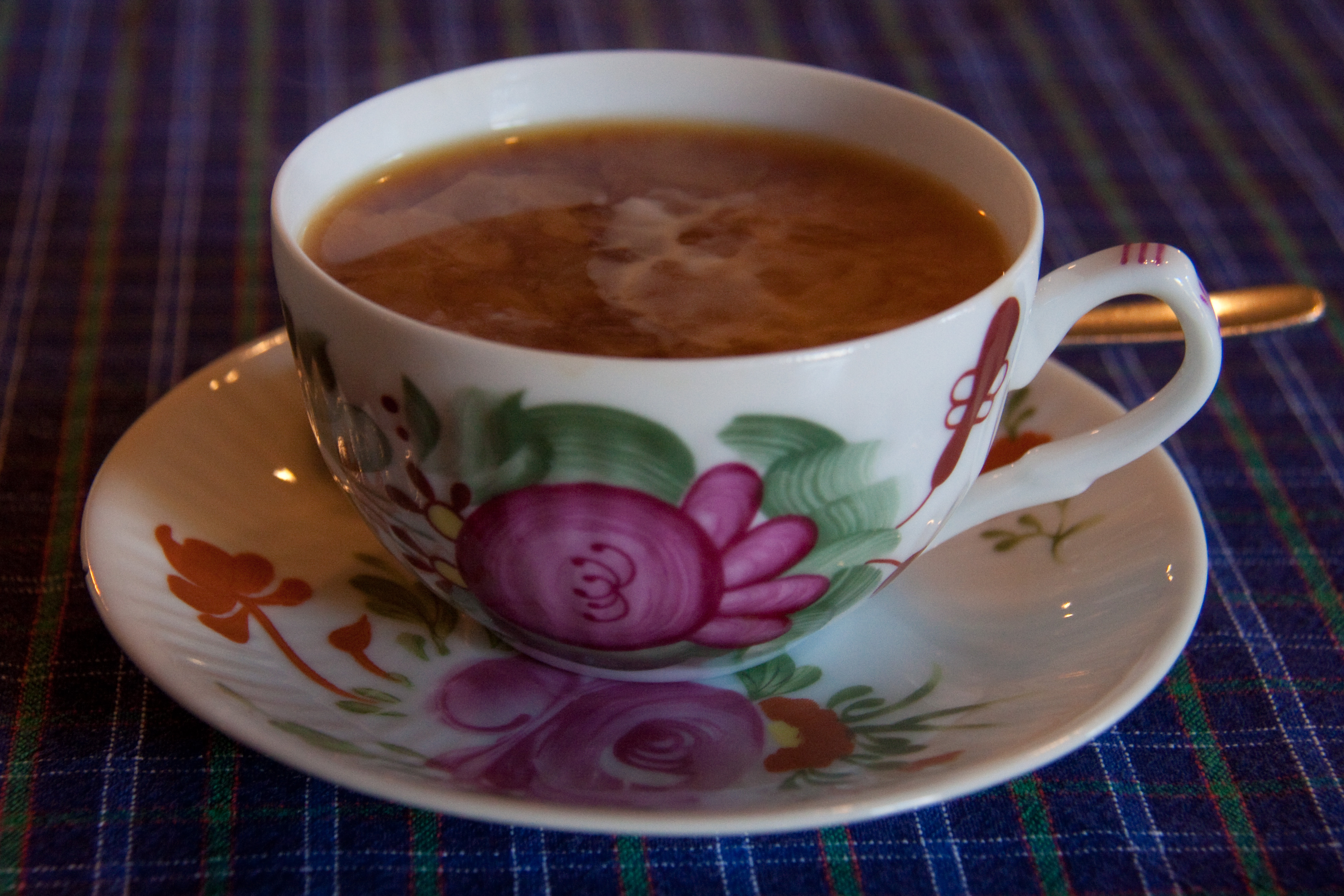
Eine Tasse Ostfriesentee

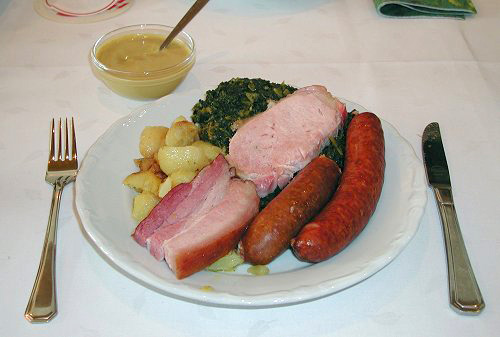
Grünkohl mit Pinkel und Kassler

Eine der auffälligsten Besonderheiten Ostfrieslands ist der mit der ostfriesischen Teekultur einhergehende hohe Teekonsum, der mit etwa 300 Litern pro Kopf und Jahr etwa elfmal höher ist als im restlichen Deutschland. Schon im 17. Jahrhundert kam der erste Tee vor allem durch die Niederländer und die Briten nach Ostfriesland. Nur 100 Jahre später war der Tee in Ostfriesland bereits in allen Gesellschaftsschichten weit verbreitet und sorgte mit dafür, dass der vorher große Bierkonsum deutlich verringert wurde. 1806 wurde die heute noch existierende Teehandelsfirma Bünting (Teil der Bünting-Gruppe in Leer) gegründet und mischte den echten Ostfriesentee. Zwei weitere Firmen (Thiele & Freese in Emden sowie Onno Behrends in Norden) stellen ebenfalls Tee mit der geschützten Bezeichnung Echter Ostfriesentee her. Gästen wird in Ostfriesland traditionell Tee als Begrüßungsgetränk angeboten. Nach der alten Sitte „Dree is Oostfresenrecht“ („Drei ist Ostfriesenrecht“) werden für gewöhnlich mindestens drei Tassen Tee getrunken. Wenn nicht so viel Tee (oder kein weiterer mehr) gewünscht wird, ist der Löffel in die Tasse zu legen.
Eine Reihe von Spirituosen wird in der Region hergestellt, darunter ein 32-prozentiger Kräuterbitter namens Kruiden. Der auch außerhalb der Region verbreitetste Schnaps Ostfrieslands, Doornkaat wird seit 1992 nicht mehr in Norden hergestellt, sondern bei Berentzen im emsländischen Haselünne. Die Produktion ostfriesischer Schnäpse findet heute vornehmlich in Betrieben in Leer (Folts & Speulda) und Friedeburg (Heiko Blume) statt.
Das für Ostfriesland typische Hauptgericht ist zur Winterzeit der Grünkohl mit Pinkel und/oder mit Kassler sowie durchwachsenem Speck. Um die deftige, würzige ostfriesische Variante des Grünkohls zu erreichen, muss das Fleisch zwingend im Grünkohl und niemals davon getrennt gegart werden. Der Grünkohl wird traditionell erst geerntet, nachdem er mindestens einem Tag Frost ausgesetzt war; dadurch erreicht er seinen unverwechselbaren Geschmack.
Als klassisches „Seemannsgericht“ steht daneben Labskaus auf dem Speiseplan – inzwischen auch in gutbürgerlichen Restaurants. Labskaus wird traditionell mit Matjes oder Rollmops gegessen. Matjes wird bis heute in vielerlei Variationen in Emden hergestellt. Beliebt sind auch Fischbrötchen. In den Sielorten werden Krabben angelandet, die regional gerne auf Schwarzbrot gegessen werden. Den Fischreichtum in Ostfrieslands Binnengewässern nutzen Angler zur Selbstversorgung mit Fisch. Dieser wird oft geräuchert.
Eine andere Spezialität Ostfrieslands sind die ausschließlich zu Silvester gebackenen Neujahrshörnchen, plattdeutsch Rullekes/Nijaahrskook, zu Hörnchen geformte, harte Waffeln. Auch nur zu Silvester gibt es die sogenannten Speckendicken, ein in der Pfanne gebratenes Gebäck.
Weitere regionale Spezialitäten sind der Snirtjebraten und Buttermilchbrei.

### Namensgebung
Traditionell bildeten die Ostfriesen Nachnamen aus den Vornamen der Väter gebildet, also als patronymische Form. Feste Regeln habe es dabei nicht gegeben, ein paar Grundtypen der traditionellen ostfriesischen Namensgebung lassen sich aber laut Heiko Suhr, Leiter der Landschaftsbibliothek feststellen.
So wurde bei Vornamen, die auf einen Selbstlaut enden, der letzte Buchstabe durch "-en" ersetzt. Aus dem Vornamen Focko wurde beispielsweise der Nachname Focken. Endete ein Vorname auf einen Mitlaut, wurde meist ein "-s" oder "-es" angehängt. Beispiel hierfür ist Gerd, der zu Gerdes wurde. Bei Vornamen, die auf "-s", "-z" oder "-x" enden, wurde ein "-en", beziehungsweise "-sen" oder gar kein Buchstabe angehängt. Beispiele hierfür sind Klaas und der daraus gebildete Nachname.
"Es gab aber immer auch Abweichungen und Mischformen", so Hanke Immega von der Ostfriesischen Landschaft. Denn bekannt sei, dass zum Beispiel aus dem Vornamen Dirk neben Dirks auch der Nachname Dirksen gebildet wurde.
Auf Anordnung Napoleons mussten die Ostfriesen 1811 die bisher dort unbekannten Familiennamen annehmen und ihr kompliziertes System der patronymischen Namensvererbung aufgeben – dies setzte sich aber erst Mitte des 19. Jahrhunderts endgültig durch. 2024 beschloss der Bundestag eine Änderung des Namensrechtes. Mit den Mai 2025 gültigen Änderungen für Minderheiten wird die traditionelle ostfriesische Namensgebung wieder möglich. Durch die Gesetzesnovelle können ab 2025 ausdrücklich auch die Vornamen der Mütter als Nachnamen an ihre Töchter und Söhne weitergegeben werden. Eine matronymische Namensgebung ist also auch möglich.

### Bauen und Wohnen

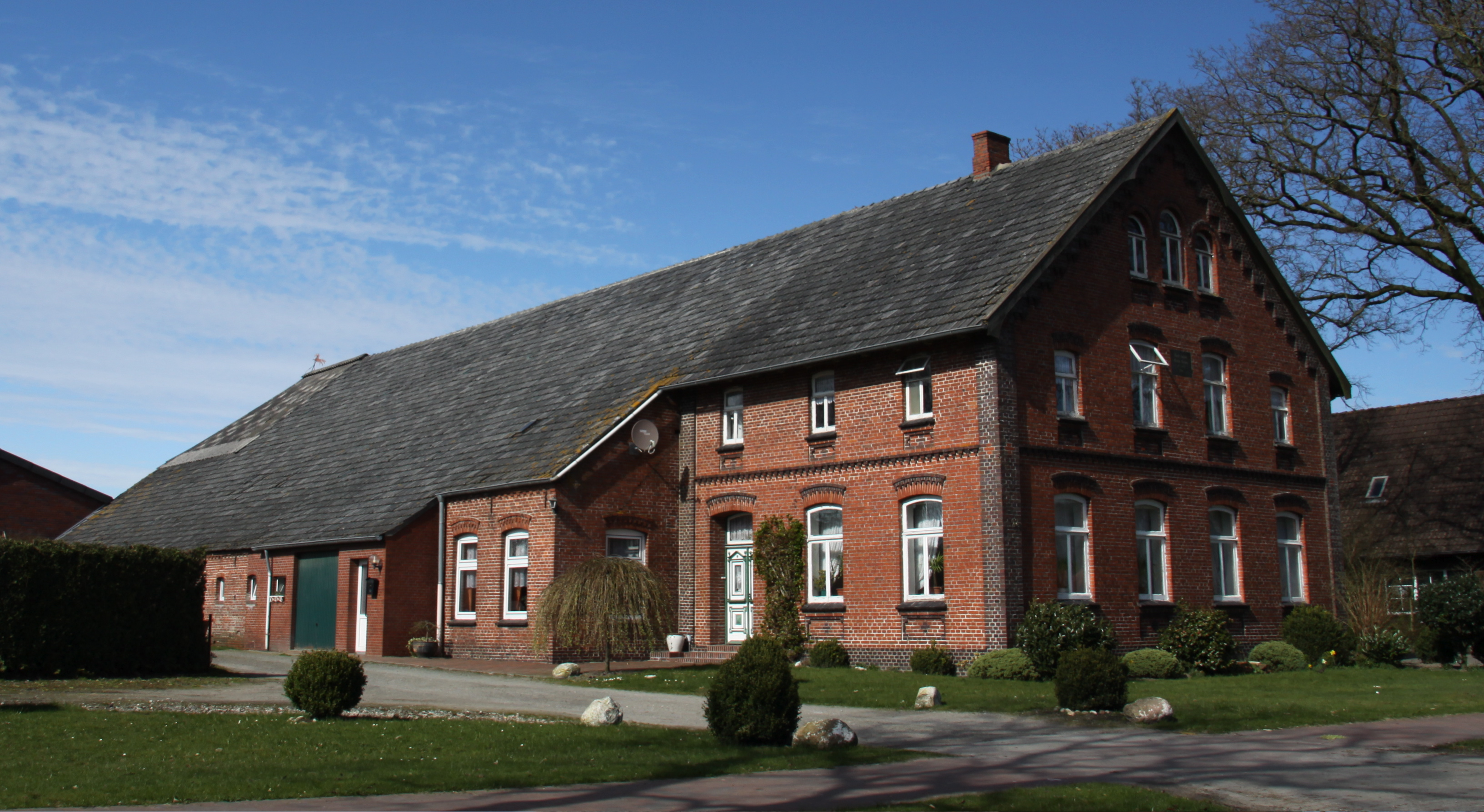
Gulfhof im Landkreis Aurich: Gut zu sehen ist der gegenüber dem vorderen Wohnteil wesentlich breitere Scheunenteil

In Ostfriesland ist das selbstbewohnte Einfamilienwohnhaus weit verbreitet. Viele junge Leute bauen ihr Haus unter Mithilfe der Familie selbst. Gerade bei personalintensiven Gewerken, wie z. B. beim Dachdecken, gesellen sich oft noch viele Bekannte dazu. Hier kommt der hohe Anteil von Handwerkern unter der ostfriesischen Bevölkerung zum Tragen.
Die typische Form des ostfriesischen Bauernhauses ist das Gulfhaus. Es entstand im 16. und 17. Jahrhundert zunächst in den Marschen, wo durch bessere Entwässerungssysteme auch der Ackerbau möglich wurde – zuvor war dort nur Viehhaltung möglich. Da der Marschboden sehr fruchtbar ist, sind – auch sonst gute Bedingungen vorausgesetzt – reiche Ernten möglich. In der Marsch finden sich daher mehr größere Gulfhöfe, dort auch Plaats genannt, als auf der Geest. Auch viele kleinere Landarbeiterhäuser sind nach dem gleichen Prinzip aufgebaut wie die großen Höfe. Im Vorderteil eines Gulfhofs befinden sich die Wohnräume, im weitaus größeren hinteren Teil der Platz für das Erntegut und das Vieh. Jener Teil ist wesentlich breiter als das Vorderhaus und weiter gen Erdboden gezogen. Auch die kleinsten Ecken werden ausgenutzt, an den tief gezogenen Seiten findet das Vieh seinen Platz, das Erntegut wird zumeist in der Mitte des Scheunenteils gelagert. Der Zugang zum Scheunenteil erfolgt zum einen innerhalb des Gebäudes durch eine Verbindung vom Wohntrakt, zum anderen durch Tore auf einer der dem Wohntrakt zugewandten Seite des (breiteren) Scheunenteils sowie auf der Rückseite des Scheunenteils. Die Dachlast wird von einem innerhalb der Scheune stehenden Holzständerwerk getragen.
Sowohl bei Einfamilienhäusern als auch bei Höfen und ebenfalls bei vielen öffentlichen Gebäuden und manchen Betriebsgebäuden findet der typische rote Klinker noch stets am häufigsten Verwendung. Bei reinen Zweckbauten wird aus Kostengründen jedoch oft auf Klinker verzichtet.

### Bräuche

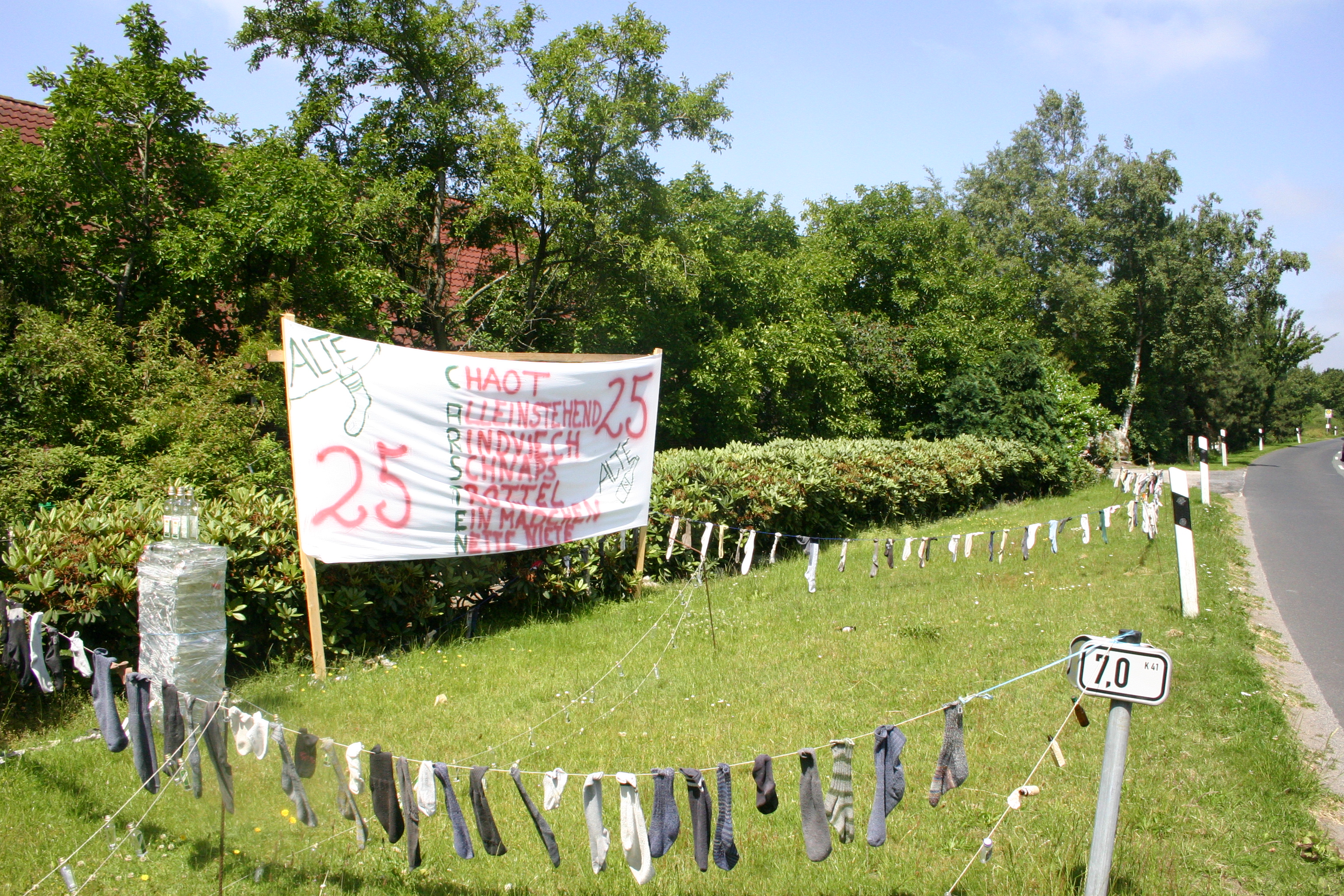
25 Jahre alt und unverheiratet? Dies zieht die Bezeichnungen „Alte Socke“ (Männer) und „Alte Schachtel“ (Frauen) nach sich.

Zu den Festtagsbräuchen zählt das Aufstellen des Maibaums am Vorabend des 1. Mai, das in eine große eurasische Traditionslinie gehört, in Ostfriesland aber eine eigene Form und eigene Regeln ausgeprägt hat. Neben Nachbargemeinschaften sind es auch Vereine oder ganze Dörfer, die ihren Maibaum aufstellen. Der Maibaum muss bis zum Morgengrauen des 1. Mai bewacht werden, was sich durch dauerndes Handanlegen eines der Besitzer ausdrückt. Ansonsten kann der Maibaum durch drei symbolische Spatenstiche „geklaut“ werden und ist am nächsten Tag meist durch einen Kasten Bier und Schnaps wieder auszulösen. Weitere Bräuche sind das Martinisingen und das Brautpfadlegen zu Himmelfahrt. Einige besondere Traditionen haben sich zudem auf den ostfriesischen Inseln erhalten, zum Beispiel Klaasohm auf der Insel Borkum in der Nacht vom 5. auf den 6. Dezember – eine Veranstaltung, deren Ausrichtung lediglich Borkumer Männern vorbehalten ist.
Zu Ostern ist das Eiertrullern oder Eiertrüllen weit verbreitet. Es wird am Ostersonntag von Kindern (und Erwachsenen) mit den zu Ostern erhaltenen hart gekochten Eiern am Deich, auf den Ostfriesischen Inseln in den Dünen, oder anderen zur Verfügung stehenden Erhebungen (zum Beispiel Plytenberg, Eierberge in Wallinghausen) gespielt.
Am Vorabend des Nikolaus-Tages finden am 5. Dezember im Einzelhandel, in der Gastronomie und bei verschiedenen Organisationen und Vereinen traditionell Verknobelungen statt. Dabei wird um Torten, Backwaren sowie Geflügel-, Fleisch- und Wurstwaren gewürfelt. Jeder Mitspieler gibt seinen Einsatz und hat danach einen Wurf. Gewürfelt wird im Allgemeinen mit drei Würfeln im Lederbecher. Der Spieler, der die höchste Zahl wirft, gewinnt einen der genannten Preise.
Insbesondere in Neubaugebieten fällt beim Richten des Dachstuhls den zukünftigen Nachbarn die Aufgabe zu, in der Nacht zuvor einen Sparren zu verstecken. Das Bauherrenpaar muss diesen dann suchen, durch Schnaps auslösen und wird darauf von den Nachbarn durch die Siedlung zu ihrem Haus getragen, in das der noch fehlende Sparren eingesetzt und anschließend das Richtfest gefeiert wird. Hierbei wird auch ein Richtkranz am Dachgiebel befestigt.
Auch das Bogenmachen zum Anlass einer (Jubel-)Hochzeit ist sehr beliebt. Hierzu trifft sich die Nachbargemeinschaft meist einige Tage vorher. Die Männer bauen das Bogengestell, welches dann mit Tannenzweigen bestückt wird, während die Frauen im Haus die Rosen und Girlanden aus Papier herstellen. Ausrichter ist zumeist ein unmittelbarer Nachbar. Dieser Bogen wird anschließend gemeinsam zu dem (Jubel-)Paar getragen und an dessen Hauseingang befestigt, woran sich oft noch eine Stehparty auf der Hauseinfahrt anschließt.
Ein ähnlicher Brauch ist auch bei den Jugendlichen entstanden. Wird ein Jugendlicher 16 Jahre alt, so trifft sich der Freundeskreis (die Clique) am Vorabend ohne Wissen des Geburtstagskindes und fertigt ein sogenanntes Laken an. Mit Sprühfarbe wird ein altes Bettlaken mit originellen und meist witzigen Sprüchen beschrieben, die meistens mit dem, der Geburtstag hat, zusammenhängen (beispielsweise neue Wortschöpfungen aus seinem Namen). Kurz vor 12 Uhr Mitternacht wird das Laken an der Straßenseite des Hauses befestigt und um 12 Uhr wird auf den Geburtstag angestoßen.
Am 18. Geburtstag trifft sich der Freundeskreis, um einen Bogen zu bauen. Hierbei wird Tannengrün von den Jungs an einem Drahtgestell, meist in Herzform, befestigt. Die Mädchen bestücken den Bogen mit Papierrosen. Kurz vor 12 Uhr wird der Bogen zum Haus desjenigen, der Geburtstag hat, getragen und an der Straßenseite aufgestellt. Um genau 12 Uhr gratulieren alle und werfen demjenigen, der Geburtstag hat, Mehl und rohe Eier auf den Kopf.
Ebenfalls sehr verbreitet sind „Strafen“ für diejenigen, die an ihrem 30. Geburtstag noch unverheiratet sind. Männer müssen an ihrem 30. Geburtstag Treppe fegen, Frauen Klinken putzen. Zumeist werden hierzu Rathaus- oder Kirchentreppen oder -türen herangezogen. Erst durch das „Freiküssen“ einer Jungfrau oder eines „Jungmannes“ wird man von dieser Pflicht entbunden. Gewissermaßen als „Vorwarnung“ werden an ihrem 25. Geburtstag unverheiratete Männer als „Alte Socke“ oder „Alte Flasche“ und die Frauen als „Alte Schachtel“ bezeichnet und erhalten oft auch einen entsprechend behangenen Bogen. Dieser ist idealerweise von der Straße aus gut einsehbar, damit jeder von dieser „Nachricht“ Notiz nimmt.
Eine regionale Besonderheit ist der Beruf des Knochenbrechers (plattdeutsch Knakenbreker), der laut volkstümlicher ostfriesischer Bezeichnung ein traditioneller, alternativer Heilkundler ist.

### Bildung und Forschung
Die Hochschule Emden/Leer hat ihren Sitz und ihren kopfstärksten Standort in Emden. Ein weiterer Standort befindet sich in Leer, dort ist die Seefahrtschule beheimatet, die den Fachbereich Seefahrt beheimatet. An den beiden ostfriesischen Hochschul-Standorten sind knapp 4700 Studenten eingeschrieben, davon etwa 420 in Leer. Eine Berufsakademie für den ostfriesischen Raum befindet sich in Leer. Eine Universität gibt es in Ostfriesland nicht, die nächstgelegene ist die Carl von Ossietzky-Universität in Oldenburg.
Neben öffentlichen Bibliotheken in Städten und Gemeinden gibt es weitere, für jedermann zugängliche Bibliotheken in Emden (Johannes a Lasco Bibliothek, Schwerpunkt Geschichte der Reformation) sowie die Bibliothek der Ostfriesischen Landschaft in Aurich, die schwerpunktmäßig regionalgeschichtliche Literatur führt und einen Bestand von zirka 115.000 Bänden und 640 laufenden Zeitschriften umfasst. Die Ostfriesische Landschaft fördert die historische Regionalforschung.
Der für ganz Ostfriesland zuständige Standort Aurich des Niedersächsischen Landesarchivs hat seinen Sitz an der Oldersumer Straße in Aurich. Stadtarchive gibt es in Emden, Leer, Norden, Norderney und Wittmund.
Die Stiftung Stipendium Gerlacianum, die Stiftung für bildende Kunst und Kultur in der deutsch-niederländischen Ems-Dollart-Region, die Gesellschaft für bildende Kunst und vaterländische Altertümer zu Emden und die Gerhard ten Dornkaat Koolman-Stiftung fördern Wissenschaft und Kultur in der Region.

### Sport

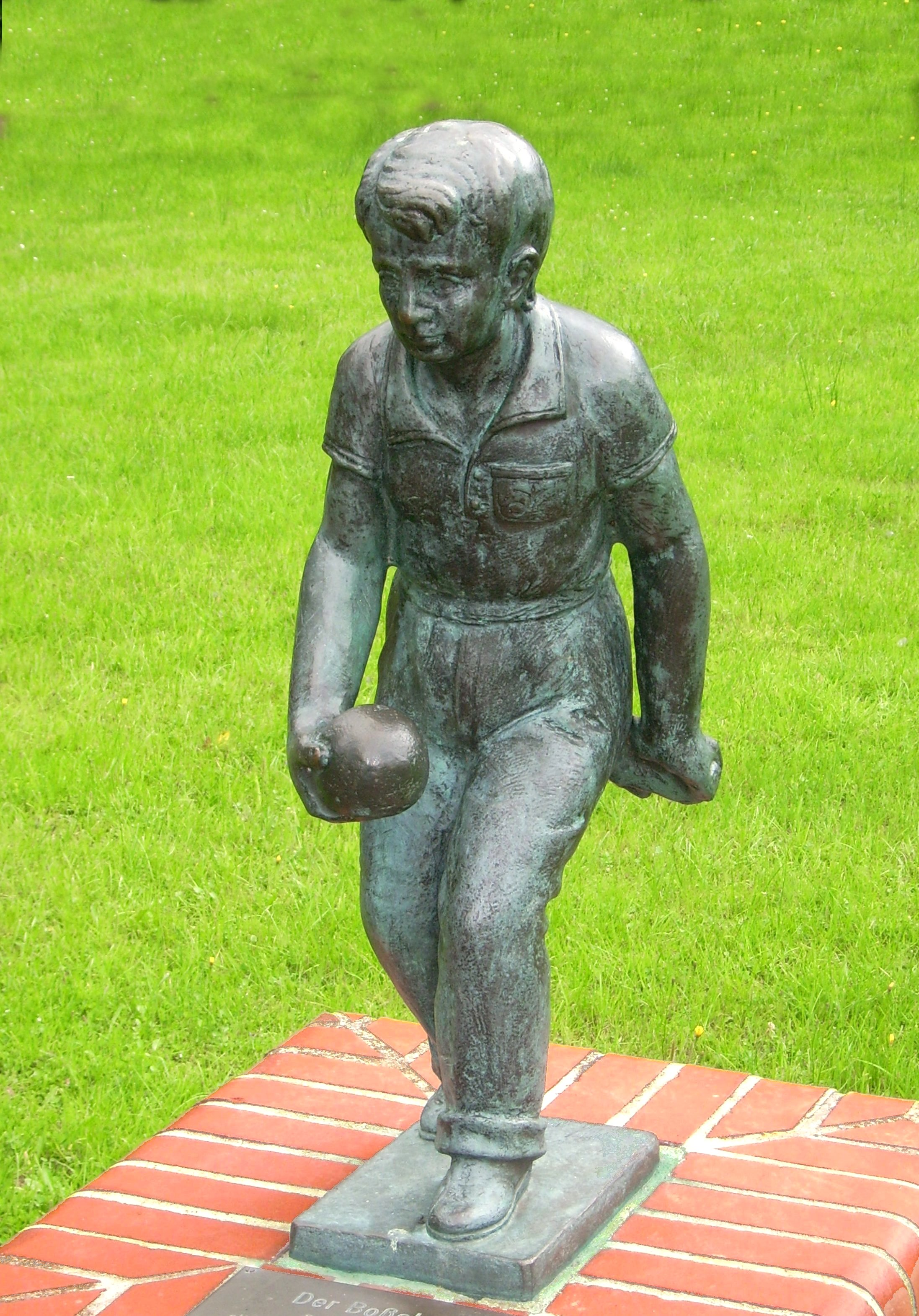
Boßelstatue in Bensersiel

In Ostfriesland entwickelten sich eigenständige Sportarten wie Boßeln, Klootschießen und Schleuderballspiel, diese drei Sportarten werden auch als sogenannter „Friesensport“ zusammengefasst. Das hiervon verbreitetste Boßeln wird als Mannschaftssportart in vielen Vereinen und Ligen mit allwöchentlichen Punktspielen und Meisterschaften bis zur niedersächsischen Ebene gespielt. Es gibt auch Europameisterschaften im Boßeln und Klootschießen.
Weit verbreitet sind Wassersportarten, die auf den zahlreichen Gewässern (Hochsee, Binnenmeere, Flüsse und Kanäle) betrieben werden, darunter Segeln, Motorboot fahren, Rudern, Paddeln, Angeln und Surfen. Beliebte Surfreviere finden sich vor Norderney und auf dem Großen Meer.
In strengeren Wintern, wenn die Meere und Kanäle zufrieren, ist auch das Schlittschuhlaufen („Schöfeln“) eine traditionell beliebte Sportart. Früher wurden die typischen ostfriesischen Schlittschuhe mit breiten Kufen in dem Ort Breinermoor hergestellt und werden daher Breinermoorkes genannt.
Auf professioneller Ebene in ihren jeweiligen Sportarten waren bis zum Sommer 2009 der ehemalige Fußball-Drittligist Kickers Emden und der ehemalige Handball-Zweitligist OHV Aurich vertreten. Kickers Emden spielt in der Regionalliga, der OHV Aurich in der drittklassigen Regionalliga. Das größte regelmäßig genutzte Stadion Ostfrieslands ist das Ostfriesland-Stadion des BSV Kickers Emden (7200 Plätze); das größte Stadion überhaupt hingegen das seltener genutzte Motodrom Halbemond, dessen Zuschauer-Kapazität von 50.000 Plätzen bei Speedway-Rennen jedoch zudem nicht annähernd ausgeschöpft wird.
Nach einer Erhebung des Niedersächsischen Landesamtes für Statistik (Stichtag: 31. Dezember 2001) weist Ostfriesland mit Ausnahme des Kreises Leer eine überdurchschnittliche Dichte an Mitgliedschaften in Sportvereinen innerhalb Niedersachsens auf. Mitgliedschaften sind in diesem Fall nicht gleichzusetzen mit Mitgliedern, da ein und dieselbe Person natürlich auch Mitglied in zwei oder mehr Sportvereinen sein kann. Der Kreis Wittmund erreicht den höchsten Wert unter den niedersächsischen Städten und Kreisen, die drei ostfriesischen Landkreise und die Stadt Emden zusammen einen überdurchschnittlichen Wert.

## Religionsgemeinschaften

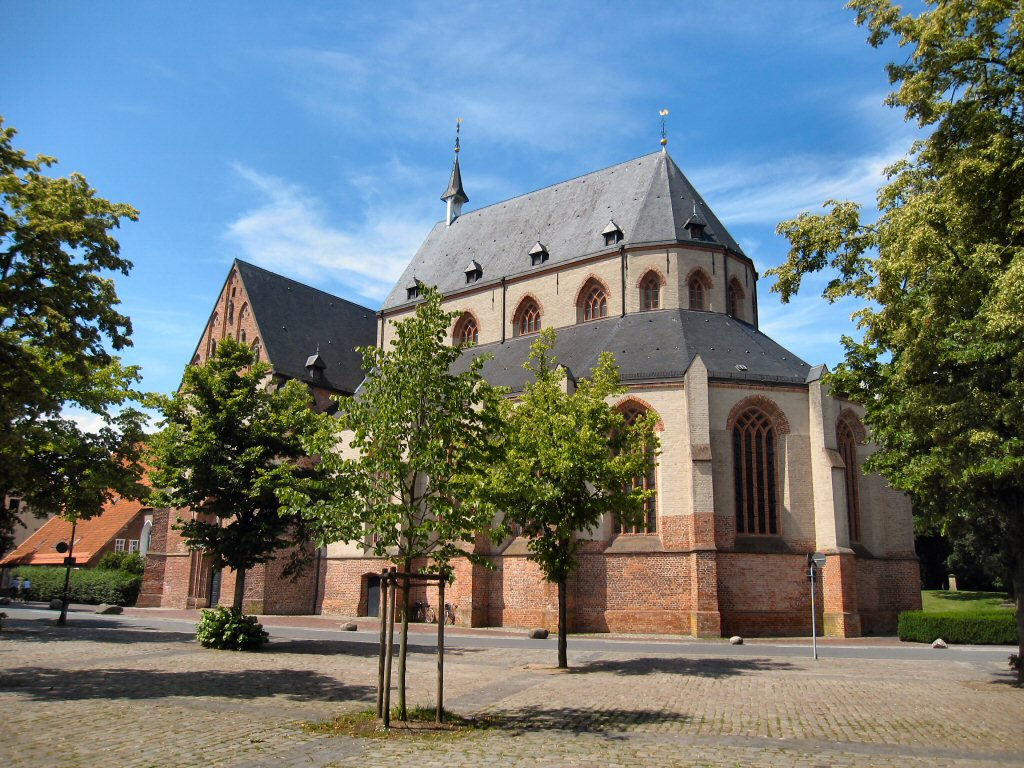
Die Ludgeri-Kirche in Norden, Ostfrieslands größtes Gotteshaus

Die ostfriesische Bevölkerung ist überwiegend evangelisch. In der Krummhörn, der Küstengemeinde zwischen Norden und Emden, sowie entlang der niederländischen Grenze (Rheiderland) herrscht das reformierte Bekenntnis vor. In Emden und Leer sind Reformierte ebenfalls stark vertreten – in Emden etwa gibt es lediglich einige Hundert Lutheraner mehr. Leer ist Sitz der Reformierten Kirche. Die anderen ostfriesischen Regionen sind lutherisch geprägt. Die Landkreise Aurich und Wittmund haben die höchsten Anteile von Lutheranern an der Gesamtbevölkerung in ganz Deutschland. In Ostfriesland leben etwa 266.000 Lutheraner und rund 80.000 Reformierte – zusammen also etwa 346.000 der rund 465.000 Einwohner Ostfrieslands.
In Emden haben um das Jahr 1600 herum bedeutende reformierte Prediger gewirkt, unter ihnen Johannes a Lasco. Die Stadt galt seinerzeit als „Genf des Nordens“ und beherbergte einige Tausend Flüchtlinge aus den Niederlanden, die aus der heutigen „Großen Kirche“ in Emden die „moederkerk“ (dt.: Mutterkirche) des nordwesteuropäischen Calvinismus machten.

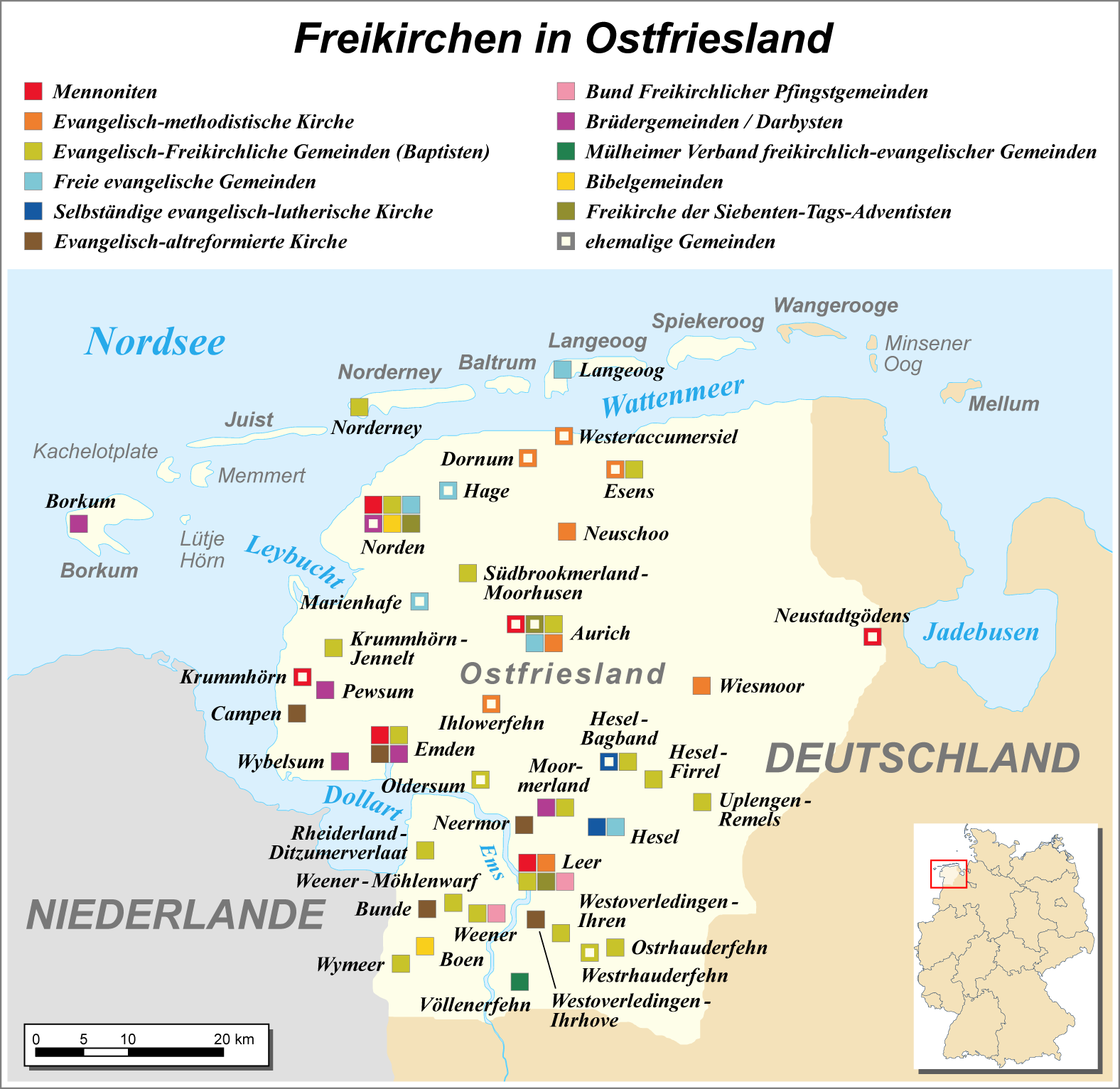
Freikirchen in Ostfriesland

Evangelische Freikirchen sind in Ostfriesland ebenfalls überdurchschnittlich stark vertreten. Die Geschichte der Emder Mennonitengemeinde reicht in die Reformationszeit zurück. Die Baptistengemeinden (offizieller Name heute: Evangelisch-Freikirchliche Gemeinden) entstanden in der Mitte des 19. Jahrhunderts. Ausgangspunkt waren die Gemeinden in Jever und Westoverledingen-Ihren. In Ostfriesland existieren fünf evangelisch-altreformierte Gemeinden, die in den Jahren von 1854 bis 1861 gegründet wurden. Es folgte die Evangelisch-methodistische Kirche, die mit ihren ostfriesischen Gemeindegründungen ebenfalls im 19. Jahrhundert begann. Freie evangelische Gemeinden begannen erst Anfang der 1950er Jahre mit ihrem Wirken. Weiterhin ist in Ostfriesland die Freikirche der Siebenten-Tags-Adventisten mit zwei Gemeinden vertreten. In Bagband-Hesel gibt es seit den 1930er-Jahren eine Gemeinde der Selbständigen Evangelisch-Lutherischen Kirche (SELK).
Mit Ausnahme der SELK gehören die lutherischen Kirchengemeinden zur Evangelisch-Lutherischen Landeskirche Hannover, die reformierten Gemeinden aber zur Synode evangelisch-reformierter Kirchen in Nordwestdeutschland und Bayern oder zur schon genannten Evangelisch-altreformierten Kirche. Die Evangelisch-Freikirchlichen Gemeinden Ostfrieslands gehören zum Landesverband Baptisten im Nordwesten und bilden hier den Regionalverband Ems-Jade. Die mennonitischen Gemeinden Emden, Leer und Norden gehören zur Konferenz der nordwestdeutschen Mennonitengemeinden.

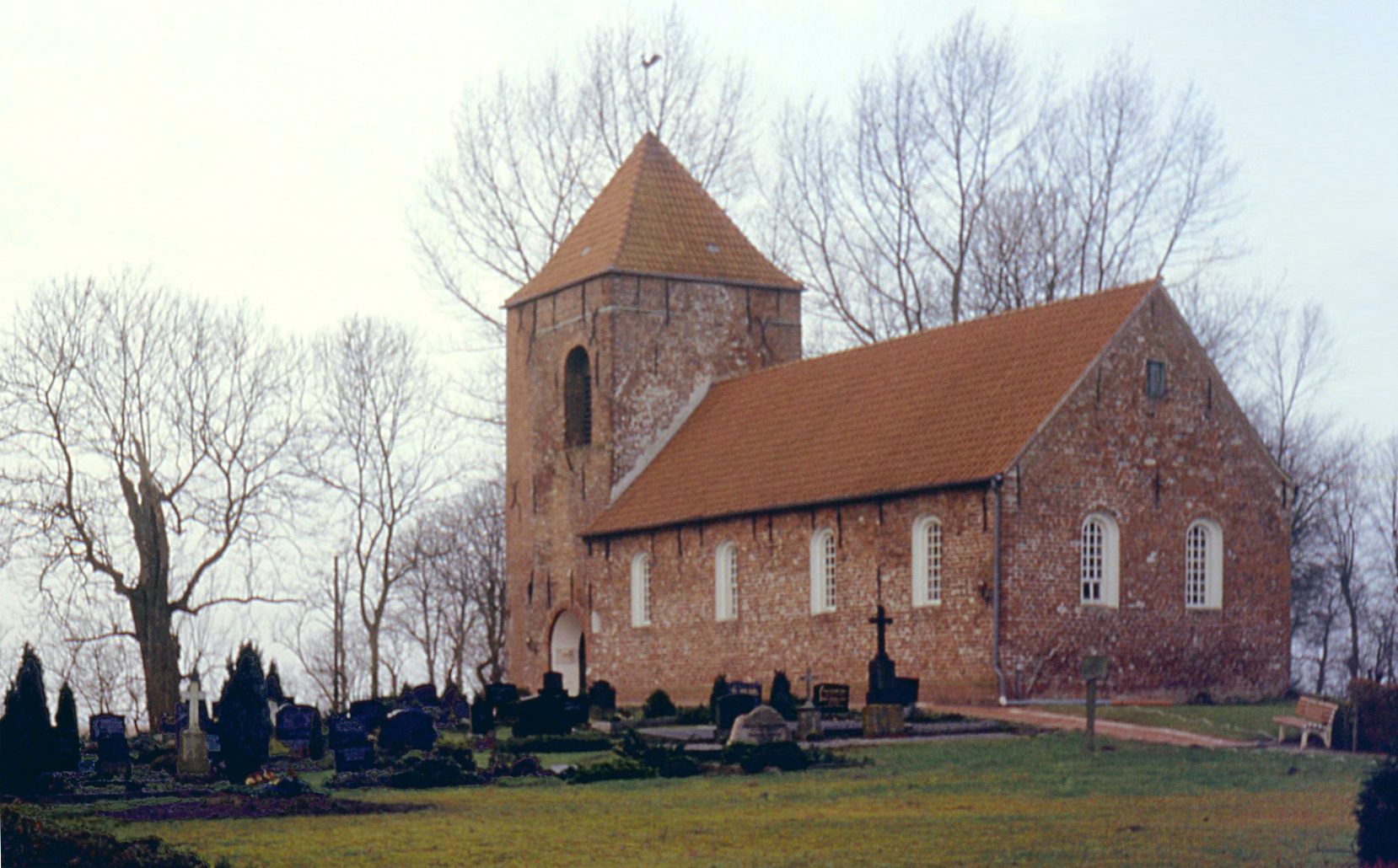
Reformierte Kirche und Friedhof von Bedekaspel

Weitere Religionsgemeinschaften sind die Neuapostolische Kirche mit 12 lokalen Gemeinden und die Zeugen Jehovas, die mit ihren Königreichssälen an mehreren Orten vertreten sind.
Die römisch-katholische Kirche ist trotz des Zuzugs vieler katholischer Flüchtlinge in der Nachkriegszeit eine Minderheitskirche geblieben. Ostfriesland wird als Diaspora bezeichnet. Die Katholiken bemühen sich um Ökumene. Die katholischen Kirchengemeinden gehören zum Dekanat Ostfriesland des Bistums Osnabrück. Knapp sieben Prozent der Ostfriesen gehören der römisch-katholischen Kirche an.
Fast 90 Prozent der Einwohner Ostfrieslands sind Mitglieder einer christlichen Kirche.
Genaue Zahlen zum Anteil der Muslime in Ostfriesland liegen nicht vor. 2009 wurde in unmittelbarer Nähe des Emder Hauptbahnhofes in einer umgebauten Gaststätte die erste Moschee Ostfrieslands eröffnet. Sie trägt den Namen Eyüp-Sultan-Moschee.
Jüdische Gemeinden bestanden in Ostfriesland über einen Zeitraum von zirka 400 Jahren von ihren Anfängen im 15. Jahrhundert bis zu ihrem Ende 1942. Die wenigen heute in Ostfriesland lebenden Juden sind (soweit sie sich als religiös verstehen) in der Regel Teil der jüdischen Gemeinde in Oldenburg.

## Wirtschaft

### Geschichtlicher Hintergrund
Immer wieder im Laufe der Geschichte haben sich in Ostfriesland Zeiten relativer Armut mit Phasen relativen wirtschaftlichen Aufschwungs abgelöst, wobei insbesondere im Küstenraum, wo eine kleine Schicht wohlhabender Hofbesitzer einem kopfstarken Landarbeiter-Proletariat gegenüberstand, häufig ein erhebliches Sozialgefälle festzustellen war. Als Reaktion auf die ärmlichen Verhältnisse suchten junge Leute vielfach als Wanderarbeiter, beispielsweise in den Niederlanden, ein Auskommen (die so genannten „Hollandgänger“) oder sie verließen ihre Heimat ganz. Viele Ostfriesen wanderten in die Vereinigten Staaten von Amerika aus, wo unter ihnen noch heute ein starker Gemeinschaftssinn zu finden ist.
Seit dem 20. Jahrhundert und bis heute ist zudem eine Tendenz zur Bildungswanderung festzustellen: Wer nicht an der regionalen Fachhochschule ein Studium aufnehmen kann (oder – wegen beschränkter Auswahlmöglichkeiten – will) oder sich für einen dualen Studiengang/Berufsausbildung an der regionalen Berufsakademie entscheidet, ist gezwungen, Ostfriesland zu Studienzwecken zu verlassen. Nur ein kleiner Teil kehrt nach dem Studium zurück (Talentabwanderung).
Die Arbeitslosenquote lag im Juni 2024 bei 6,2 Prozent und damit um 0,4 Prozent über dem Vorjahresmonat.

### Landwirtschaft und Fischerei

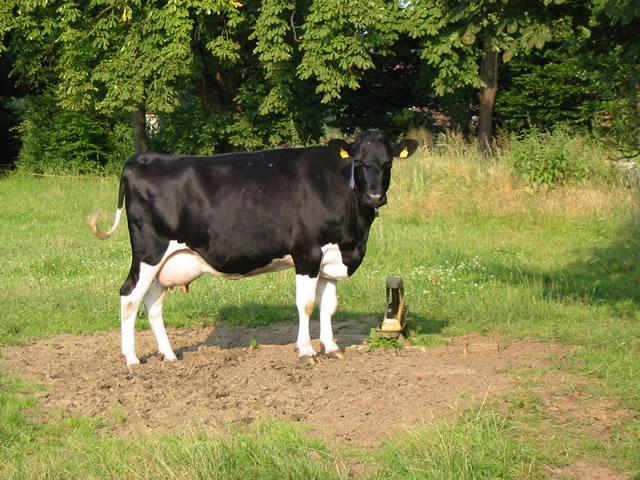
Holstein Friesian

Kochen der Krabben auf einem Greetsieler Kutter

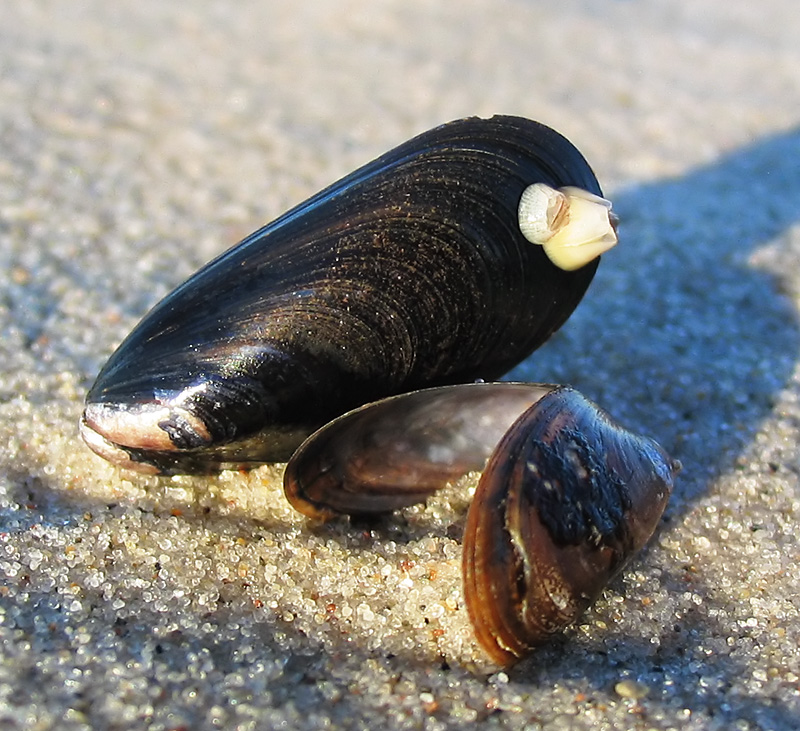
Miesmuschel

Die Landwirtschaft war jahrhundertelang der Haupterwerbszweig der Ostfriesen, wenn auch in den Städten der Handel und seit etwa Mitte des 19. Jahrhunderts, noch mehr im 20. Jahrhundert, auch die Industrie einen bedeutenden Anteil an der Wertschöpfung erlangte – und noch heute innehat.
Auch im 21. Jahrhundert spielt die Landwirtschaft in Ostfriesland eine große Rolle. So zählt der Landwirtschaftliche Hauptverein für Ostfriesland, die Interessenvertretung der ostfriesischen Landwirte, 6500 Mitglieder. Insgesamt gab es 2020 2946 landwirtschaftliche Betriebe in Ostfriesland. Zusammen bewirtschaften sie eine Fläche von 195.130 ha. Davon sind 76.434 ha Ackerland und 118.351 ha Dauergrünland. Der Anteil der Beschäftigten in der Land- und Forstwirtschaft reicht von 0,4 % in der Stadt Emden bis zu 2 % im Landkreis Aurich (Bundesdurchschnitt: 0,9 %).
Besonders die Milchwirtschaft ist stark ausgeprägt. Durch die großen Flächen an fruchtbarem Weideland bieten sich gute Bedingungen für die Milchviehhaltung. Ostfriesland zählt mit anderen norddeutschen Regionen sowie dem bayrischen Voralpenland zu den Hauptregionen für Milchviehhaltung in Deutschland, die Landkreise Aurich und Leer zählen zu den zwölf größten Milcherzeuger-Landkreisen Deutschlands. Insgesamt halten die Landwirte in Ostfriesland 149.110 Milchkühe. Trotz der hohen Bedeutung der Milchviehhaltung findet sich nur noch eine größere Molkerei in Ostfriesland, die Firma Rücker in Aurich. Weitere größere Molkereien sind in den Nachbarlandkreisen Ammerland und Emsland zu finden, darunter DMK Deutsches Milchkontor und die Molkerei Ammerland. Diese werden auch von ostfriesischen Milchbauern beliefert.
Ostfriesland hat als landwirtschaftlich geprägte Region einige eigenständige Nutztierrassen hervorgebracht. Hervorzuheben sind dabei das Ostfriesenpferd, das Ostfriesische Milchschaf, das mittlerweile nur noch in wenigen reinen Exemplaren vertretene schwarzbunte Rind, die Emder Gans sowie die Hühnerrasse Ostfriesische Möwen in verschiedenen Farbschlägen. Das zum Typ des Niederungsviehs gehörende schwarzbunte Rind gehört zu den bedrohten alten Rassen. Es wurde seit langem durch Hochleistungszuchten wie die Holstein Friesian, eine in den USA entstandene Hybridrasse, verdrängt.
In den Poldergegenden am Küstensaum (vom Rheiderland über die Krummhörn und das Norderland bis zum Harlingerland) finden sich auch Getreide-, Kartoffel- und Gemüsebauern. Vorherrschend sind Weizen, der auf einer Fläche von 7.874 ha angebaut wird und Mais (12.762 ha), es wird jedoch auch auf 2.870 Hektar Fläche Raps angebaut. In den Moor- und Geestgegenden des Binnenlands hingegen ist die Viehwirtschaft vorherrschend.
Die Landwirtschaft hat auch wesentlichen Anteil an der kulturräumlichen Entwicklung Ostfrieslands. So entstanden die Moorkolonien mit ihren typischen Fehnkanälen durch die Arbeit derer, die sich in den Mooren eine (landwirtschaftliche) Existenz aufbauen wollten. Zum Transport der Waren wurden eigene Schiffstypen wie beispielsweise die Mutte entwickelt. Die Wallhecken in der Mitte Ostfrieslands entstanden als Einfriedungen von Feldern.
Die zunehmende Bedeutung der regenerativen Energieerzeugung hat vielen Landwirten ein zusätzliches Einkommen ermöglicht – sei es durch Windkraftanlagen oder durch Biomasse-Kleinkraftwerke. Letztere führen allerdings teilweise bereits zu einer Flächenkonkurrenz zwischen Nutzpflanzen mit hohem Energiewert für die Stromerzeugung (etwa Mais) und anderen Pflanzen. Auf mehreren Feldern in Ostfriesland finden sich größere Freiland-Photovoltaikanlagen.
In mehreren kleinen Häfen in Ostfriesland befinden sich Flotten von Krabbenkuttern, vor allem in Ditzum, Greetsiel, Norddeich, Dornumersiel und Neuharlingersiel. Die Krabbe (eigentlich: Nordseegarnele) ist die einzige marine Garnele mit fischereiwirtschaftlicher Bedeutung in Deutschland. Daneben werden auch Miesmuscheln gefischt. Hochseefischerei wird von Ostfriesland aus nach Einstellung der Emder Heringsfischerei nicht mehr betrieben. Der Walfang wurde bereits weit vor dem 20. Jahrhundert beendet. Wohl aber findet in nennenswertem Umfang Sportfischerei statt, besonders in den zahlreichen Binnengewässern.

### Industrie

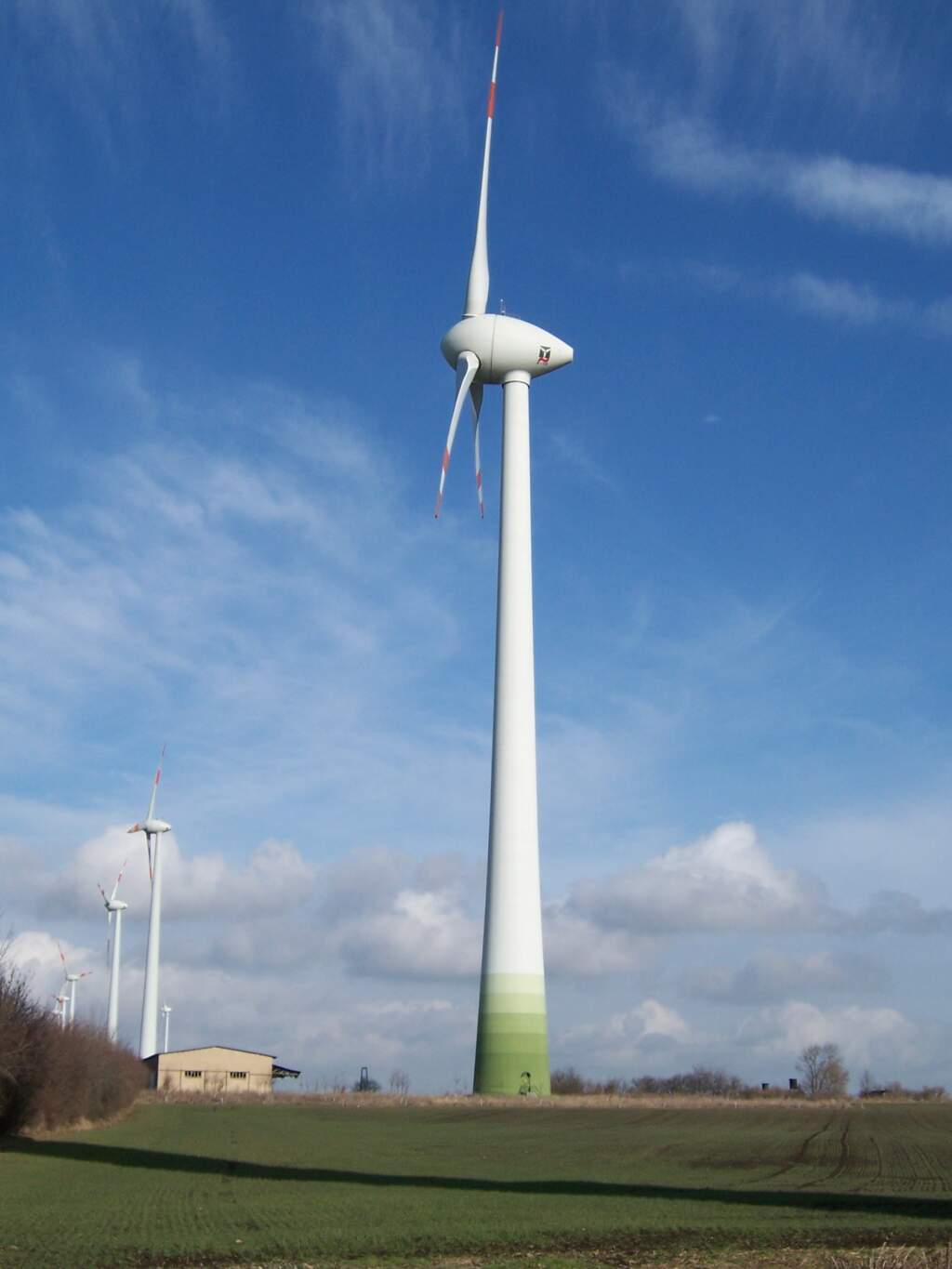
Enercon-Windkraftanlage

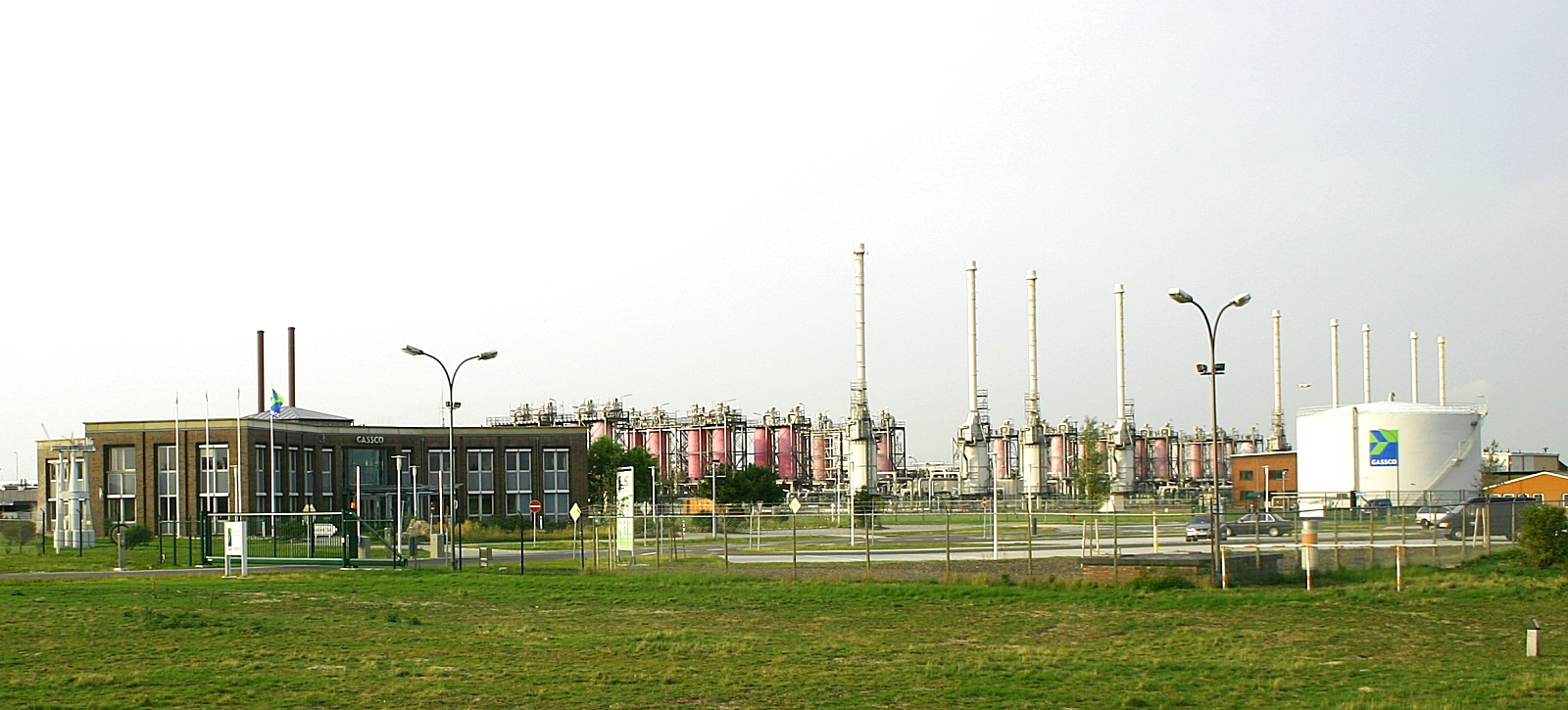
Gasanlandestation an der Knock in Emden, gemeinsam betrieben von StatoilHydro und ConocoPhillips unter dem Namen Gassco

In Ostfriesland fand im Vergleich zu anderen Teilen Deutschlands die Industrialisierung erst recht spät statt. Zu den ersten Industrien gehörten Schiffbaubetriebe, Ziegeleien und einzelne Textilindustriebetriebe, vornehmlich Webereien in Leer. Durch den Ausbau Emdens zum Seehafen des Ruhrgebietes wurde die Industrialisierung vorangetrieben, Emden ist industrieller Schwerpunkt Ostfrieslands. Einen weiteren Schub erhielt die Industrialisierung in der Region durch den Bau des Volkswagenwerks Emden 1964. Das VW-Werk ist mit rund 8.000 Beschäftigten sowie allein 1000 Mitarbeitern in einem angrenzenden Zuliefererpark der größte industrielle Arbeitgeber der Region.
Neben dem Automobilbau ist der Schiffbau ein wichtiges Standbein für den regionalen Arbeitsmarkt. Viele Ostfriesen, besonders aus dem südlichen Landkreis Leer, finden Arbeit bei der Meyer Werft im benachbarten Papenburg, wo rund 2500 Menschen beschäftigt sind. Kleinere Werften gibt es darüber hinaus in Emden, Leer und Oldersum; Bootsbauer in weiteren Orten der Region. Schiffbau-Zulieferer finden sich in der gesamten Region.
Enercon, der größte deutsche Hersteller von Windkraftanlagen, hat seinen Hauptsitz in Aurich und beschäftigt in Aurich, Emden und Georgsheil direkt mehr als 3000 Personen, rund 2800 davon in Aurich.
In Ostfriesland werden nicht nur Windenergieanlagen hergestellt, die Region ist auch selbst eine Hochburg der Windenergie-Nutzung in Deutschland. Wegen der kräftigen Winde an der Küste und der teilweise recht dünnen Besiedlung gibt es viele große Windparks in der Region. Der Gesamtverbrauch der Strommenge betrug 2007 in Ostfriesland 2160 Millionen Kilowattstunden. Rechnerisch wurden 84,8 % dieses Verbrauchs aus Windenergie in der Region gewonnen, weitere elf Prozent aus Biomasse und zusammen ein Prozent aus Photovoltaik, Klärgas, Deponiegas und anderen regenerativen Energiequellen. Der Anteil regenerativ erzeugter Energie am Gesamtverbrauch der Region betrug somit 2007 96,8 %. Ende 2014 waren im IHK-Bezirk 1.435 Megawatt Windenergieleistung und damit 18 Prozent der niedersächsischen Gesamtleistung installiert. Allein durch Strom aus Onshore-Windenergie konnten rein rechnerisch 162 Prozent des regionalen Strombedarfs gedeckt werden. Insgesamt wurden im IHK-Bezirk Ostfriesland und Papenburg rein rechnerisch 213 Prozent des Strombedarfs aus Erneuerbaren Energien gedeckt.
In Emden und Dornum befinden sich die beiden Anlandestationen für norwegisches Nordsee-Erdgas, das über die Pipelines Norpipe, Europipe I und Europipe II zugeführt wird. Damit wird rund 30 Prozent des deutschen Erdgasverbrauchs über Ostfriesland importiert und weitergeleitet. Emden ist Sitz der Deutschland-Zentrale des norwegischen Konzerns StatoilHydro. In Etzel im Landkreis Wittmund befindet sich ein Untertage-Erdgasspeicher mit 75 Kavernen in Betrieb: 51 für Erdgas und 24 für Rohöl. Insgesamt beträgt das Volumen der Anlage derzeit ca. 40 Mio. Kubikmeter auf einer Fläche von 1.500 ha (15 km²). Insgesamt sind 99 Kavernen genehmigt. Ein Ausbau auf bis zu 144 Kavernen war angedacht. 2025 wurden erstmals zwei umgerüstete Kavernen  mit 90 Tonnen Wasserstoff befüllt.
Im Bezirk der Industrie- und Handelskammer für Ostfriesland und Papenburg, der neben Ostfriesland auch die emsländische Stadt Papenburg umfasst, hat die Zahl der Industriebeschäftigten 2010 um 2,2 % auf 21.850 Arbeitnehmer zugenommen. Die Exportquote liegt mit 45,4 % über dem Durchschnitt des Landes Niedersachsen. Für die Exportquote waren vor allem das Emder VW-Werk, die beiden Großwerften Meyer Werft und Nordseewerke, Enercon und die jeweiligen Zulieferer verantwortlich.
Neben den genannten Betrieben finden sich in Ostfriesland Elektroindustrie, Stahl- und Maschinenbau, Nahrungsmittelindustrie und eine Vielzahl von Betrieben des Bauhaupt- und Baunebengewerbes.
In den einzelnen Städten und ihrem Umland, von wo aus viele Arbeitnehmer einpendeln, ergibt sich durch die Abhängigkeit von den großen Unternehmen eine Monostruktur. So arbeiten von den gut 22.000 Industriebeschäftigten im IHK-Bezirk allein rund 15.500 bei den größten vier Unternehmen, davon wiederum allein 9100 bei VW – die Zulieferer noch nicht eingerechnet. Versinnbildlicht wird diese Monostruktur durch den oft zu hörenden Ausspruch Wenn VW hustet, bekommt Ostfriesland eine Lungenentzündung.

### Dienstleistungen

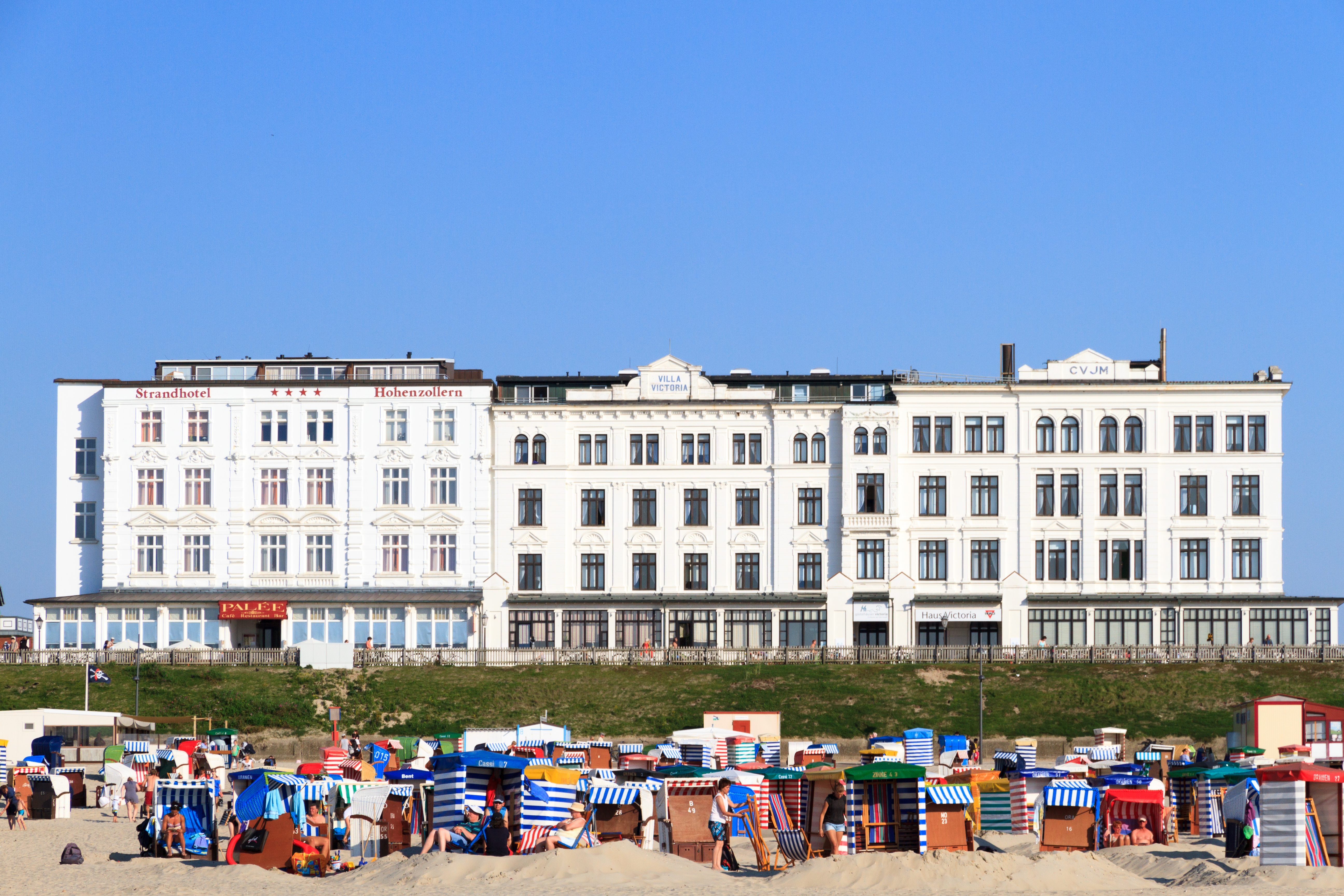
Strand auf Borkum

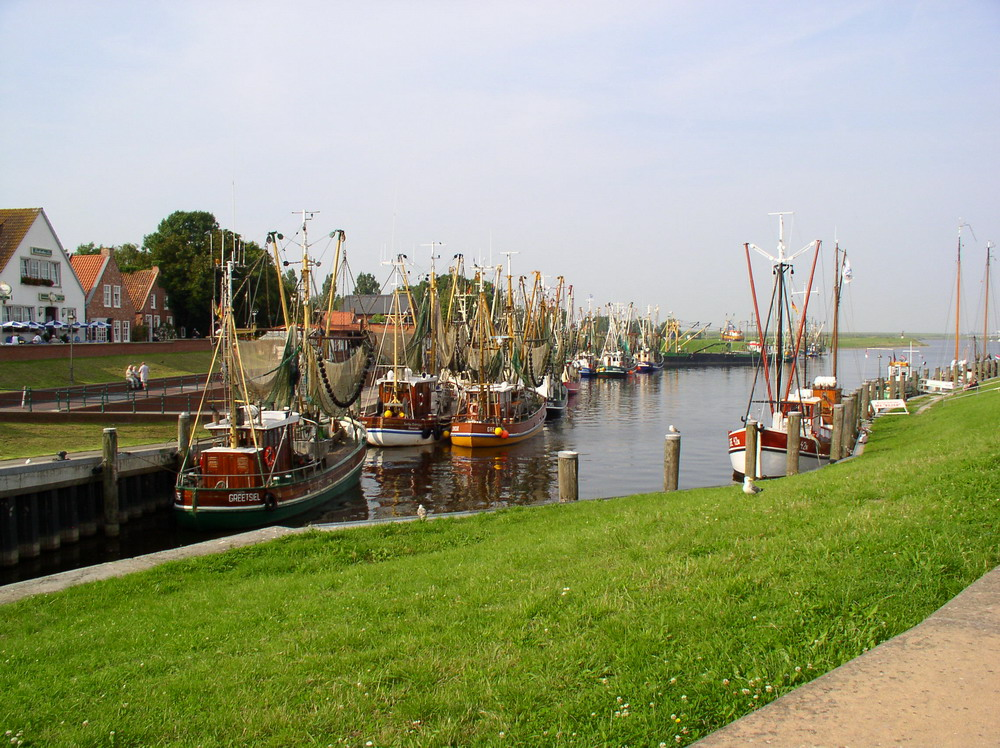
Fischerdorf Greetsiel

Touristisch erschlossen sind in erster Linie die Ostfriesischen Inseln, welche breite Sandstrände zum Baden bieten. Auf den Inseln begann der Tourismus bereits am Ende des 18. Jahrhunderts (Norderney war 1797 erstes deutsches Nordseeheilbad). Davon profitierten dann auch die Fährorte wie Norddeich oder Bensersiel. Abseits von den Inseln und den Küstenorten spielte der Tourismus im Landesinneren lange Zeit keine große Rolle. Seit Mitte der 1970er Jahre ändert sich dies aber zunehmend, und die Regionen im Binnenland versuchen, ihre Orte ebenfalls touristisch zu vermarkten. Die Anlegung von Wander- und Radwanderwegen, Paddelrouten sowie touristischen Themenrouten hat dazu beigetragen. Auch der Kulturtourismus gewann in den vergangenen Jahrzehnten an Bedeutung, unter anderem seit Eröffnung der Kunsthalle in Emden (1986).
Leer ist ein bedeutender Reederei-Standort: Nach Hamburg ist hier der zweitgrößte Teil der deutschen Seehandelsflotte beheimatet. Als Einkaufsorte der Region dienen vor allem Aurich und Leer, in geringerem Maße auch Emden, gefolgt von Norden und Wittmund. Besonders der Einzelhandel in den küstennahen Städten Norden und Wittmund profitiert dabei auch von den Urlaubern. Aurich hat eine Einzelhandelszentralität von 135 % (2015), Leer liegt bei 203 % und Emden bei 116 %.
Größere öffentliche Dienstleister sind unter anderem die Bundesbehörden Bundesanstalt für Verwaltungsdienstleistungen (BAV) in Aurich und das Wasserstraßen- und Schifffahrtsamt Emden (WSA). Wichtige Landesbehörden sind der Niedersächsische Landesbetrieb für Wasserwirtschaft, Küsten- und Naturschutz (NLWKN), der in Norden seinen Hauptsitz und in Aurich eine Betriebsstelle hat. Im Auricher Schlossbezirk befindet sich außerdem der Hauptsitz der Landesweiten Bezüge- und Versorgungsstelle (LBV) der Oberfinanzdirektion (OFD) Niedersachsen. Die Hochschule Emden/Leer (4174 Studierende, 471 Beschäftigte) hat ihre Standorte in Emden und Leer. Der Haupt- und Verwaltungssitz der Hochschule ist in Emden.
Drei ostfriesische Städte sind Garnisonsstädte: Aurich, Leer und Wittmund. In der Auricher Blücher-Kaserne hatte die 4. Luftwaffendivision ihr Hauptquartier. Inzwischen unterhält die Bundeswehr hier nur noch das Munitionslager Aurich sowie eine Anlage zur Luftraumüberwachung in Brockzetel. In der Nachbarstadt Wittmund ist das Richthofengeschwader stationiert, das unter anderem die Alarmrotte für den norddeutschen Raum stellt. In der Leeraner von Lettow-Vorbeck-Kaserne ist das Kommando Schnelle Einsatzkräfte Sanitätsdienst beheimatet.
Das für alle fünf ostfriesischen Amtsgerichtsbezirke (Aurich, Emden, Leer, Norden, Wittmund) zuständige Landgericht Aurich hat seinen Sitz im historischen Auricher Schloss. In direkter Nähe am Schlossplatz befindet sich die Hauptstelle der Staatsanwaltschaft Aurich, die ebenfalls für ganz Ostfriesland zuständig ist. Die jeweils übergeordneten Behörden sind das Oberlandesgericht Oldenburg und die Generalstaatsanwaltschaft Oldenburg. Das für ganz Ostfriesland zuständige Sozialgericht hat seinen Sitz an der Kirchstraße in der Auricher Altstadt. Das für die Landkreise Aurich und Leer sowie die kreisfreie Stadt Emden zuständige Arbeitsgericht Emden hat seinen Sitz im Behördenviertel in Emden. Für den Landkreis Wittmund ist das Arbeitsgericht Wilhelmshaven zuständig.
Die Agentur für Arbeit Emden-Leer mit Standorten in Leer, Emden, Norden, Wittmund, Aurich, Juist, Norderney und Borkum ist für die Betreuung der Arbeitslosen in Ostfriesland zuständig.

### Medien
In Ostfriesland gibt es eine große Vielfalt an Tageszeitungen mit eigenständigen Lokalredaktionen. Die Auflagen der Zeitungen (Daten aus dem vierten Quartal 2022, jeweils verkaufte Auflage inklusive e-Paperausgaben) reichen von 26.820 (Ostfriesen-Zeitung) bis hinunter zu einer kleinen vierstelligen Zahl bei den Inselblättern Borkumer Zeitung (verkaufte Auflage: 641) und Norderneyer Badezeitung (verkaufte Auflage: 655). Die Ostfriesen-Zeitung ist die einzige regionsweit erscheinende Tageszeitung, während die beiden Inselzeitungen lediglich auf den jeweiligen Inseln erscheinen. Die Verbreitungsgebiete der übrigen Titel orientieren sich oftmals, aber nicht ausschließlich an (teils ehemaligen) Verwaltungsgrenzen der Landkreise.
Die Ostfriesen-Zeitung ist in einem Teil des Landkreises Leer (Stadt Leer sowie nördlicher und östlicher Landkreis Leer) de facto die einzige Tageszeitung. Im Südosten des Landkreises Leer, im Overledingerland, erscheint zudem der General-Anzeiger (verkaufte Auflage: 7.251). General-Anzeiger und Ostfriesen-Zeitung sind in dem Verlagshaus Zeitungsgruppe Ostfriesland wirtschaftlich und größtenteils auch redaktionell zusammengefasst. Im Rheiderland, dem Gebiet des früheren Landkreises Weener, hat die Rheiderland-Zeitung (5.592) ihren Auflagenschwerpunkt.
Die Emder Zeitung (verkaufte Auflage: 7.591) hat ihren Schwerpunkt in der kreisfreien Stadt Emden und ihren Umlandgemeinden. Der Ostfriesische Kurier (9.235) erscheint in erster Linie im Gebiet des ehemaligen Landkreises Norden, die Ostfriesischen Nachrichten (11.068) vornehmlich im Altkreis Aurich (Städte Aurich, Wiesmoor sowie die Gemeinden Großefehn, Ihlow und Südbrookmerland). Der Anzeiger für Harlingerland (10.580) hat den Schwerpunkt seiner verkauften Auflage im Landkreis Wittmund. Die Nordwest-Zeitung bietet Lokalausgaben für alle ostfriesischen Kommunen seit dem 8. September 2020 an. Sie erscheinen ausschließlich online.
Zwei Zeitungen (Ostfriesische Nachrichten, Rheiderland-Zeitung) beziehen den sogenannten Mantel von der in Osnabrück erscheinenden Neuen Osnabrücker Zeitung, während fast alle anderen Verlage ihren Mantel von der in Oldenburg erscheinenden Nordwest-Zeitung beziehen. Lediglich die Emder Zeitung war bis April 2020 die kleinste deutschsprachige Vollzeitung Deutschlands. Seitdem wird der Mantelteil von der Nordwest-Zeitung in Oldenburg bezogen.
Das Ostfriesland Magazin ist die Monatszeitschrift für Ostfriesland. In mehreren Städten und Gemeinden gibt es darüber hinaus Anzeigenblätter mit verschiedenen Erscheinungsweisen.
Der Bürgerrundfunksender Radio Ostfriesland mit Hauptsitz in Emden und Studios in Aurich und Leer sendet neben seinem Musikprogramm täglich Nachrichten und Features aus der Region, teils auch komplett Sendungen auf Plattdeutsch. Der in Wilhelmshaven beheimatete Sender Radio Jade sendet ebenfalls bis nach Ostfriesland. Auf Norderney hat sich aus einem ehemaligen Piratensender das Privatradio SWS (Sturmwellensender) entwickelt, das in den Sommermonaten ein Programm für die Küste, besonders aber die Insel Norderney selbst, ausstrahlt.
Der Friesische Rundfunk ist ein privater regionaler Fernsehsender. Er war zunächst in Hinte, später in Sande beheimatet, ist aber mittlerweile ins ostfriesische Friedeburg umgezogen.
Die terrestrische Fernsehversorgung Ostfrieslands wird über den Grundnetzsender Ostfriesland in Aurich-Popens sichergestellt. Beim Radio kommen die Fernmeldetürme in Haxtum, Emden, Nüttermoor und Wilhelmshaven hinzu. Geschichtlich wurden Sat.1 und RTL vermutlich seit 1988 bis zur Umstellung auf DVB-T am 24. Mai 2004 terrestrisch und analog über die beiden letzteren sowie den Fernmeldeturm Eilsum am Wohnplatz Middelstewehr ausgestrahlt.

## Verkehr
Über Jahrhunderte waren Wasserstraßen für Ostfriesland die wichtigsten Verkehrswege – zumindest für den Fernhandel und den überörtlichen Handel innerhalb Ostfrieslands. Aufgrund ihrer peripheren Lage wurde die Region erst spät an das Eisenbahn- und später das Autobahnnetz angeschlossen.
Die wichtigsten Verkehrsverbindungen folgen zum einen ungefähr dem Lauf der Ems in Richtung Süden und queren zum anderen Ostfriesland in Ost-West-Richtung in Höhe der Städte Leer und Oldenburg.

### Straßenverkehr

Verkehr in Ostfriesland

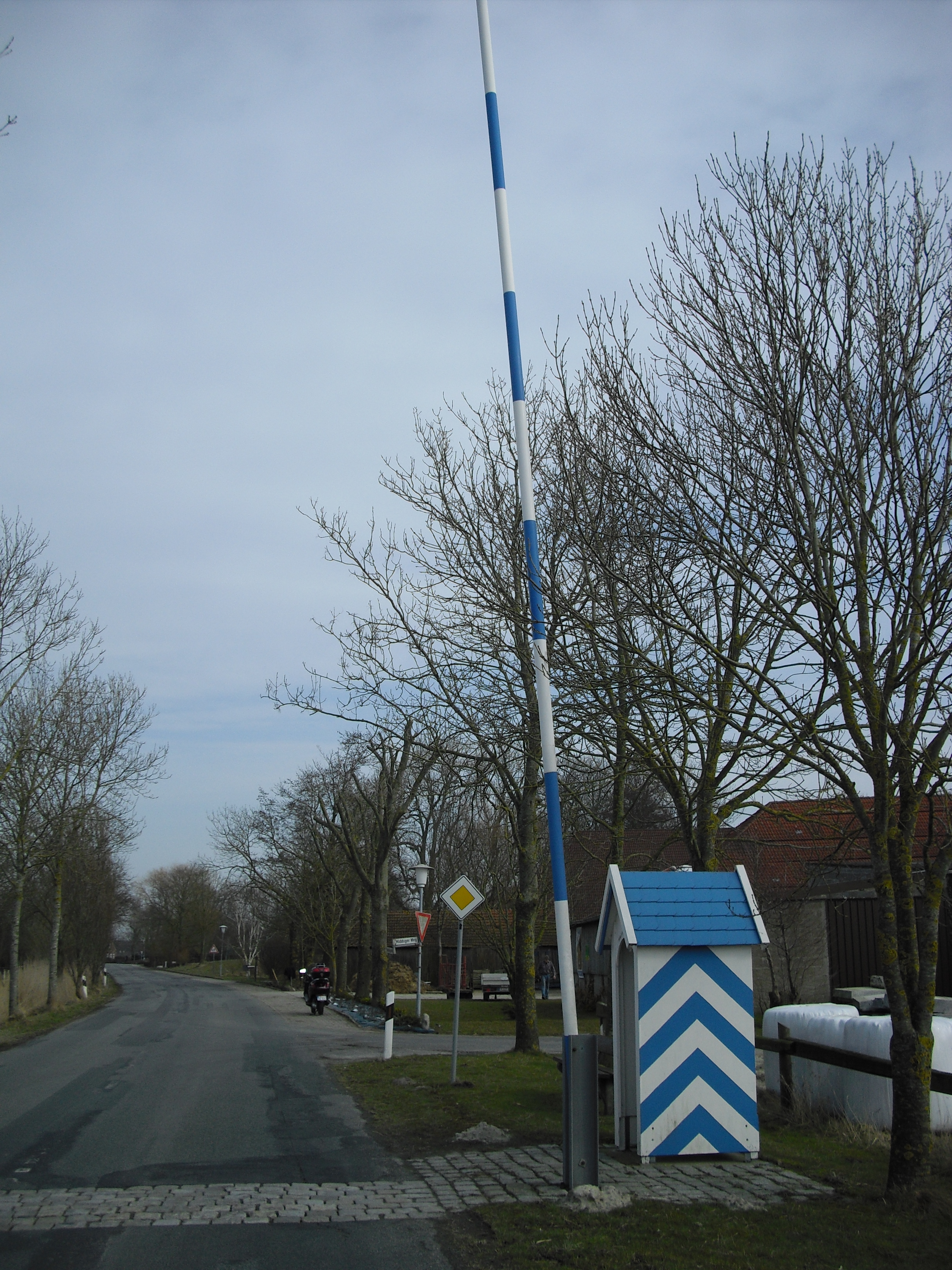
Ostfriesisch-oldenburgischer „Grenzübergang“ bei Middoge

Drei Autobahnen führen durch Ostfriesland, eine weitere weiter östlich ist zumindest für das östliche Ostfriesland (Landkreis Wittmund) von großer Bedeutung.
Die 1988 auf dem ostfriesischen Abschnitt fertiggestellte Bundesautobahn A 28 ist eine Ost-West-Verbindung von Leer über Oldenburg bis zur A 1 bei Stuhr. Die A 28 ist die wichtigste Ost-West-Verbindung in Ostfriesland und verbindet die Region mit dem Ballungsraum Bremen-Oldenburg sowie darüber hinaus mit Hamburg und Hannover.
Die im Dezember 2004 vollendete A 31 verbindet den Nordseehafen Emden mit der im Ruhrgebiet gelegenen A 2/A 3 bei Bottrop. Sie wird auch als Ostfriesenspieß oder Emslandautobahn bezeichnet. Ihr Bau wurde teilweise von den Regionen Emsland und Ostfriesland, durch Spenden von Privatleuten und Firmen aus den genannten beiden Regionen sowie von den Niederlanden finanziert, für die die A 31 eine wichtige grenznahe Verbindung ist. Dieses Finanzierungsmodell ist bislang ohne Beispiel in Deutschland.
Die vier Kilometer lange A 280 verlängert die niederländische A7, die von Zaandam über Groningen nach Deutschland führt, zur A 31. Sie verbindet somit das deutsche und das niederländische Autobahnnetz. Die A 280 in ihrer Gesamtlänge, gefolgt von einem Teilstück der A 31 und der A 28 in ihrer Gesamtlänge sind Bestandteil der Europastraße 22.
Daneben ist die A 29, die Wilhelmshaven mit der A 1 bei Ahlhorn verbindet, der wichtigste Zubringer für das östliche Ostfriesland, im Wesentlichen also den Landkreis Wittmund. Die A 29 verläuft jedoch an keiner Stelle über ostfriesischen Boden.
Nach der A 28 ist die Bundesstraße B 210 die zweite wichtige Ost-West-Verbindung in Ostfriesland. Sie führt von Emden über Aurich, Wittmund, Jever und Schortens nach Wilhelmshaven. Für den Landkreis Wittmund ist sie eine der beiden Verbindungsstraßen zur A 29. Eine weitere Ost-West-Verbindung ist die B 436 von Weener zur A 29 bei Sande im Landkreis Friesland. Zwischen Weener und Hesel führt die B 436 über dieselbe Trasse wie früher die – in Ostfriesland inzwischen entwidmete – B 75, die durch die A 28 ersetzt wurde.
In der Zeit vor der Eröffnung der Autobahnen in Ostfriesland haben – neben der früheren B 75 – besonders zwei Bundesstraßen eine wichtige Rolle für den überregionalen Verkehr gespielt: die B 70 und die B 72. Die B 70 ist eine der längsten Bundesstraßen in Nordwestdeutschland und verbindet Ostfriesland mit dem Niederrhein. Die B 70 führt auf ihrem Weg von Neermoor nach Wesel fast immer entlang der Ems. Während die B 70 heute in Neermoor endet, führte sie in früheren Jahrzehnten weiter über Emden bis nach Norddeich. Die B 72 führt von der A 1 bei Cloppenburg über Aurich bis an die Küste nach Norddeich und wurde vor Eröffnung der A 28 ausgebaut, weil sie ein wichtiger Zubringer im Urlauberverkehr war. Zwischen Friesoythe (Landkreis Cloppenburg) und der Anschlussstelle Filsum an der A 28 verläuft die B 72 als Kraftfahrstraße im „2 zu 1“-System. Sie stellt weiterhin eine Alternative zur kompletten Fahrt auf der Autobahn dar, wenn das Fahrtziel der Raum Osnabrück ist.
Die B 438 führt von Folmhusen (Gemeinde Westoverledingen) über Collinghorst, Rhaudermoor, Westrhauderfehn (Gemeinde Rhauderfehn) und Ostrhauderfehn, Idafehn (Gemeinde Ostrhauderfehn) nach Wittensand (Saterland). Sie verbindet die B 70 mit der B 72 und erschließt den südlichen Landkreis Leer. Die B 461 führt von der Kreisstadt Wittmund zu den Sielhäfen in den Wittmunder Stadtteilen Carolinensiel und Harlesiel. Sie ist damit eine der wenigen Bundesstraßen in Deutschland, die sich in ganzer Länge innerhalb einer Gemeinde befinden.
Der am stärksten befahrene Abschnitt einer Bundesstraße in Ostfriesland ist die B 72/210 am westlichen Stadtrand Aurichs, im Stadtteil Extum. Dort fahren täglich knapp 28.000 Fahrzeuge vorbei. Auf dem östlichen Innenstadtring Aurichs (B 72) sind es noch fast 26.300 Fahrzeuge, darunter knapp 1400 LKW, was den höchsten Wert für Lastwagen auf Ostfrieslands Bundesstraßen darstellt. Auf der B 210 im Emder Stadtteil Harsweg, der Hauptausfallstraße in nördliche Richtung, wird der dritthöchste Wert erreicht: fast 23.100 Fahrzeuge. Der vierthöchste Wert wird am südlichen Stadteingang Nordens nahe dem Bahnhof beobachtet (22.200 Fahrzeuge).
Viele der Küstenorte – darunter auch jene Fährorte, die nicht an einer Autobahn (Emden) oder Bundesstraße (Norddeich, Harlesiel) liegen – sind durch Landesstraßen an das überörtliche Verkehrsnetz angeschlossen. Die Nummerierung der Landesstraßen in Niedersachsen beginnt in Ostfriesland mit der L 1 von Oldersum nach Aurich.
Der straßengebundene Öffentliche Personennahverkehr (ÖPNV) mit Bussen wird durch den Verkehrsverbund Ems-Jade (VEJ) sichergestellt.

### Bahnverkehr

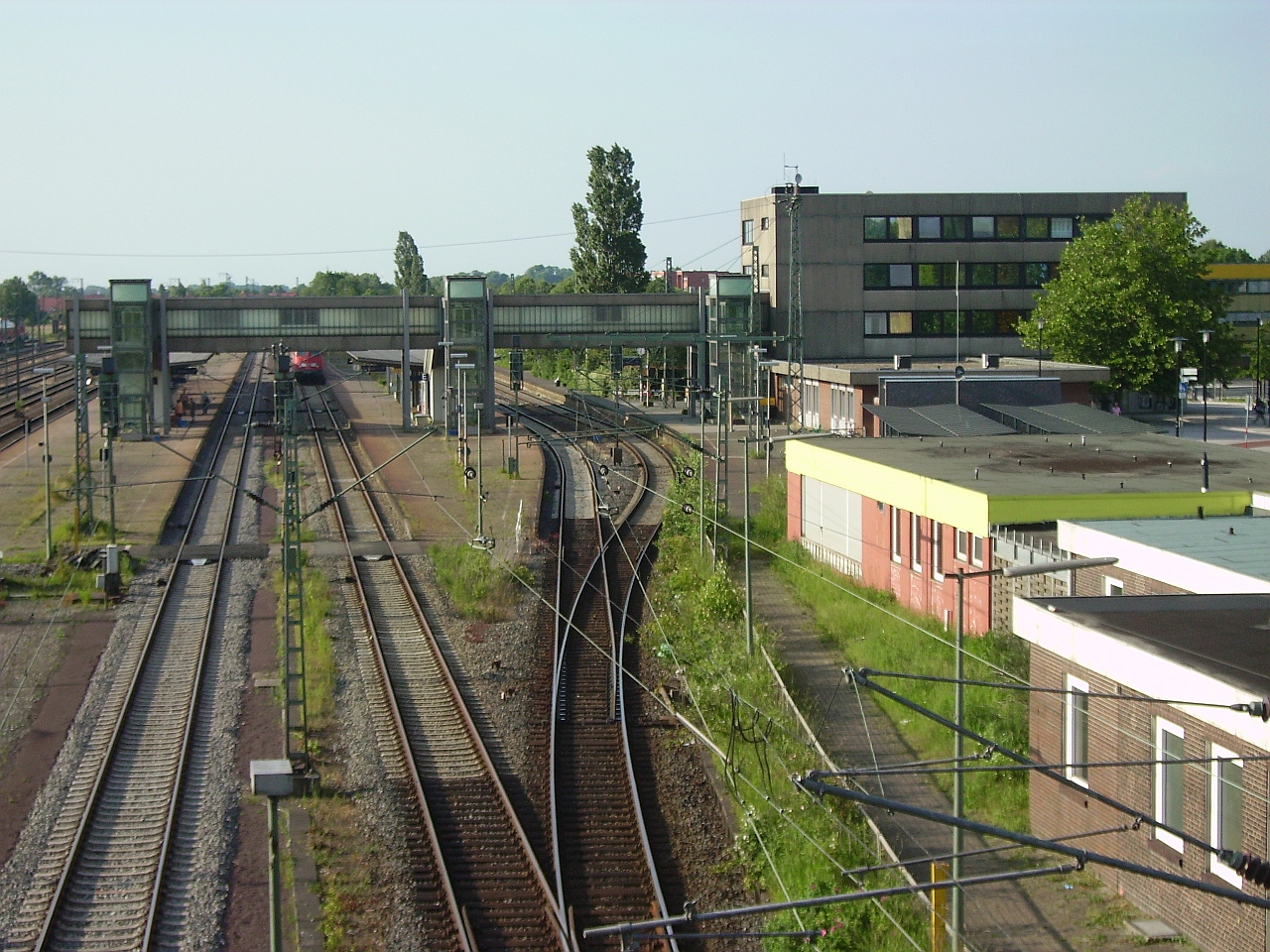
Blick auf das Gebäude und einen Teil der Gleise im Emder Hauptbahnhof vor der umfangreichen Sanierung

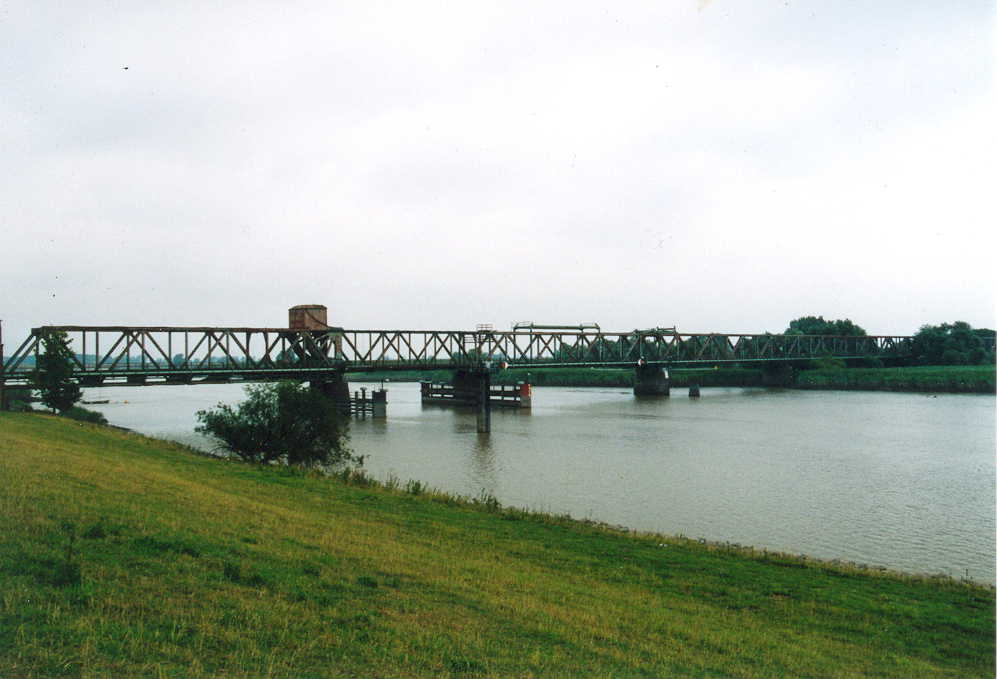
Die Friesenbrücke über die Ems bei Weener – war Deutschlands längste Eisenbahn-Klappbrücke

Die wichtigsten Eisenbahnlinien Ostfrieslands sind die elektrifizierten Hauptbahnstrecken von Norden in Richtung Oldenburg/Bremen und in Richtung Münster, die im Regional- (RE, RB) und Fernverkehr (IC) der Deutschen Bahn AG befahren werden.
Die Bahnstrecke Rheine–Norddeich Mole (Kursbuchstrecke 395) von Norden über Emden und Leer nach Münster ist zweigleisig und – wegen der früheren Erztransporte zwischen Emden und dem Ruhrgebiet – für den Schwerstlastverkehr ausgelegt. Die Bahnstrecke Oldenburg–Leer (Kursbuchstrecke 390) ist hingegen lediglich eingleisig. Im Bundesverkehrswegeplan ist ein zweigleisiger Ausbau lediglich als „weiterer Bedarf“ festgehalten.
InterCity-Zugverbindungen bestehen vom Bahnhof Norddeich Mole in Richtung Berlin/Leipzig sowie in Richtung Köln. Teilweise enden Züge am Bahnhof Emden Außenhafen statt in Norddeich. Die IC-Linie von Norddeich Mole/Emden-Außenhafen über Emden und Leer nach Köln/Koblenz/Stuttgart/Konstanz (IC-Linie 35) wird im Zwei-Stunden-Takt bedient, die Strecke von Norddeich Mole über Emden und Leer nach Berlin/Cottbus oder Leipzig (IC-Linie 56) auch. Regional-Express-Verbindungen bestehen von Norddeich Mole nach Hannover sowie von Emden nach Münster. Einige der Verbindungen nach Münster enden nicht am Emder Hauptbahnhof, sondern am Bahnhof Emden Außenhafen, abgestimmt auf die Fährzeiten nach Borkum. Die Strecke zwischen dem Emder Hauptbahnhof und dem Außenhafen ist die Kursbuchstrecke 395.
Zwischen Emden und Wittmund verlief die Strecke der Ostfriesischen Küstenbahn. Sie ist eine eingleisige Strecke. Für den regelmäßigen Personenverkehr wird heute der Abschnitt Emden-Norddeich Mole genutzt. Zwischen Norden und Dornum verkehren im Ausflugsverkehr Züge der Museumseisenbahn Küstenbahn Ostfriesland (MKO). Der Streckenabschnitt zwischen Dornum und Esens ist abgebaut.
Der Personenverkehr auf den Strecken Wilhelmshaven–Oldenburg(–Osnabrück, nicht auf ostfriesischem Gebiet) und Esens–Wilhelmshaven wird von der NordWestBahn GmbH betrieben. Von Esens aus fahren täglich Züge über Wittmund nach Wilhelmshaven, wobei Anschluss in Richtung Oldenburg besteht. Die Strecke zwischen Esens und der Kreisgrenze zum Landkreis Friesland bildet heute den östlichen Abschnitt der Ostfriesischen Küstenbahn.
Die Bahnstrecke Abelitz–Aurich wurde nach ihrer zwischenzeitlichen Stilllegung 1996 im April 2008 wieder reaktiviert. Allerdings wird diese Strecke ausschließlich für den Güterverkehr genutzt, vor allem als Verbindung für Enercon in den Emder Hafen.
Die internationale Schienenverbindung von Leer über Weener und Neuschanz nach Groningen (Bahnstrecke Leer–Groningen, Kursbuchstrecke 397) wurde auf deutscher Seite lange Zeit durch Busse bedient. Inzwischen wird die Strecke vom Transportunternehmen Arriva befahren. Leer ist damit der Knotenpunkt des ostfriesischen Eisenbahnnetzes mit Strecken in alle vier Himmelsrichtungen. Die Stadt bezeichnet sich deswegen als Tor Ostfrieslands. Im Zuge dieser Strecke wird die Friesenbrücke über die Ems befahren, Deutschlands längste Eisenbahn-Klappbrücke. Diese Strecke ist seit dem 3. Dezember 2015 bis auf Weiteres nicht mehr befahrbar, da ein Frachter die Friesenbrücke rammte. Die beschädigte Brücke wurde 2021/22 abgerissen und soll bis voraussichtlich Mitte 2025 durch einen Neubau ersetzt werden.
Seitdem muss auf dem Streckenabschnitt Leer–Weener auf die Buslinie 620 ausgewichen werden.

### Schiffsverkehr und Häfen

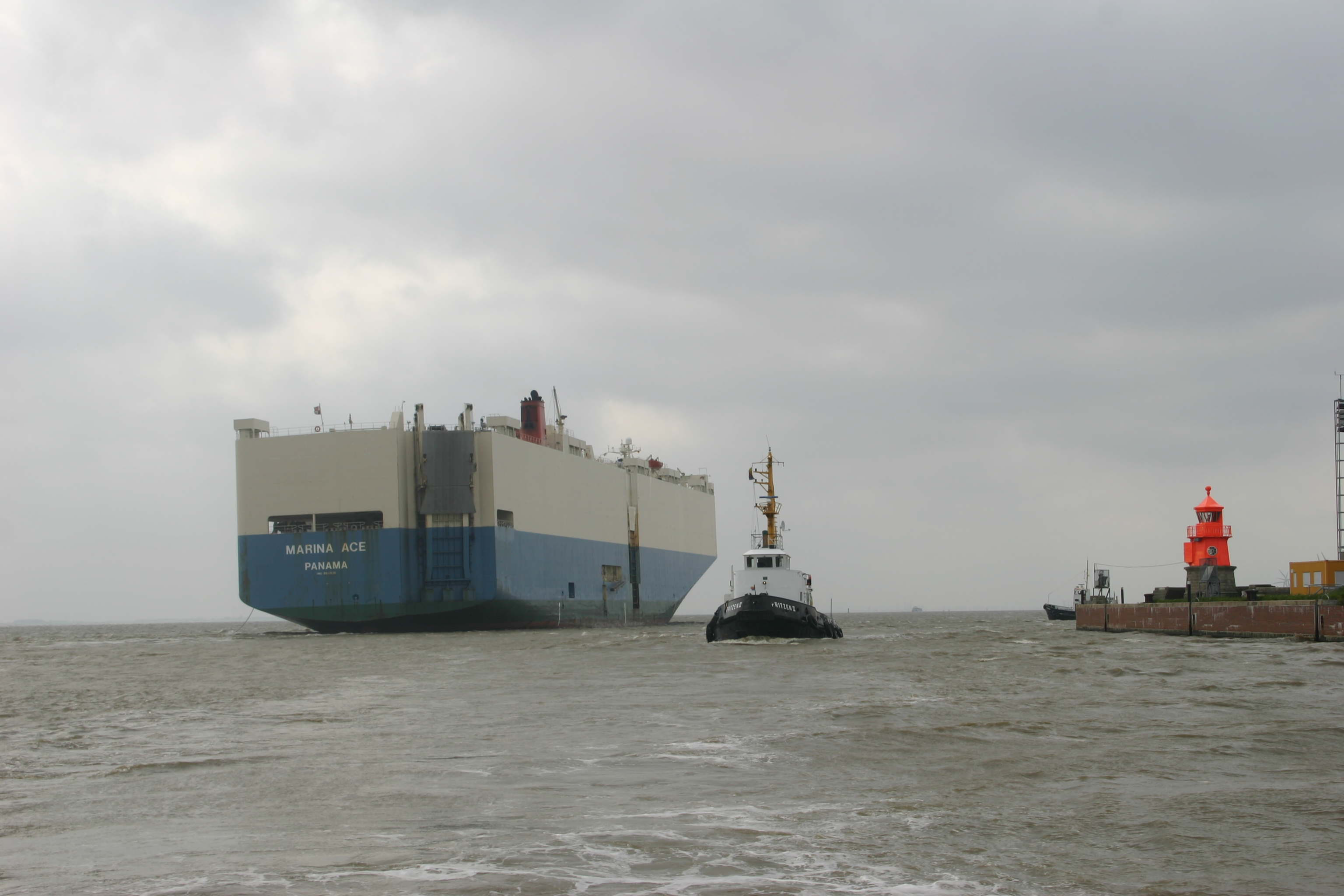
Ein mit Autos beladenes RoRo-Schiff verlässt den Emder Außenhafen, rechts die Westmole

Die Ems ist der wichtigste Transportweg zu Wasser. An ihrem rechtsseitigen Ufer liegen die drei Seehäfen (flussaufwärts geordnet) Emden, Leer und Papenburg – wobei Letzteres bereits zum Landkreis Emsland zählt. Mit gut sechs Millionen Tonnen Jahresumschlag ist der Emder Hafen der größte dieser drei. Emden ist nach Bremerhaven und Zeebrügge (Belgien) der drittgrößte Autoverladehafen Europas mit rund einer Million umgeschlagenen Fahrzeugen pro Jahr – fast ausschließlich solche der Volkswagen AG. Daneben werden Forstprodukte und Flüssigkreide umgeschlagen, beides für die UPM Nordland Papier in Dörpen. Diese Güter werden per Binnenschiff über die Ems weitertransportiert. Zunehmende Bedeutung für den Emder Hafen erhält der Umschlag von Enercon-Windmühlen, die nach Übersee exportiert werden. Zu den weiteren Umschlagsgütern zählen Baustoffe und Magnesiumchlorid. Auch für die Meyer-Werft in Papenburg ist die Ems von immenser Bedeutung, werden auf ihr doch die Schiffe der Werft gen See überführt. Einerseits als Maßnahme des Küstenschutzes, andererseits aber auch zum Aufstauen der Ems bei Überführungen großer Kreuzfahrtschiffe der Meyer-Werft, wurde nahe Gandersum das Emssperrwerk errichtet. Die Leda hat lediglich auf dem kurzen Abschnitt zwischen ihrer Mündung in die Ems und dem Leeraner Hafen Bedeutung für die Seeschifffahrt.
Der Ems-Jade-Kanal, einst als innerostfriesische Verbindung zwischen Emden und Wilhelmshaven angelegt, hat heute fast ausschließlich für die Sportschifffahrt Bedeutung. Lediglich der Transport von Baustoffen vom Emder Hafen zum Binnenhafen von Aurich fällt noch ein wenig ins Gewicht. Der Ems-Seitenkanal wurde einst als Ergänzung zum Dortmund-Ems-Kanal angelegt, wird aber ebenfalls nur noch für die Sportschifffahrt genutzt. Der Dortmund-Ems-Kanal selbst, einst wichtiger Transportweg für Erz von Emden ins Ruhrgebiet, verläuft nicht über ostfriesischen Boden. Er beginnt (aus nördlicher Perspektive betrachtet) erst im Emsland, bis dort benutzen Binnenschiffe die Ems.
In früheren Jahrhunderten waren die Fehnkanäle in Ostfriesland wichtige Transportwege. Auch sie dienen heute allein der Erholung auf dem Wasser. Zu den längsten Fehnkanälen Ostfrieslands zählt der Nordgeorgsfehnkanal.
Fährhäfen zu den Inseln sind – von West nach Ost – Emden (nach Borkum), Norddeich-Mole (nach Juist und Norderney – Mit 825.000 beförderten Personen sowie 180.000 Fahrzeugen war die Verbindung die zweitwichtigste deutsche Fährverbindung im 1. Halbjahr 2004), Neßmersiel (nach Baltrum), Bensersiel (nach Langeoog), Neuharlingersiel (nach Spiekeroog) und Harlesiel (nach Wangerooge). Weitere kleinere Häfen (teils eher Marinas) mit schleusenfreier Verbindung zur Ems und zur Nordsee befinden sich in Pogum, Ditzum, Midlum, Jemgum, Bingum, Weener, Oldersum und Petkum an der Ems sowie in Dornumersiel am Wattenmeer. Die Häfen von Greetsiel und Carolinensiel können durch Schleusen erreicht werden. Für die Fischerei sind vor allem die Häfen in Ditzum, Greetsiel, Norddeich, Dornumersiel und Neuharlingersiel von Bedeutung. In Oldersum ist am Hafen zudem eine kleinere Werft ansässig.

### Flugverkehr
Ostfriesland verfügt über zivile Flugplätze in Leer-Nüttermoor, Emden und Norden-Norddeich. Außerdem verfügen alle Inseln mit Ausnahme Spiekeroogs über Flugplätze. Diese dienen dem Personentransport von und zu den Inseln, teils auch dem Gütertransport mit leichteren Waren. Die meisten Flugbewegungen werden auf dem Flugplatz in Leer verzeichnet, der besonders von Geschäftsreisenden aus Leer und Papenburg häufig genutzt wird. Der Emder Flugplatz ist für die ansässigen Betriebe, vor allem das VW-Werk, ebenfalls von Bedeutung. Der Norddeicher Flugplatz hingegen dient dem Inselverkehr. In Emden ist der OFD Ostfriesischer-Flug-Dienst GmbH (OFD, früher OLT; Tochterfirma der Reederei AG Ems) beheimatet, in Norden/Norddeich die FLN FRISIA-Luftverkehr GmbH (Tochterfirma der Reederei Frisia).
Der nächstgelegene internationale Verkehrsflughafen ist der Flughafen Bremen.

## Persönlichkeiten

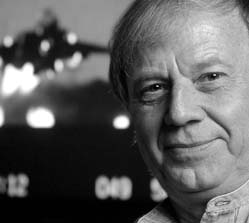
Wolfgang Petersen

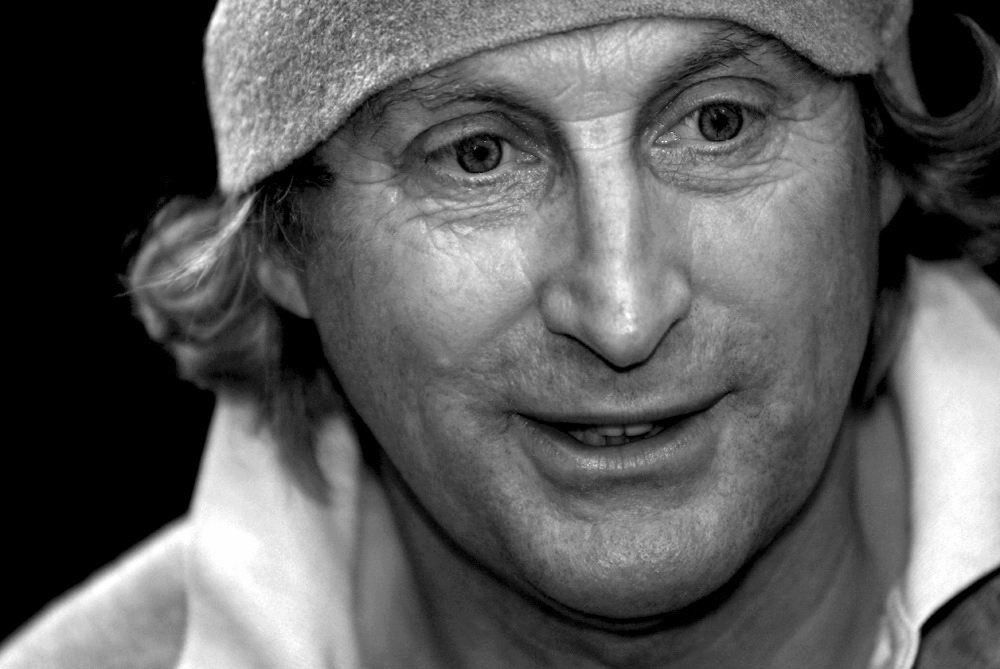
Otto Waalkes

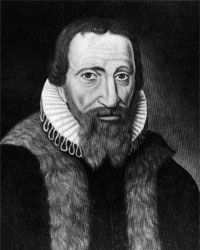
Ubbo Emmius

Ostfriesland hat im Laufe der vergangenen Jahrhunderte – und bis heute – eine Reihe von bekannten Persönlichkeiten hervorgebracht. Den meisten ist gemeinsam, dass sie ihre Karriere anderenorts begannen oder fortsetzten – was als Hinweis auf die periphere Lage des Landstrichs und auf das Fehlen einer Metropole verstanden werden kann.
Der international bekannteste Ostfriese dürfte der aus Emden stammende Filmregisseur Wolfgang Petersen sein. Zu den national bekanntesten Ostfriesen gehören darüber hinaus die ebenfalls aus Emden stammenden Komiker Otto Waalkes und Karl Dall. Besonders Otto hat in vielen Musikalben und Filmen stets seine Herkunft betont. Der Frontmann der Techno-Band Scooter, H. P. Baxxter, heißt mit bürgerlichem Namen Hans-Peter Geerdes und stammt aus Leer.
Der in Emden geborene Journalist Henri Nannen hat das Magazin Stern gegründet und damit einen wesentlichen Beitrag zur Presselandschaft im Nachkriegsdeutschland geleistet. Der Fernsehjournalist und langjährige ARD-Korrespondent in Paris, Heiko Engelkes, wurde in Norden geboren.
Zu den bedeutendsten deutschen Philosophen der Gegenwart zählt der gebürtige Auricher Hermann Lübbe. Ebenfalls in Aurich geboren wurde Rudolf Eucken, der 1908 als zweiter Deutscher den Literatur-Nobelpreis verliehen bekam und damit der einzige Ostfriese ist, der bislang diese Ehrung erhielt. Die aus Pewsum stammende Hermine Heusler-Edenhuizen war 1911 die erste offiziell anerkannte und niedergelassene Frauenärztin in Deutschland. In früheren Jahrhunderten haben der Universalgelehrte Ubbo Emmius aus Greetsiel gewirkt, der unter anderem Gründungsrektor der Universität Groningen war, der Apotheker und Naturaliensammler Albert Seba, der als Herausgeber des „Thesaurus“, einer umfangreichen Buchausgabe mit Darstellungen und Beschreibungen aller Objekte seiner Sammlung, zu den Vorläufern der großen Enzyklopädisten des 18. Jahrhunderts Denis Diderot und Jean Baptiste le Rond d’Alembert gehörte, sowie der Astronom Johann Fabricius aus Resterhafe, der unabhängig von Galileo Galilei die Sonnenflecken entdeckte. Der Leeraner Historiker Onno Klopp hat es als letzter Historiograph der Welfen im 19. Jahrhundert zu Bekanntheit gebracht.
Der SPD-Politiker Garrelt Duin aus Hinte war Europaabgeordneter (2000–2005), Bundestagsabgeordneter (2005–2012) und war von 2012 bis 2017 Minister für Wirtschaft, Energie, Industrie, Mittelstand und Handwerk des Landes Nordrhein-Westfalen. Ulf Thiele aus Uplengen fungiert als niedersächsischer CDU-Generalsekretär. Der ehemalige Wehrbeauftragte des Deutschen Bundestages, Reinhold Robbe (SPD), stammt aus Bunde. 2013 ist Johann Saathoff, gebürtiger Emder, als Direktkandidat für die SPD in den Bundestag eingezogen.
Dieter Eilts aus Upgant-Schott, früherer Fußballprofi bei Werder Bremen, hat zum Gewinn der Europameisterschaft 1996 beigetragen. Der gebürtige Norderneyer Bernd Flessner ist mit 14 deutschen Meistertiteln der erfolgreichste deutsche Windsurfer. Um die Gesundheit von Sportlern kümmert sich einer der bekanntesten deutschen Sportmediziner, der gebürtige Leerhafer Hans-Wilhelm Müller-Wohlfahrt. Die frühere Box-Weltmeisterin Heidi Hartmann wurde ebenso wie der iranische Fußball-Nationalspieler Ferydoon Zandi in Emden geboren, die Leichtathletin Silvia Rieger stammt aus Hinte.
Eine Reihe von bekannten Persönlichkeiten wurde zwar nicht in Ostfriesland geboren, ist der Region aber verschiedentlich verbunden gewesen. Dazu zählt der Seeräuber Klaus Störtebeker, der sich im 14. Jahrhundert die Lage Ostfrieslands an Seewegen bei gleichzeitiger Abgeschiedenheit auf dem Landwege zunutze machte und in Ostfriesland Unterschlupf fand, vor allem in Marienhafe.
Der aus Diedenshausen bei Siegen stammende Rechtsgelehrte Johannes Althusius war einer der bedeutendsten Nicht-Ostfriesen, die in Ostfriesland gewirkt haben. Als Stadtsyndikus von Emden lenkte er maßgeblich die Geschicke der Stadt in der Zeit ihrer größten Blüte um 1600. Althusius gilt auch als einer der ersten Deutschen, die sich wissenschaftlich mit Politik befasst haben.
Der spätere Regierende Bürgermeister von Berlin, Ernst Reuter, gebürtig aus Nordschleswig, verbrachte einen Teil seiner Jugend in Leer. Er besuchte dort die Volksschule und das Gymnasium.
Ex-Bundeskanzler Gerhard Schröder hat sich auf der Insel Borkum einen Zweitwohnsitz eingerichtet. Auf Norderney lebte und arbeitete bis 2008 der aus dem schleswig-holsteinischen Wedel stammende Kunstmaler Ole West.

## Ostfriesland in belletristischen Texten
Seit Mitte der 1980er-Jahre wurde Ostfriesland insbesondere als Schauplatz für Krimis von mehreren Autoren entdeckt. Den Anfang machte dabei der aus Nordrhein-Westfalen stammende, aber seit den 1970ern in Ostfriesland lebende Theodor J. Reisdorf. Ihm folgte unter anderem der ebenfalls aus NRW stammende und in Ostfriesland lebende Klaus-Peter Wolf, wohingegen die Autorin Sandra Lüpkes zwar in Göttingen geboren wurde, aber auf der Insel Juist aufwuchs. Auch der Schriftsteller Wolfgang Bittner, der in Ostfriesland aufwuchs und zeitweise beim Landkreis Wittmund und bei der Bezirksregierung in Aurich tätig war, geht in mehreren seiner Werke auf Ostfriesland ein, so etwa in den Romanen „Der Aufsteiger oder Ein Versuch zu leben“ (1978), „Niemandsland“ (1992) und „Hellers allmähliche Heimkehr“ (2012).
Eine Auswahl an belletristischen Texten mit dem Sujet Ostfriesland:
- Erskine Childers: Das Rätsel der Sandbank (Orig.: The Riddle of the Sands, 1903 erschienen, gilt als einer der ersten Spionageromane und befasst sich mit einer möglichen deutschen Invasion Englands)
- Sophie Wörishöffer: Onnen Visser, der Schmugglersohn von Norderney (im späten Kaiserreich eines der beliebtesten Jugendbücher über Ostfriesland unter französischer Herrschaft).
- Hansjörg Martin: Kein Schnaps für Tamara (spielt in Norden, starke Anspielungen an dortige Geschäftsleute), auch Fernsehfilm.
- Krimis mit Lokalkolorit von Theodor J. Reisdorf: Land, Leute und Leichen (1982), Inselschönheit (1984), Jadedistel (1986), Friesische Todessinfonie (2006).
- Wolfgang Bittner: Schreiben, Lesen, Reisen (2006) (mit einer Rückbesinnung Aufgewachsen in Ostfriesland und einem Nachwort des Wittmunder Bürgermeisters Karl-Heinz Krüger).
- Krimis mit Lokalkolorit von Klaus-Peter Wolf: Ostfriesenkiller (2007), Ostfriesenblut (2008), Ostfriesengrab (2009), Ostfriesensünde (2010), Ostfriesenfalle (2011), Ostfriesenangst (2012), Ostfriesenmoor (2013), Ostfriesenfeuer (2014), Ostfriesenwut (2015), Ostfriesenschwur (2016), Ostfriesentod (2017), Ostfriesenfluch (2018).
- Krimis mit Lokalkolorit von Sandra Lüpkes: Die Sanddornkönigin (2001), Der Brombeerpirat (2002), Fischer, wie tief ist das Wasser (2003), Das Hagebuttenmädchen (2004), Halbmast (2005), Die Wacholderteufel (2006), Das Sonnentau-Kind (2007), Die Blütenfrau (2008).
- Rainer Joedecke (auch Fotos): Ostfriesland: Geschlossene Gesellschaft. In: Geo-Magazin. Hamburg 1978,10, S. 8–32. Informativer Erlebnisbericht, mit Karte: „Die kinderreichste Landschaft der Bundesrepublik“ ISSN 0342-8311

## Ostfriesland in Film und Fernsehen
- Britta, zweiteiliges ARD-Fernsehspiel aus dem Jahr 1978. Der Autor und Regisseur Berengar Pfahl hatte den Löwenanteil der Handlung nach Ostfriesland verlegt und es dabei verstanden, Lebensumstände und Lebensgefühl der Region, insbesondere das der Jugendlichen zu transportieren. So war die Produktion auch in weiten Teilen Ostfrieslands ein Straßenfeger.
- Otto – Der Außerfriesische, Kinofilm von und mit Otto Waalkes aus dem Jahr 1989, in dem er seine Heimat Ostfriesland davor bewahrt, dass dort eine Teststrecke für Hochgeschwindigkeitszüge errichtet wird. In jenem Film bewohnt Otto den Pilsumer Leuchtturm, der es nicht zuletzt durch diesen Film zu Berühmtheit gebracht hat und als „Markenzeichen“ Ostfrieslands gilt. Otto Waalkes hat sein Ostfriesentum zudem im Kabarett und in weiteren Spielfilmen zum Thema gemacht.
- Schnaps im Wasserkessel, Dokumentarfilm von Hans-Erich Viet (1991). Der Regisseur Hans-Erich Viet begibt sich in seine Heimat, das Rheiderland, und lässt unter anderem die Landarbeiter, Bauern, Mägde, Schnaps- und Ziegelbrenner, Jäger und VW-Arbeiter größtenteils im Rheiderländer Platt, das auch der Regisseur selbst noch spricht, von ihrem Leben und ihrer Arbeit erzählen.
- Frankie, Jonny & die anderen, Kinofilm von Hans-Erich Viet (1993). Im Sumpf des Rheiderlands: Fünf Freunde, angeführt von Frankie (Detlef Kuper) versuchen, ihre Langeweile mit dem Erlernen fernöstlicher Kampfsportarten und Meditation zu vertreiben, und planen schließlich ein Bombenattentat auf die Dorfkirmes.
- Sonne und Sturm, Folge der ARD-Reihe Tatort (2003), die in dem fiktiven Küstenort „Nordersiel“ spielt, jedoch in Greetsiel gedreht wurde.
- Doktor Martin, komödiantische Vorabendfamilienserie im ZDF. Ausstrahlung von 2007 bis 2009. Doktor Martin, gespielt von Axel Milberg, ist ein Arzt, der wegen einer Blutphobie einen Neuanfang im Fischerdorf Neuharlingersiel sucht.
- Im Rahmen des ZDF Samstagskrimi werden zwei in Ostfriesland handelnde und gedrehte Krimiserien ausgestrahlt:
  - Friesland ist eine mit komödiantischen Elementen versehene Serie von Krimis mit bisher mehr als zehn Folgen. Die Dorfpolizisten Jens Jensen (Florian Lukas) und Süher Özlügül (Burcu Dal) sind im ostfriesischen Leer stationiert. Unterstützt von der Dorfapothekerin und Hobby-Forensikerin Insa Scherzinger (Theresa Underberg) überschreiten sie ihre Kompetenzen, indem sie Mordfälle aufklären und dabei dem eigentlich zuständigen Kriminalkommissar Jan Brockhorst (Felix Vörtler) aus Wilhelmshaven zuvorkommen.[166]
  - Ostfrieslandkrimis ist eine ursprünglich in Buchform erschienene Krimiserie von Klaus-Peter Wolf[167], von denen es mehrere Folgen mit Verkäufen in den Millionen an die Spitze der Spiegel-Bestsellerliste schafften. Das ZDF kaufte die Filmrechte und begann die Fernsehserie am 1. April 2017 mit der Verfilmung seines gleichnamigen Romans Ostfriesenkiller. Die Handlung sowohl der Romane als auch der Filme spielt im Wesentlichen in der ostfriesischen Heimatstadt Norden des Buchautors, wo auch die Hauptprotagonistin und Kriminalkommissarin Ann Kathrin Klaasen wohnt.[168] Auch in der Fernsehserie lassen sich ostfriesische Drehorte wie die Polizeiwache am Marktplatz in Norden, das Rathaus in Aurich sowie die Nordseeküste erkennen. Obwohl Wolf schon mehrere Drehbücher zum Beispiel für die Krimireihe Tatort schrieb, überließ er hier die filmische Umsetzung anderen Autoren.[169]
- Der Ostfriesenkomplex, Film-Essay von Wolfgang Jost in 7 Teilen (2020), KinoEye041049